# 1933

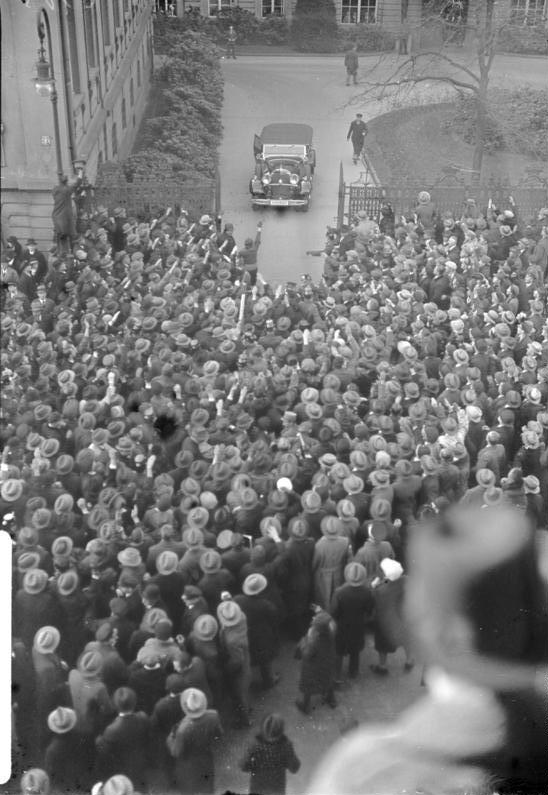
Nach seiner Ernennung zum Reichskanzler verlässt Adolf Hitler im Auto die Reichskanzlei.

Portal Geschichte | Portal Biografien | Aktuelle Ereignisse | Jahreskalender | Tagesartikel

◄ |
19. Jahrhundert |
20. Jahrhundert
| 21. Jahrhundert

◄ |
1900er |
1910er |
1920er |
1930er
| 1940er | 1950er | 1960er | ►

◄◄ |
◄ |
1929 |
1930 |
1931 |
1932 |
1933
| 1934 | 1935 | 1936 | 1937 | ► | ►►
Staatsoberhäupter · Wahlen · Nekrolog  · Literaturjahr · Musikjahr · Filmjahr · Rundfunkjahr · Sportjahr
| Januar | Januar | Januar | Januar | Januar | Januar | Januar | Januar |
| Kw     | Mo     | Di     | Mi     | Do     | Fr     | Sa     | So     |
| ------ | ------ | ------ | ------ | ------ | ------ | ------ | ------ |
| 52     |        |        |        |        |        |        | 1      |
| 1      | 2      | 3      | 4      | 5      | 6      | 7      | 8      |
| 2      | 9      | 10     | 11     | 12     | 13     | 14     | 15     |
| 3      | 16     | 17     | 18     | 19     | 20     | 21     | 22     |
| 4      | 23     | 24     | 25     | 26     | 27     | 28     | 29     |
| 5      | 30     | 31     |        |        |        |        |        |

| Februar | Februar | Februar | Februar | Februar | Februar | Februar | Februar |
| Kw      | Mo      | Di      | Mi      | Do      | Fr      | Sa      | So      |
| ------- | ------- | ------- | ------- | ------- | ------- | ------- | ------- |
| 5       |         |         | 1       | 2       | 3       | 4       | 5       |
| 6       | 6       | 7       | 8       | 9       | 10      | 11      | 12      |
| 7       | 13      | 14      | 15      | 16      | 17      | 18      | 19      |
| 8       | 20      | 21      | 22      | 23      | 24      | 25      | 26      |
| 9       | 27      | 28      |         |         |         |         |         |

| März | März | März | März | März | März | März | März |
| Kw   | Mo   | Di   | Mi   | Do   | Fr   | Sa   | So   |
| ---- | ---- | ---- | ---- | ---- | ---- | ---- | ---- |
| 9    |      |      | 1    | 2    | 3    | 4    | 5    |
| 10   | 6    | 7    | 8    | 9    | 10   | 11   | 12   |
| 11   | 13   | 14   | 15   | 16   | 17   | 18   | 19   |
| 12   | 20   | 21   | 22   | 23   | 24   | 25   | 26   |
| 13   | 27   | 28   | 29   | 30   | 31   |      |      |

| April | April | April | April | April | April | April | April |
| Kw    | Mo    | Di    | Mi    | Do    | Fr    | Sa    | So    |
| ----- | ----- | ----- | ----- | ----- | ----- | ----- | ----- |
| 13    |       |       |       |       |       | 1     | 2     |
| 14    | 3     | 4     | 5     | 6     | 7     | 8     | 9     |
| 15    | 10    | 11    | 12    | 13    | 14    | 15    | 16    |
| 16    | 17    | 18    | 19    | 20    | 21    | 22    | 23    |
| 17    | 24    | 25    | 26    | 27    | 28    | 29    | 30    |

| Mai | Mai | Mai | Mai | Mai | Mai | Mai | Mai |
| Kw  | Mo  | Di  | Mi  | Do  | Fr  | Sa  | So  |
| --- | --- | --- | --- | --- | --- | --- | --- |
| 18  | 1   | 2   | 3   | 4   | 5   | 6   | 7   |
| 19  | 8   | 9   | 10  | 11  | 12  | 13  | 14  |
| 20  | 15  | 16  | 17  | 18  | 19  | 20  | 21  |
| 21  | 22  | 23  | 24  | 25  | 26  | 27  | 28  |
| 22  | 29  | 30  | 31  |     |     |     |     |

| Juni | Juni | Juni | Juni | Juni | Juni | Juni | Juni |
| Kw   | Mo   | Di   | Mi   | Do   | Fr   | Sa   | So   |
| ---- | ---- | ---- | ---- | ---- | ---- | ---- | ---- |
| 22   |      |      |      | 1    | 2    | 3    | 4    |
| 23   | 5    | 6    | 7    | 8    | 9    | 10   | 11   |
| 24   | 12   | 13   | 14   | 15   | 16   | 17   | 18   |
| 25   | 19   | 20   | 21   | 22   | 23   | 24   | 25   |
| 26   | 26   | 27   | 28   | 29   | 30   |      |      |

| Juli | Juli | Juli | Juli | Juli | Juli | Juli | Juli |
| Kw   | Mo   | Di   | Mi   | Do   | Fr   | Sa   | So   |
| ---- | ---- | ---- | ---- | ---- | ---- | ---- | ---- |
| 26   |      |      |      |      |      | 1    | 2    |
| 27   | 3    | 4    | 5    | 6    | 7    | 8    | 9    |
| 28   | 10   | 11   | 12   | 13   | 14   | 15   | 16   |
| 29   | 17   | 18   | 19   | 20   | 21   | 22   | 23   |
| 30   | 24   | 25   | 26   | 27   | 28   | 29   | 30   |
| 31   | 31   |      |      |      |      |      |      |

| August | August | August | August | August | August | August | August |
| Kw     | Mo     | Di     | Mi     | Do     | Fr     | Sa     | So     |
| ------ | ------ | ------ | ------ | ------ | ------ | ------ | ------ |
| 31     |        | 1      | 2      | 3      | 4      | 5      | 6      |
| 32     | 7      | 8      | 9      | 10     | 11     | 12     | 13     |
| 33     | 14     | 15     | 16     | 17     | 18     | 19     | 20     |
| 34     | 21     | 22     | 23     | 24     | 25     | 26     | 27     |
| 35     | 28     | 29     | 30     | 31     |        |        |        |

| September | September | September | September | September | September | September | September |
| Kw        | Mo        | Di        | Mi        | Do        | Fr        | Sa        | So        |
| --------- | --------- | --------- | --------- | --------- | --------- | --------- | --------- |
| 35        |           |           |           |           | 1         | 2         | 3         |
| 36        | 4         | 5         | 6         | 7         | 8         | 9         | 10        |
| 37        | 11        | 12        | 13        | 14        | 15        | 16        | 17        |
| 38        | 18        | 19        | 20        | 21        | 22        | 23        | 24        |
| 39        | 25        | 26        | 27        | 28        | 29        | 30        |           |

| Oktober | Oktober | Oktober | Oktober | Oktober | Oktober | Oktober | Oktober |
| Kw      | Mo      | Di      | Mi      | Do      | Fr      | Sa      | So      |
| ------- | ------- | ------- | ------- | ------- | ------- | ------- | ------- |
| 39      |         |         |         |         |         |         | 1       |
| 40      | 2       | 3       | 4       | 5       | 6       | 7       | 8       |
| 41      | 9       | 10      | 11      | 12      | 13      | 14      | 15      |
| 42      | 16      | 17      | 18      | 19      | 20      | 21      | 22      |
| 43      | 23      | 24      | 25      | 26      | 27      | 28      | 29      |
| 44      | 30      | 31      |         |         |         |         |         |

| November | November | November | November | November | November | November | November |
| Kw       | Mo       | Di       | Mi       | Do       | Fr       | Sa       | So       |
| -------- | -------- | -------- | -------- | -------- | -------- | -------- | -------- |
| 44       |          |          | 1        | 2        | 3        | 4        | 5        |
| 45       | 6        | 7        | 8        | 9        | 10       | 11       | 12       |
| 46       | 13       | 14       | 15       | 16       | 17       | 18       | 19       |
| 47       | 20       | 21       | 22       | 23       | 24       | 25       | 26       |
| 48       | 27       | 28       | 29       | 30       |          |          |          |

| Dezember | Dezember | Dezember | Dezember | Dezember | Dezember | Dezember | Dezember |
| Kw       | Mo       | Di       | Mi       | Do       | Fr       | Sa       | So       |
| -------- | -------- | -------- | -------- | -------- | -------- | -------- | -------- |
| 48       |          |          |          |          | 1        | 2        | 3        |
| 49       | 4        | 5        | 6        | 7        | 8        | 9        | 10       |
| 50       | 11       | 12       | 13       | 14       | 15       | 16       | 17       |
| 51       | 18       | 19       | 20       | 21       | 22       | 23       | 24       |
| 52       | 25       | 26       | 27       | 28       | 29       | 30       | 31       |

| Januar | Januar | Januar | Januar | Januar | Januar | Januar | Januar |
| Kw     | Mo     | Di     | Mi     | Do     | Fr     | Sa     | So     |
| ------ | ------ | ------ | ------ | ------ | ------ | ------ | ------ |
| 52     |        |        |        |        |        |        | 1      |
| 1      | 2      | 3      | 4      | 5      | 6      | 7      | 8      |
| 2      | 9      | 10     | 11     | 12     | 13     | 14     | 15     |
| 3      | 16     | 17     | 18     | 19     | 20     | 21     | 22     |
| 4      | 23     | 24     | 25     | 26     | 27     | 28     | 29     |
| 5      | 30     | 31     |        |        |        |        |        |

| Februar | Februar | Februar | Februar | Februar | Februar | Februar | Februar |
| Kw      | Mo      | Di      | Mi      | Do      | Fr      | Sa      | So      |
| ------- | ------- | ------- | ------- | ------- | ------- | ------- | ------- |
| 5       |         |         | 1       | 2       | 3       | 4       | 5       |
| 6       | 6       | 7       | 8       | 9       | 10      | 11      | 12      |
| 7       | 13      | 14      | 15      | 16      | 17      | 18      | 19      |
| 8       | 20      | 21      | 22      | 23      | 24      | 25      | 26      |
| 9       | 27      | 28      |         |         |         |         |         |

| März | März | März | März | März | März | März | März |
| Kw   | Mo   | Di   | Mi   | Do   | Fr   | Sa   | So   |
| ---- | ---- | ---- | ---- | ---- | ---- | ---- | ---- |
| 9    |      |      | 1    | 2    | 3    | 4    | 5    |
| 10   | 6    | 7    | 8    | 9    | 10   | 11   | 12   |
| 11   | 13   | 14   | 15   | 16   | 17   | 18   | 19   |
| 12   | 20   | 21   | 22   | 23   | 24   | 25   | 26   |
| 13   | 27   | 28   | 29   | 30   | 31   |      |      |

| April | April | April | April | April | April | April | April |
| Kw    | Mo    | Di    | Mi    | Do    | Fr    | Sa    | So    |
| ----- | ----- | ----- | ----- | ----- | ----- | ----- | ----- |
| 13    |       |       |       |       |       | 1     | 2     |
| 14    | 3     | 4     | 5     | 6     | 7     | 8     | 9     |
| 15    | 10    | 11    | 12    | 13    | 14    | 15    | 16    |
| 16    | 17    | 18    | 19    | 20    | 21    | 22    | 23    |
| 17    | 24    | 25    | 26    | 27    | 28    | 29    | 30    |

| Mai | Mai | Mai | Mai | Mai | Mai | Mai | Mai |
| Kw  | Mo  | Di  | Mi  | Do  | Fr  | Sa  | So  |
| --- | --- | --- | --- | --- | --- | --- | --- |
| 18  | 1   | 2   | 3   | 4   | 5   | 6   | 7   |
| 19  | 8   | 9   | 10  | 11  | 12  | 13  | 14  |
| 20  | 15  | 16  | 17  | 18  | 19  | 20  | 21  |
| 21  | 22  | 23  | 24  | 25  | 26  | 27  | 28  |
| 22  | 29  | 30  | 31  |     |     |     |     |

| Juni | Juni | Juni | Juni | Juni | Juni | Juni | Juni |
| Kw   | Mo   | Di   | Mi   | Do   | Fr   | Sa   | So   |
| ---- | ---- | ---- | ---- | ---- | ---- | ---- | ---- |
| 22   |      |      |      | 1    | 2    | 3    | 4    |
| 23   | 5    | 6    | 7    | 8    | 9    | 10   | 11   |
| 24   | 12   | 13   | 14   | 15   | 16   | 17   | 18   |
| 25   | 19   | 20   | 21   | 22   | 23   | 24   | 25   |
| 26   | 26   | 27   | 28   | 29   | 30   |      |      |

| Juli | Juli | Juli | Juli | Juli | Juli | Juli | Juli |
| Kw   | Mo   | Di   | Mi   | Do   | Fr   | Sa   | So   |
| ---- | ---- | ---- | ---- | ---- | ---- | ---- | ---- |
| 26   |      |      |      |      |      | 1    | 2    |
| 27   | 3    | 4    | 5    | 6    | 7    | 8    | 9    |
| 28   | 10   | 11   | 12   | 13   | 14   | 15   | 16   |
| 29   | 17   | 18   | 19   | 20   | 21   | 22   | 23   |
| 30   | 24   | 25   | 26   | 27   | 28   | 29   | 30   |
| 31   | 31   |      |      |      |      |      |      |

| August | August | August | August | August | August | August | August |
| Kw     | Mo     | Di     | Mi     | Do     | Fr     | Sa     | So     |
| ------ | ------ | ------ | ------ | ------ | ------ | ------ | ------ |
| 31     |        | 1      | 2      | 3      | 4      | 5      | 6      |
| 32     | 7      | 8      | 9      | 10     | 11     | 12     | 13     |
| 33     | 14     | 15     | 16     | 17     | 18     | 19     | 20     |
| 34     | 21     | 22     | 23     | 24     | 25     | 26     | 27     |
| 35     | 28     | 29     | 30     | 31     |        |        |        |

| September | September | September | September | September | September | September | September |
| Kw        | Mo        | Di        | Mi        | Do        | Fr        | Sa        | So        |
| --------- | --------- | --------- | --------- | --------- | --------- | --------- | --------- |
| 35        |           |           |           |           | 1         | 2         | 3         |
| 36        | 4         | 5         | 6         | 7         | 8         | 9         | 10        |
| 37        | 11        | 12        | 13        | 14        | 15        | 16        | 17        |
| 38        | 18        | 19        | 20        | 21        | 22        | 23        | 24        |
| 39        | 25        | 26        | 27        | 28        | 29        | 30        |           |

| Oktober | Oktober | Oktober | Oktober | Oktober | Oktober | Oktober | Oktober |
| Kw      | Mo      | Di      | Mi      | Do      | Fr      | Sa      | So      |
| ------- | ------- | ------- | ------- | ------- | ------- | ------- | ------- |
| 39      |         |         |         |         |         |         | 1       |
| 40      | 2       | 3       | 4       | 5       | 6       | 7       | 8       |
| 41      | 9       | 10      | 11      | 12      | 13      | 14      | 15      |
| 42      | 16      | 17      | 18      | 19      | 20      | 21      | 22      |
| 43      | 23      | 24      | 25      | 26      | 27      | 28      | 29      |
| 44      | 30      | 31      |         |         |         |         |         |

| November | November | November | November | November | November | November | November |
| Kw       | Mo       | Di       | Mi       | Do       | Fr       | Sa       | So       |
| -------- | -------- | -------- | -------- | -------- | -------- | -------- | -------- |
| 44       |          |          | 1        | 2        | 3        | 4        | 5        |
| 45       | 6        | 7        | 8        | 9        | 10       | 11       | 12       |
| 46       | 13       | 14       | 15       | 16       | 17       | 18       | 19       |
| 47       | 20       | 21       | 22       | 23       | 24       | 25       | 26       |
| 48       | 27       | 28       | 29       | 30       |          |          |          |

| Dezember | Dezember | Dezember | Dezember | Dezember | Dezember | Dezember | Dezember |
| Kw       | Mo       | Di       | Mi       | Do       | Fr       | Sa       | So       |
| -------- | -------- | -------- | -------- | -------- | -------- | -------- | -------- |
| 48       |          |          |          |          | 1        | 2        | 3        |
| 49       | 4        | 5        | 6        | 7        | 8        | 9        | 10       |
| 50       | 11       | 12       | 13       | 14       | 15       | 16       | 17       |
| 51       | 18       | 19       | 20       | 21       | 22       | 23       | 24       |
| 52       | 25       | 26       | 27       | 28       | 29       | 30       | 31       |

Die Politik des Jahres 1933 ist geprägt durch die „Machtergreifung“ der Nationalsozialisten unter Adolf Hitler im Deutschen Reich und das damit verbundene Ende der Weimarer Republik und den Beginn des „Dritten Reichs“. Praktisch zeitgleich beginnt in Österreich durch die von der christlich-sozialen Bundesregierung unter Engelbert Dollfuß so bezeichnete „Selbstausschaltung des Parlaments“ die Zeit des austrofaschistischen Ständestaates, womit nach Italien (1922), Albanien (1925), Polen (1926), Litauen (1926) und Jugoslawien (1929) zwei weitere kurz nach dem Ersten Weltkrieg entstandene Demokratien in Europa scheitern.
Im Deutschen Reich führen die Nationalsozialisten das Einparteiensystem ein und beginnen innerhalb kurzer Zeit mit dem Terror gegen Juden, Minderheiten und Andersdenkende und der Errichtung von Konzentrationslagern, das erste dieser Lager ist das KZ Dachau.
Nach einer inszenierten Volksabstimmung tritt Deutschland aus dem Völkerbund aus, ebenso wie Japan, womit die eklatante Ohnmacht der nach dem Ersten Weltkrieg zur Wahrung des Friedens gegründeten völkerrechtlichen Organisation offengelegt wird.
Wirtschaftlich ist das Jahr überschattet von der seit 1929 andauernden Weltwirtschaftskrise. In den Vereinigten Staaten beginnt der neu gewählte Präsident Franklin D. Roosevelt mit der Bekämpfung der Großen Depression mit dem New Deal.

## Ereignisse

### Politik und Weltgeschehen
| Chronologie           | Chronologie |
| --------------------- | --- |
| 01. Januar            | Schweiz: Edmund Schulthess wird zum vierten Mal Bundespräsident. Nicaragua: Juan Bautista Sacasa wird als Präsident in sein Amt eingeführt.                                                                                         |
| 02. Januar            | Nicaragua: Nach 20-jähriger Okkupation verlassen die letzten Einheiten des United States Marine Corps das Land. |
| 04. Januar            | Weimarer Republik: Adolf Hitler und Franz von Papen vereinbaren Vorbereitungen für eine Regierungsübernahme. |
| 30. Januar            | Deutsches Reich: (Machtergreifung) Adolf Hitler wird zum Reichskanzler ernannt. |
| 31. Januar            | Deutsches Reich: In Mössingen findet der einzige größere Streik gegen die „Machtergreifung“ Adolf Hitlers statt. |
| 01. Februar           | Deutsches Reich: Reichstag auf Wunsch Hitlers von Reichspräsident Paul von Hindenburg aufgelöst |
| 03. Februar           | Hitlers erste Ansprache vor Befehlshabern der Reichswehr (Ziel der Außenpolitik: Lebensraum im Osten und dessen rücksichtslose Germanisierung) – Liebmann-Aufzeichnung                                                              |
| 04. Februar           | Verordnung des Reichspräsidenten zum Schutze des Deutschen Volkes; die Grundrechte der Weimarer Verfassung, insbesondere Versammlungs- und Pressefreiheit werden eingeschränkt                                                      |
| 20. Februar           | Geheimtreffen vom 20. Februar 1933 von Hitler mit Industriellen wegen finanzieller Wahlkampfunterstützung |
| 27. Februar           | Reichstagsbrand in der Nacht zum 28. Februar |
| 28. Februar           | Reichstagsbrandverordnung |
| 03. März              | Deutsches Reich: der Vorsitzende der KPD, Ernst Thälmann wird verhaftet. |
| 04. März              | Vereinigte Staaten: Amtseinführung von Franklin D. Roosevelt als 32. US-Präsident Österreich: „Selbstausschaltung des Parlaments“, Beginn des Austrofaschismus Deutsches Reich: Die SPD-Zeitung Vorwärts erscheint zum letzten Mal. |
| 05. März              | Deutsches Reich: Reichstagswahlen, die NSDAP erreicht über 43 % der Stimmen. |
| 13. März              | Errichtung des Reichsministerium für Volksaufklärung und Propaganda |
| 15. März              | Österreich: Der Nationalrat wird von der Bundesregierung mit Waffengewalt am Zusammentreten gehindert. |
| 21. März              | Deutsches Reich: Tag von Potsdam, Staatsakt in der Garnisonkirche |
| 22. März              | Die ersten Häftlinge werden ins neu errichtete Konzentrationslager Dachau gebracht. |
| 23. März              | Der Deutsche Reichstag verabschiedet das Ermächtigungsgesetz. |
| 27. März              | Japan erklärt seinen Austritt aus dem Völkerbund. |
| 31. März              | Österreich: Die Dollfuß-Regierung verbietet den Republikanischen Schutzbund. Deutsches Reich: Im Reichsgesetzblatt wird die Lex van der Lubbe veröffentlicht, ein rückwirkend geltendes Strafgesetz zum Reichstagsbrand.            |
| 01. April:            | Durch die Nationalsozialisten organisierter Boykott jüdischer Geschäfte, Anwaltskanzleien und Arztpraxen. |
| 07. April             | Gesetz zur Wiederherstellung des Berufsbeamtentums |
| 07. April             | Im Zweiten Gesetz zur Gleichschaltung der Länder mit dem Reich erhält die nationalsozialistische Regierung in Deutschland die Befugnis, Reichsstatthalter einzusetzen.                                                              |
| 10. April             | Adolf Hitler erklärte den 1. Mai als „Feiertag der nationalen Arbeit“ zum Staatsfeiertag. |
| 26. April             | Erlass des kommissarischen preußischen Innenministers Hermann Göring zur Bildung des Geheimen Staatspolizeiamtes |
| 29. April             | Hermann Göring gründet den Reichsluftschutzbund, der seine Mitglieder über luftschutzmäßige Vorbeugung, Brandbekämpfung, den Schutz vor Gasangriffen, Erste Hilfe und das Meldewesen ausbildet.                                     |
| 02. Mai               | Gewerkschaften werden verboten. |
| 03. Mai               | Nach dem Verbot der Arbeiterwohlfahrt wird im Dritten Reich die Nationalsozialistische Volkswohlfahrt gegründet. |
| 10. Mai               | Bücherverbrennung missliebiger Autoren Gründung der Deutschen Arbeitsfront und Abschaffung des Streikrechts |
| 17. Mai               | Adolf Hitler hält vor dem Reichstag die „Friedensrede“ |
| 26. Mai               | Österreich: Verbot der Kommunistischen Partei |
| 27. Mai               | Deutsches Reich: Tausend-Mark-Sperre: Für jede Reise nach Österreich werden 1.000 Reichsmark Gebühr abverlangt. |
| 20. Juni              | Siam: Jüngere Offiziere der Volkspartei putschen gegen Ministerpräsident Phraya Manopakorn Nititada. |
| 21. Juni              | Deutsches Reich: SA-Leute beginnen den Terror der Köpenicker Blutwoche. Am Folgetag wird der SPD deutschlandweit jede Betätigung verboten.                                                                                          |
| 14. Oktober           | Joseph Goebbels erklärt den Austritt des Deutschen Reichs aus dem Völkerbund. Zugleich verlässt Deutschland die Genfer Abrüstungskonferenz.                                                                                         |
| 29. Oktober           | Spanien: Gründung der faschistischen Falange |
| 11. November          | Österreich: Die Todesstrafe für Mord, Brandstiftung und öffentliche Gewalttätigkeit durch boshafte Beschädigung fremden Eigentums wird wieder eingeführt.                                                                           |
| 12. November          | Deutsches Reich: Reichstagswahl nach Einheitsliste und Volksabstimmung über den Austritt Deutschlands aus dem Völkerbund |
| 17. November          | Die USA erkennen die seit Ende 1922 existierende Sowjetunion völkerrechtlich an. |
| 19. November          | Spanien: Bei den Parlamentswahlen gewinnen die Rechtsparteien, die bisher regierenden Liberalen und Sozialisten erleiden eine vernichtende Niederlage.                                                                              |
| 15. Dezember          | Deutsches Reich: Zwangsvereinigung der kommunalen Spitzenverbände zum Deutschen Gemeindetag |
|                       | |
| Andauernde Ereignisse | |
|                       | |

#### Deutsches Reich
Obwohl die Nationalsozialisten bei der Reichstagswahl am 6. November 1932 erstmals Verluste haben hinnehmen müssen, gelingt es nicht, eine stabile Reichsregierung zu etablieren. Das Kabinett Papen wurde am 3. Dezember 1932 mit Unterstützung durch Reichspräsident Paul von Hindenburg vom Kabinett Schleicher abgelöst. Der vom „Verrat“ seines früheren Weggefährten Kurt von Schleicher zutiefst enttäuschte Franz von Papen trifft sich am 4. Januar im Kölner Haus des Bankiers Kurt Freiherr von Schröder mit Adolf Hitler zu Geheimverhandlungen, bei denen sie eine gemeinsame Regierungsübernahme vereinbaren. Diesem Gespräch folgten weitere, zuletzt auch unter Anwesenheit des Staatssekretärs des Reichspräsidenten Otto Meissner und dem Sohn des Reichspräsidenten Oskar von Hindenburg.
Am 30. Januar 1933 erfolgt die Ernennung Adolf Hitlers zum Reichskanzler durch Reichspräsident Hindenburg. Hindenburg, der sich lange gesträubt hat, wird mit dem Hinweis beruhigt, dass ein von einer konservativen Kabinettsmehrheit „eingerahmter“ NSDAP-Führer nur eine geringe Gefahr bedeute. Hitler bildet daraufhin eine so genannte Nationale Regierung aus Konservativen, Deutschnationalen und Nationalsozialisten. Von Papen wird Vizekanzler, der Regierung gehören außer Hitler nur zwei weitere Nationalsozialisten an, nämlich Wilhelm Frick als Innenminister und Hermann Göring als Minister ohne Geschäftsbereich und kommissarischer preußischer Innenminister.

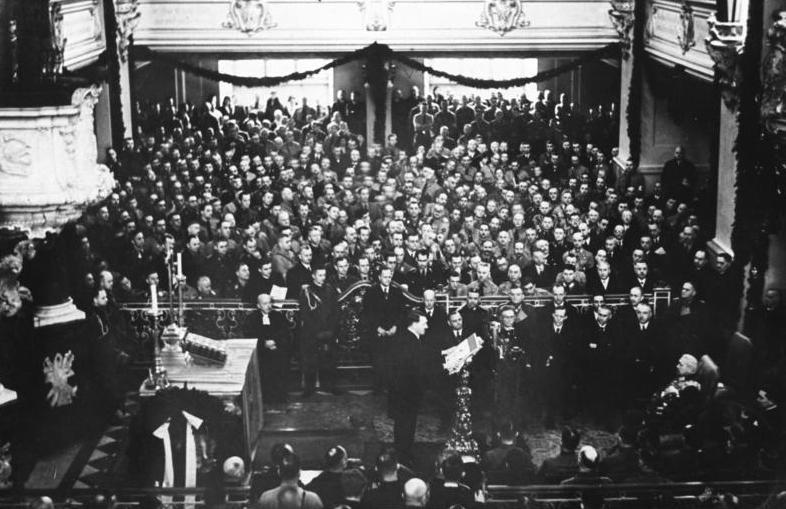
Tag von Potsdam, Rede Hitlers in der Garnisonkirche

Bereits am 1. Februar wird der Reichstag auf Wunsch Hitlers vom Reichspräsidenten aufgelöst. Die letzte freie Wahl am 5. März wird zu einem überwältigenden Erfolg für die NSDAP, die 43,9 % der Stimmen erhält. Die Einberufung des neuen Reichstags wird am 21. März mit dem Tag von Potsdam öffentlichkeitswirksam zelebriert.
Von Beginn der Machtergreifung an beginnen die Nationalsozialisten mit der Ausschaltung der Demokratie und der Gleichschaltung des Reiches. Durch die Verordnung des Reichspräsidenten zum Schutze des Deutschen Volkes vom 4. Februar werden die Grundrechte der Weimarer Verfassung, insbesondere die Versammlungs- und Pressefreiheit, eingeschränkt. Am 13. März wird das Reichsministerium für Volksaufklärung und Propaganda unter Propagandaminister Joseph Goebbels gegründet. Am 23. März beschließt der Reichstag das Gesetz zur Behebung der Not von Volk und Reich (auch Ermächtigungsgesetz), das der Regierung Hitler quasi diktatorische Vollmachten überträgt. Nur die Abgeordneten der SPD unter Otto Wels stimmen gegen dieses Gesetz. Mit den Gesetzen vom 31. März und 7. April werden den Ländern ihre relativen Souveränitätsrechte entzogen und Reichsstatthalter eingesetzt.
- 3. Februar: Hitlers hält seine erste Ansprache vor Befehlshabern der Reichswehr (Ziel der Außenpolitik: Lebensraum im Osten und dessen rücksichtslose Germanisierung).
- 19. Februar: An der Kundgebung Das Freie Wort in der Berliner Krolloper protestieren über 900 vernunftdemokratisch bzw. antinationalsozialistisch eingestellte Geistesgrößen gegen die Nationalsozialisten. Noch vor Beendigung des Kongresses räumen „Ordnungskräfte“ der neuen Machthaber den Saal.
- 20. Februar: Geheimes Treffen Hitlers mit Industriellen am 20. Februar 1933 wegen finanzieller Wahlkampfunterstützung

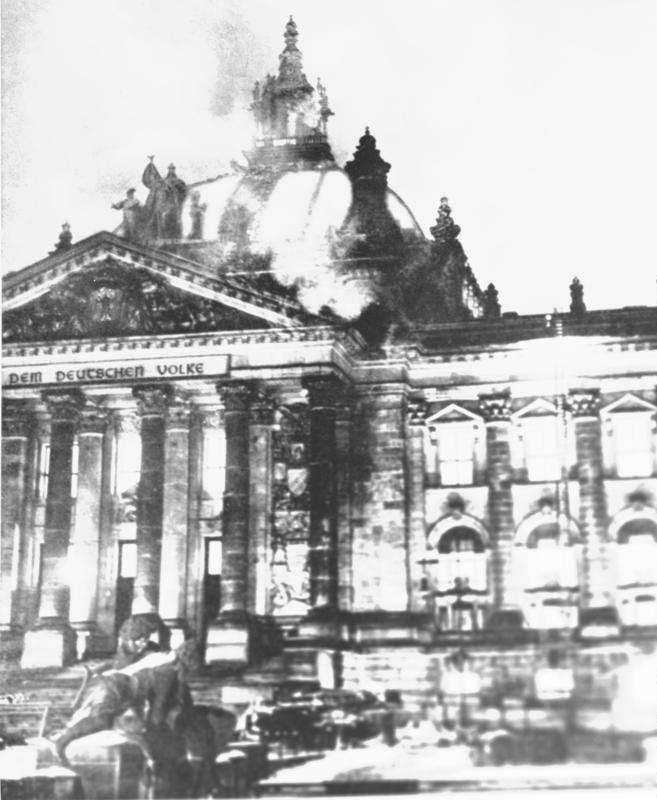
Der brennende Reichstag

- 27. Februar: In der Nacht zum 28. Februar brennt das Reichstagsgebäude in Berlin: Marinus van der Lubbe wird zum Schuldigen erklärt. Repressalien und Verhaftungen sind die Folge; Grundrechte werden aufgehoben.
- 28. Februar: Die Notverordnung „Zum Schutz von Volk und Staat“ wird erlassen (Reichstagsbrandverordnung).
- 3. März: Ernst Thälmann wird verhaftet.
- 4. März: Die letzte Ausgabe des SPD-Blattes Vorwärts erscheint.
- 5. März: Reichstagswahl – Ergebnis: NSDAP 43,9 %, SPD 18,3 %, KPD 12,3 %, Zentrumspartei 11,2 %, DNVP 8 %.
- 22. März: Die ersten Häftlinge werden ins neu errichtete Konzentrationslager Dachau gebracht.
- 27. März: In Braunschweig findet der „Stahlhelm-Putsch“ statt. Ziel ist die Ausschaltung des Stahlhelms im Freistaat.
- 31. März: Als eines der ersten deutschen Konzentrationslager wird das KZ Wittmoor in Hamburg-Lemsahl-Mellingstedt eröffnet.
- 31. März: Im Reichsgesetzblatt wird die Lex van der Lubbe veröffentlicht, ein rückwirkend geltendes Gesetz, um Marinus van Lubbe, den mutmaßlichen Brandstifter des Reichstagsbrandes, zum Tode verurteilen zu können.
- 31. März: Das  Vorläufige Gesetz zur Gleichschaltung der Länder mit dem Reich wird verabschiedet. Es überträgt die Machtverhältnisse im Reich auf die Länder und Kommunen: Die Landesparlamente erhalten eine neue Zusammensetzung nach dem Ergebnis der Reichstagswahl vom 5. März in ihrem Landesgebiet, sodass Nationalsozialisten und Deutschnationale gegenüber den rechtmäßigen, älteren Landtagswahlergebnissen erheblich gestärkt werden. Bereits am 7. April erfolgt die Verabschiedung des zweiten Gleichschaltungsgesetzes, mit dem die Reichsstatthalter eingeführt werden.
- 1. April: Die Nationalsozialisten organisieren einen Boykott jüdischer Geschäfte, Anwaltskanzleien und Arztpraxen.

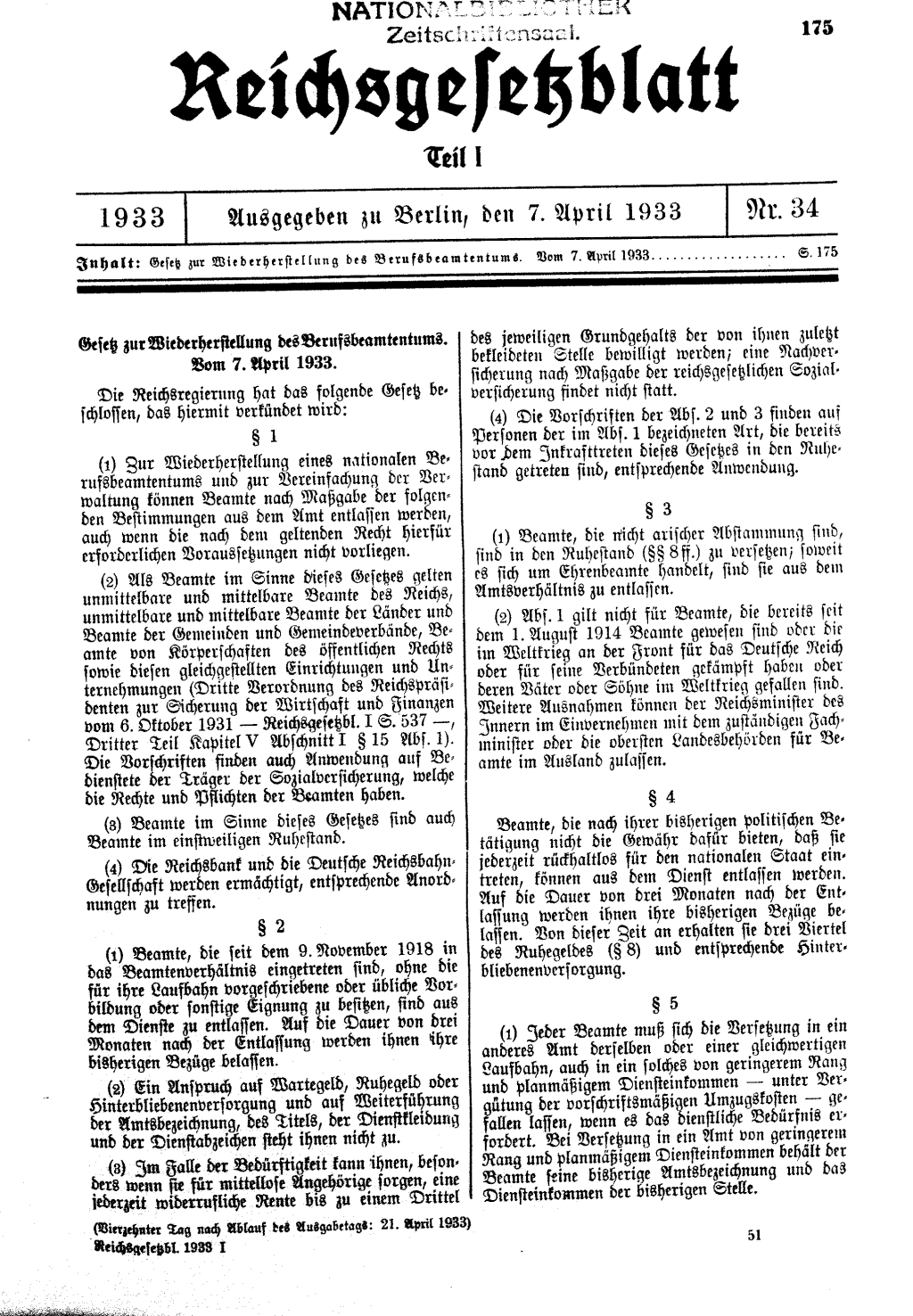
Reichsgesetzblatt vom 7. April

- 7. April: Das Gesetz zur Wiederherstellung des Berufsbeamtentums soll die Möglichkeit schaffen, jüdische und politisch missliebige Beamte aus dem Dienst zu entfernen. Gleichzeitig wird mit demselben Ziel das Gesetz über die Zulassung zur Rechtsanwaltschaft erlassen.
- 10. April: Adolf Hitler erklärte den 1. Mai als „Feiertag der nationalen Arbeit“ zum Staatsfeiertag.
- 26. April: Ein Erlass des kommissarischen preußischen Innenministers Hermann Göring führt zur Bildung des Geheimen Staatspolizeiamtes, der Keimzelle der später auf das gesamte Reich ausgeweiteten Gestapo.
- 1. Mai: Der Tag der nationalen Arbeit wird als gesetzlicher Feiertag begangen.
- 2. Mai: Die Gewerkschaften werden in Deutschland verboten. Die SA besetzt Gewerkschaftshäuser und verhaftet Mitglieder.

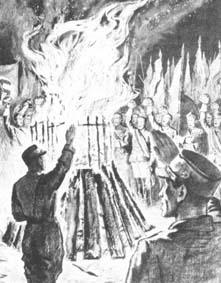
Bücherverbrennung 1933 im Rahmen der „Aktion wider den undeutschen Geist“

- 10. Mai: Die Nationalsozialisten verbrennen auf dem Opernplatz in Berlin 20.000 Bücher missliebiger Autoren (Bücherverbrennung).
- 10. Mai: Die Nationalsozialisten gründen die Deutsche Arbeitsfront als Einheitsverband der Arbeitnehmer und Arbeitgeber mit dem Vermögen der zerschlagenen Gewerkschaften. Das Streikrecht ist zugleich abgeschafft.
- 27. Mai: Die deutsche Reichsregierung unter Adolf Hitler will mit der Tausend-Mark-Sperre in Österreich den Sturz der Regierung unter Engelbert Dollfuß erzwingen. Für jede Reise in das Nachbarland werden 1000 Reichsmark Gebühr vom Touristen abverlangt.
- Mai: In den Studentenverbindungen wird auf Anordnung der NS-Führung das „Führerprinzip“ eingeführt.
- 21. Juni: SA-Leute beginnen den Terror der Köpenicker Blutwoche. Am Folgetag wird der SPD von den Nationalsozialisten deutschlandweit jede Betätigung verboten.
- 3. Juli: Im Zuge der Machtergreifung und der damit einhergehenden Gleichschaltung aller gesellschaftlichen Bereiche im Deutschen Reich übernehmen die Nationalsozialisten mit Gründung der Reichsrundfunkkammer die Kontrolle über den Rundfunk.
- 4. Juli: SS-Angehörige ermorden elf Männer, nachdem diese vorher stundenlang gefoltert worden waren. Die Tat wird unmittelbar danach als die „Rieseberg-Morde“ international bekannt.
- 5. Juli: Nach dem Verlust der Unterstützung durch den Vatikan und Drohungen durch die NSDAP löst sich die Deutsche Zentrumspartei als letzte bürgerliche Partei nach der nationalsozialistischen Machtergreifung selbst auf.
- 14. Juli: Die NSDAP wird durch das Gesetz gegen die Neubildung von Parteien zur einzigen erlaubten politischen Partei und es wird die gesetzliche Grundlage für die späteren Krankenmorde in der Zeit des Nationalsozialismus und die Aktion T4 geschaffen.
- 14. Juli: Durch das Gesetz über den Widerruf von Einbürgerungen und die Aberkennung der deutschen Staatsangehörigkeit können Einbürgerungen, die nach der Novemberrevolution 1918 stattgefunden haben, widerrufen werden. Die davon betroffenen Personen verlieren dadurch ihre deutsche Staatsangehörigkeit. Reichsangehörigen, die sich im Ausland aufhalten, kann wegen ihres politischen Verhaltens die deutsche Staatsangehörigkeit aberkannt und ihr Vermögen eingezogen werden.
- 25. August: Im Deutschen Reichsanzeiger wird die Erste Ausbürgerungsliste gemäß dem Gesetz über den Widerruf von Einbürgerungen und die Aberkennung der deutschen Staatsangehörigkeit veröffentlicht.

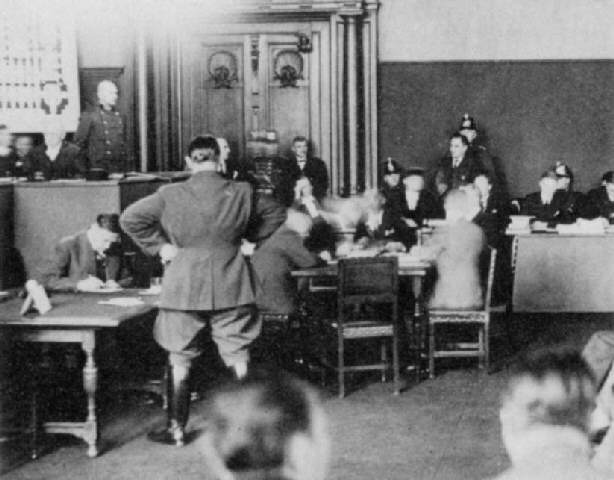
Auftritt Hermann Görings beim Reichstagsbrandprozess

- 21. September: Vor dem IV. Strafsenat des Reichsgerichts in Leipzig beginnt der Prozess zum Reichstagsbrand. Der Tat angeklagt sind Marinus van der Lubbe und die Kommunisten Ernst Torgler, Georgi Dimitrow, Blagoi Popow und Wassil Tanew.
- 22. September: Das ‚Reichskulturkammergesetz‘ wird verkündet. Die Reichskulturkammer wird bald ein wichtiges Instrument der nationalsozialistischen Kulturpolitik und der Gleichschaltung aller Bereiche des Kulturlebens einschließlich der Presse.
- 1. Oktober: Das NS-Regime führt den Eintopfsonntag ein. Die angenommenen Haushaltsersparnisse werden als Solidarbeitrag für das Winterhilfswerk in Form einer Spende von 50 Pfennig pro Haushalt einkassiert.
- 14. Oktober: Joseph Goebbels erklärt den Austritt des Deutschen Reichs aus dem Völkerbund. Zugleich verlässt Deutschland die Genfer Abrüstungskonferenz.

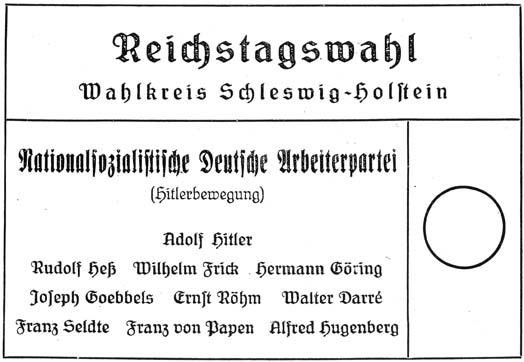
Stimmzettel zur Reichstagswahl

- 12. November: Reichstagswahl nach Einheitsliste und Volksabstimmung über den Austritt Deutschlands aus dem Völkerbund.
- 24. November: Das erste deutsche Tierschutzgesetz wird verabschiedet.
- 24. November: Das Gewohnheitsverbrechergesetz sieht schärfere Strafen und die obligatorische Anordnung der Sicherungsverwahrung für ‚gefährliche Täter‘ vor. Es tritt zum Jahreswechsel in Kraft.
- 1. Dezember: Das Gesetz zur Sicherung der Einheit von Partei und Staat unterwirft Deutschland einem Einparteiensystem.
- 15. Dezember: Zwangsvereinigung der kommunalen Spitzenverbände zum Deutschen Gemeindetag.

#### Österreich

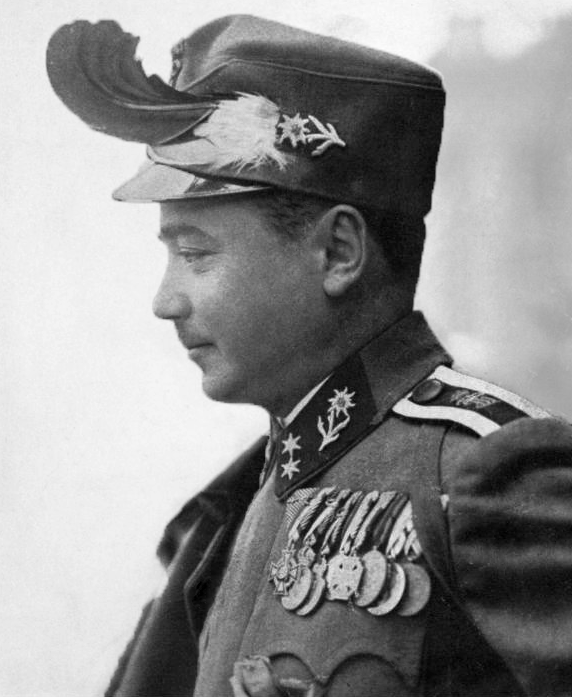
Engelbert Dollfuß (1933)

In Österreich kommt es am 4. März aufgrund einer verfahrenstechnischen Unachtsamkeit zur Beschlussunfähigkeit des Nationalrats, die der christlichsoziale Bundeskanzler Engelbert Dollfuß für einen Staatsstreich nutzt, indem er diese als „Selbstausschaltung des Parlaments“ bezeichnet. Als der Nationalrat unter dem dritten Nationalratspräsidenten Sepp Straffner am 15. März zusammentreten will, um diesen Verfahrensfehler zu korrigieren, werden die Abgeordneten von der austrofaschistischen Bundesregierung mit Polizeigewalt am Zusammentreten gehindert. Obwohl eine von über einer Million Menschen unterschriebene Petition ihn auffordert, die Regierung Dollfuß abzuberufen und auf Vorschlag einer von ihm bestellten Interimsregierung Neuwahlen zu veranlassen, bleibt der ebenfalls christlichsoziale Bundespräsident Wilhelm Miklas untätig, was es Dollfuß ermöglicht, weiter diktatorisch zu regieren. Am 23. Mai wird auch der Verfassungsgerichtshof am vollständigen Zusammentreten gehindert und damit die Gewaltentrennung in Österreich abgeschafft.
Zunächst geben die Christlichsozialen an, nur für einige Zeit autoritär regieren und in Verhandlungen mit der Opposition eine Änderung der Geschäftsordnung des Nationalrates und eine Reform der Verfassung erreichen zu wollen. Ernsthafte Gespräche darüber finden jedoch nie statt. Die Dollfuß-Regierung löst stattdessen am 31. März den sozialdemokratischen Republikanischen Schutzbund und am 26. Mai die Kommunistische Partei Österreichs durch Verordnung auf. Am 19. Juni wird auch die NSDAP verboten.
Ab April wendet Dollfuß sich zunehmend um Unterstützung gegen Deutschland an Benito Mussolini, der im Gegenzug nachdrücklich die endgültige Abschaffung des Parteienstaats fordert. Dollfuß verkündet daraufhin in einer Rede am Wiener Trabrennplatz am 11. September die Errichtung des Ständestaates, wobei er sich auf Papst Pius XI. und dessen Sozialenzyklika Quadragesimo anno beruft. Bei einer Regierungsumbildung am 20. September wird Parteiobmann Carl Vaugoin entmachtet und Heimwehrführer Emil Fey Vizekanzler. Ernst Rüdiger Starhemberg löst den Heimatblock auf und tritt mit der Heimwehr in die am 20. Mai gegründete Vaterländische Front ein, die den Alleinvertretungsanspruch für die gesamte österreichische Bevölkerung stellt.
Am 26. Mai erfolgt das Verbot der KPÖ. Am 31. März wird der Republikanische Schutzbund verboten, und auch die Freidenker fallen der Verbotswelle zum Opfer. Die NSDAP erreicht bei Gemeinderatswahlen zwar meist unter 25 % der Stimmen, sorgt aber durch jeweils mehr als 40 % bei den Wahlen in Zwettl und Innsbruck für Unruhe bei der regierenden VF. Zudem findet auch eine Terrorwelle von NS-Anhängern ihren Höhepunkt, als in den ersten Wochen des Juni bei Anschlägen vier Menschen getötet und 48 verletzt werden. Die österreichische NSDAP wird am 19. Juni 1933 verboten. Auslösendes Moment ist ein Anschlag mit Handgranaten in Krems. Der NS-Terror nimmt in den folgenden Monaten ab, jedoch sind bis Jahresende immer noch fünf Tote und 52 Verletzte zu beklagen.
Am 3. Oktober wird Dollfuß vom Nationalsozialisten Rudolf Drtil durch zwei Schüsse leicht verletzt. Der Attentäter wird unter Berücksichtigung ‚geistiger Minderwertigkeit‘ zu fünf Jahren Kerker verurteilt. Durch Verordnung vom 10. November wird mit Wirkung des folgenden Tages das standrechtliche Verfahren und mit ihm die 1920 abgeschaffte Todesstrafe für Mord, Brandstiftung und öffentliche Gewalttätigkeit durch boshafte Beschädigung fremden Eigentums wieder eingeführt.

#### Spanien

Flagge der Zweiten Spanischen Republik

In Spanien ist es der Zweiten Republik im Laufe des Vorjahres trotz verschiedener Aufstände und Putschversuche gelungen, eine gewisse Stabilität zu erlangen. Doch ein Aufstand im Januar in dem andalusischen Dorf Casas Viejas, der von der Regierung brutal niedergeschlagen wird, führt zu einer rapiden Verschlechterung des Klimas im Land und zu einer Steigerung der Skepsis der demokratischen Staatsform gegenüber. Premierminister Manuel Azaña gründet eine neue paramilitärische Polizeitruppe, die Guardia de Asalto (Sturmgarde), um sie gegen ihre Feinde verteidigen zu können. Ihr Oberbefehlshaber wird General Emilio Mola.

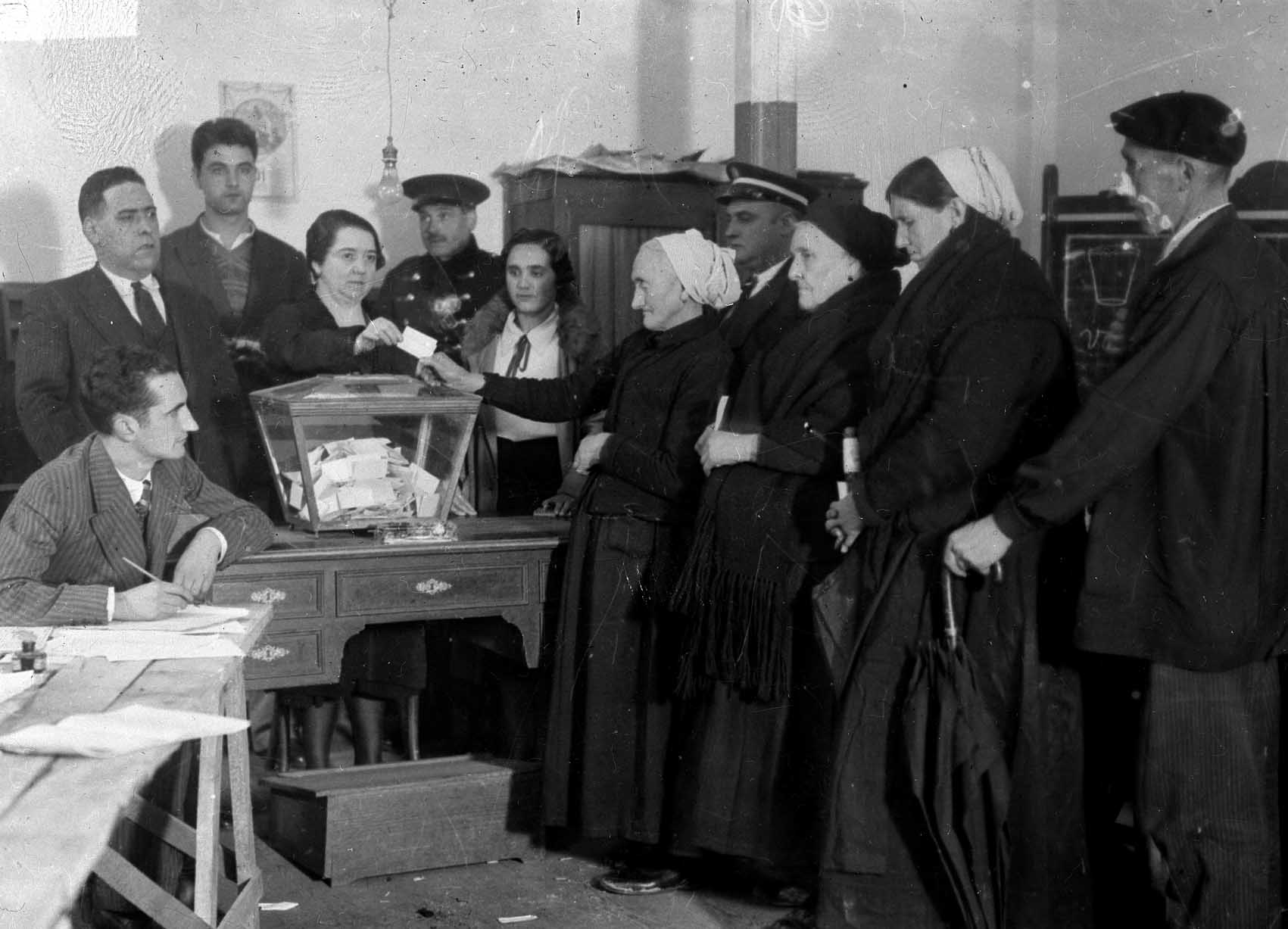
Wahlen 1933 in Spanien

Im September schließlich zerbricht die Regierungskoalition aus Liberalen und Sozialisten. Bei den darauf folgenden Wahlen am 19. November, bei der erstmals auch Frauen wahlberechtigt sind, siegen die Konservativen. Der Zentrist Alejandro Lerroux bildet eine Regierung mit der konservativen Confederación Española de Derechas Autónomas unter José María Gil-Robles y Quiñones und der monarchistischen Renovación Española. Die Wahlbeteiligung liegt dabei bei knapp 60 %, weil die von der Linken enttäuschte Arbeiterschaft sich in weiten Teilen der Stimme enthält.

Flagge der Falange Española

Im Teatro de la Comedia in Madrid wird am 29. Oktober die faschistische Falange Española gegründet. Den Vorsitz übernimmt eine Dreiergruppe, die aus dem Anwalt José Antonio Primo de Rivera, dem Piloten Julio Ruiz de Alda und dem Schriftsteller Alfonso García Valdecasas besteht. Die Bewegung kann bis zum Ende des Jahres rund 2.000 Mitglieder gewinnen, vor allem enttäuschte Anhänger der traditionellen Rechtsparteien und Studenten, die über die im November gegründete Studentengruppe Sindicato Universitario Español (SEU) zur Partei kommen.

#### Sowjetunion

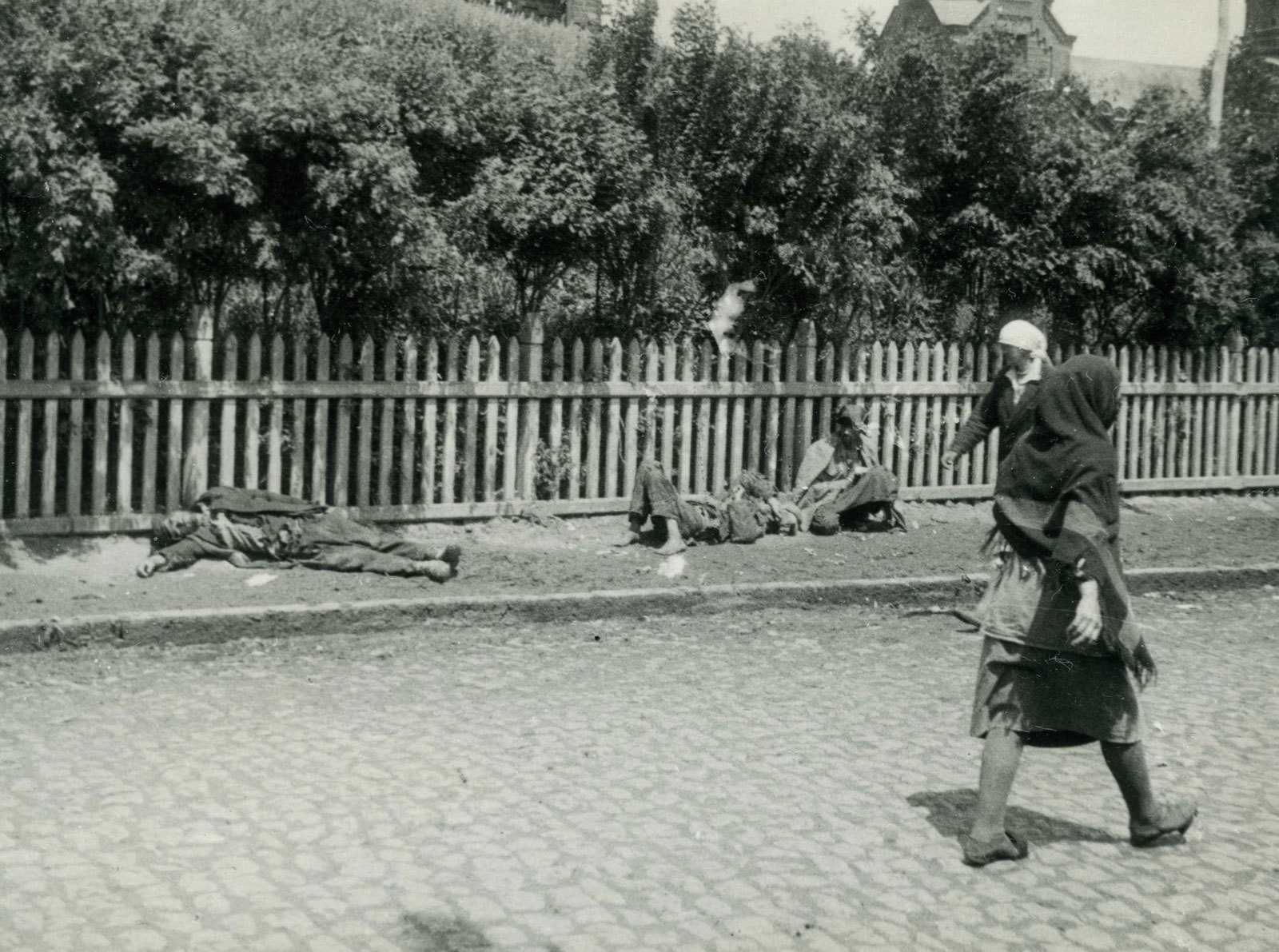
Holodomor in der Ukraine: Fußgänger und verhungernde Bauern auf einer Straße in Charkiw 1933; Foto: Alexander Wienerberger

- 29. März: Die Journalisten Gareth Jones, Malcolm Muggeridge und William Henry Chamberlin informieren auf einer von Paul Scheffer in Berlin organisierten internationalen Pressekonferenz die Weltöffentlichkeit über die Ausmaße der sowjetischen Hungerkatastrophe Holodomor in der Ukraine, während die sowjetische Regierung bemüht ist, das Geschehen vor der Weltgemeinschaft zu verbergen.

Lage von Nasino

- 18. Mai (Sowjetunion): Etwa 6100 Zwangsdeportierte werden auf einer unwirtlichen Flussinsel im Ob in der Nähe der Stadt Nasino ohne Verpflegung, Unterbringungsmöglichkeiten, Hausrat oder Werkzeuge ausgesetzt. Hunger, Entbehrungen und Fluchtversuche reduzieren die Zahl der Ausgesetzten bis Mitte August auf etwa 2000 Menschen. Dutzende Fälle von Kannibalismus treten auf. Berichte über die Tragödie von Nasino erreichen im September die Führungsspitze der KPdSU. Sie stoppt ihre umfangreichen Pläne, als „gefährlich“ oder „asozial“ klassifizierte Menschen in „Sondersiedlungen“ zu deportieren, um diese zu Vorposten der Erschließung unwirtlicher Gegenden der Sowjetunion zu machen. Stattdessen werden diese Menschen erschossen oder in eines der Arbeitslager des Gulag deportiert.

#### Portugal

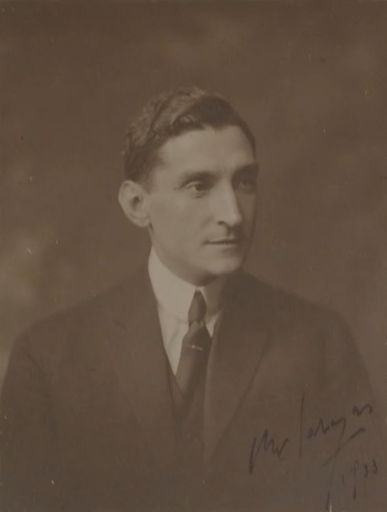
António Salazar 1933

Der im Vorjahr zum Premierminister von Portugal ernannte António de Oliveira Salazar installiert im Januar die Geheimpolizei PVDE (Polícia de Vigilância e Defesa do Estado). Salazars Wegbegleiter José Vicente de Freitas verliert am 12. Februar das Amt des Präsidenten des Stadtrates von Lissabon, nachdem er Salazar öffentlich kritisiert hat.
Am 11. April tritt nach einem Referendum die stark am faschistischen Italien orientierte neue Verfassung des Estado Novo in Kraft. Sie sieht einen alle sieben Jahre direkt gewählten Präsidenten sowie einen vom Präsidenten ernannten Ministerpräsidenten vor. Die Nationale Union wird als einzige Partei zugelassen, das Wahlrecht für Frauen und Analphabeten wird eingeschränkt.

#### Weitere Ereignisse in Europa
- 1. Januar: Edmund Schulthess wird zum vierten Mal Schweizer Bundespräsident.
- 5. April: Die norwegische Besetzung von Ostgrönland wird vom Ständigen Internationalen Gerichtshof in Den Haag für rechtswidrig erklärt, womit ganz Grönland unter dänischer Hoheit bleibt.

#### Vereinigte Staaten von Amerika

Wahlmännerverteilung 1932

In den Vereinigten Staaten wird am 4. März der Demokrat Franklin D. Roosevelt als 32. US-Präsident angelobt. Er löst den Republikaner Herbert Hoover ab, den er bei den Präsidentschaftswahlen im November des Vorjahres erdrutschartig geschlagen hat. Es ist die letzte reguläre Amtseinführung eines US-Präsidenten an einem 4. März. Diese seit den Anfängen der USA bestehende Tradition wird durch den am 23. Januar ratifizierten 20. Zusatzartikel ab 1937 mit der zweiten Einführung Roosevelts durch den 20. Januar ersetzt.
Roosevelt wird am ehesten zugetraut, die vorwiegend wirtschaftlichen Probleme lösen zu können. Mit dem New Deal, einem Wahlversprechen, das er sofort nach seiner Angelobung in die Tat umzusetzen beginnt, wird über die folgenden Jahre die Große Depression bekämpft.
Außenpolitisch bemüht sich Roosevelt, den Eindruck eines US-amerikanischen Imperialismus zu zerstreuen. Gleich bei seiner Antrittsrede verkündet er eine Good Neighbor Policy mit den lateinamerikanischen Staaten und unterzeichnet am 26. Dezember gemeinsam mit seinem Außenminister Cordell Hull die Konvention von Montevideo, mit der die Vereinigten Staaten Abstand von einer Interventionspolitik im Sinne der Monroe-Doktrin und der Roosevelt-Corollary nehmen.
Am 23. März unterzeichnet Präsident Roosevelt ein als Cullen-Harrison Act bekannt gewordenes Gesetz, um den Volstead Act aufzuheben und Herstellung und Verkauf bestimmter alkoholischer Getränke zu erlauben. Mit der Ratifizierung des am 20. Februar vom Kongress beschlossenen 21. Verfassungszusatzes durch den 36. Bundesstaat tritt der Zusatz zur Aufhebung des 18. Zusatzartikels am 5. Dezember in Kraft. Die bundesweite Prohibition in den Vereinigten Staaten ist damit nach fast 15 Jahren beendet. Seitdem ist die Regelung bezüglich Alkohol den einzelnen Bundesstaaten oder den jeweiligen Countys überlassen. Der Artikel wird als bisher einziger Zusatzartikel nicht von den Parlamenten der Einzelstaaten, sondern von speziell zu diesem Zweck gewählten Versammlungen ratifiziert, da der Einfluss der Abstinenzbewegung auf viele Abgeordnete und Parteiführungen in den Einzelstaaten immer noch sehr stark ist.
Am 17. November erkennt die US-Regierung die seit Ende 1922 existierende Sowjetunion völkerrechtlich an.

#### Nicaragua

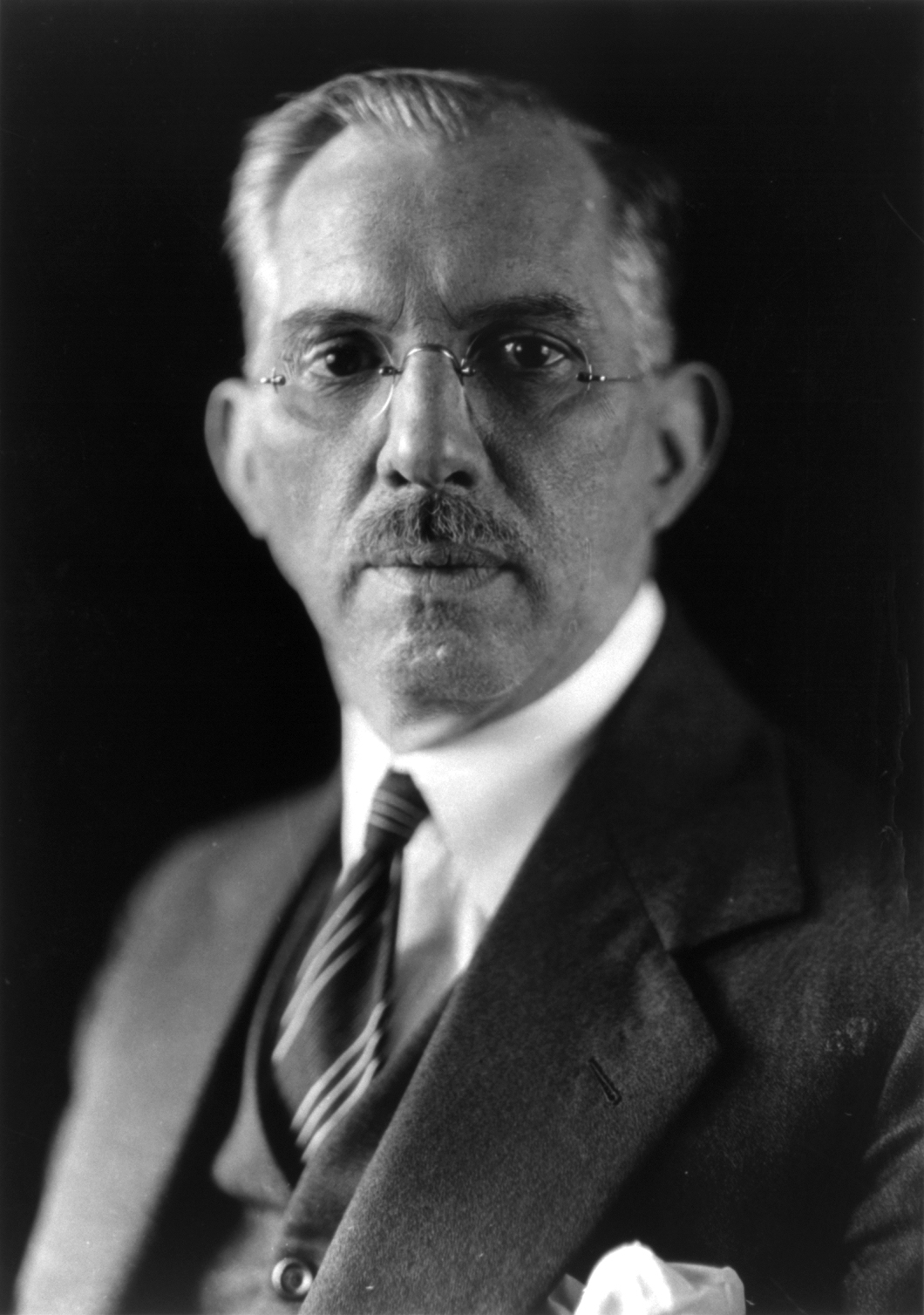
Juan Bautista Sacasa

In Nicaragua wird der neu gewählte Präsident Juan Bautista Sacasa am 1. Januar in sein Amt eingeführt. Bereits am nächsten Tag verlassen die letzten Einheiten der United States Army das Land. Sie hinterlassen eine von ihnen aufgebaute und trainierte Nationalgarde, die Guardia Nacional de Nicaragua unter dem Befehl ihres Vertrauten Anastasio Somoza García.
Die Amtsübernahme durch den Liberalen Sacasa führt zu einem Ende des seit 1927 andauernden Bürgerkriegs, weil der Aufständische General Augusto César Sandino seine Loyalität zu der neuen Regierung bezeugt und mit seinen Truppen die Waffen niederlegt, die im Gegenzug Amnestie erhalten sowie Landbesitz im Norden des Landes in Jinotega.

#### Weitere Ereignisse in Amerika
- 24. Mai: Die Kampfhandlungen im Kolumbianisch-Peruanischen Krieg enden.
- 10. September: Ramón Grau San Martín wird neuer Staatschef von Kuba.
- 26. Dezember: In der Konvention von Montevideo verständigen sich 19 Staaten Amerikas auf die von den Vereinigten Staaten verkündete Politik der guten Nachbarschaft.

#### Asien
- 27. März: Das Kaiserreich Japan erklärt als Reaktion auf den Bericht der Lytton-Kommission über den Mukden-Zwischenfall seinen Austritt aus dem Völkerbund. Hier zeigt sich bereits eklatant die Schwäche des Völkerbundes, der der Schaffung eines japanischen Marionettenstaats in Mandschukuo keinerlei Mittel entgegensetzen kann.
- 20. Juni: In Siam (heute Thailand) putschen jüngere Offiziere der Volkspartei gegen Ministerpräsident Phraya Manopakorn Nititada, der ein Jahr nach der Einführung der konstitutionellen Monarchie das Parlament geschlossen und die Verfassung teilweise wieder außer Kraft gesetzt hat.
- 12. bis 24. Oktober: Die royalistische Boworadet-Rebellion in Siam wird gewaltsam niedergeschlagen.
- 08. November: Ein Student ermordet Mohammed Nadir Schah, den König von Afghanistan. Sein Sohn Mohammed Sahir Schah folgt dem Attentatsopfer auf dem Thron nach.

#### Australien

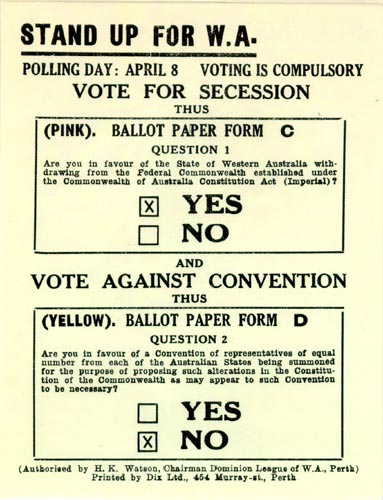
Abstimmungsempfehlung der Sezessionisten Westaustraliens zum Referendum 1933

In einem Referendum in Westaustralien am 8. April votieren fast zwei Drittel der Abstimmenden für den Austritt aus der australischen Föderation. Die Abstimmung bleibt jedoch weitgehend folgenlos, da sie weder durch die australische Bundesregierung, noch durch das Britische Parlament anerkannt wird.

### Wirtschaft

#### Weltwirtschaftskrise
- 02. Juni: In London beginnt eine internationale Konferenz, die nach Wegen aus der anhaltenden Weltwirtschaftskrise sucht.

#### New Deal in den USA
- 6. März: Präsident Franklin D. Roosevelt verbietet den Banken während der angeordneten Bankfeiertage die Auszahlung von Gold und den Handel mit Devisen. Drei Tage später wird dem Präsidenten mit dem Emergency Banking Act erlaubt, Einfluss auf den Gold- und Devisenhandel auszuüben.
- 31. März: Mit der Unterzeichnung des  Emergency Conservation Work durch Präsident Roosevelt wird der Civilian Conservation Corps ins Leben gerufen, eine Arbeitsbeschaffungsmaßnahme für junge Arbeitslose. Das Gesetz ermächtigt die Bundesregierung der Vereinigten Staaten, bis zu 250.000 junge Arbeitslose aus den Großstädten in die von Bodenerosion am stärksten betroffenen Regionen zu entsenden, wo die Aufforstung und Anlage von Windschutzstreifen die erste Aufgabe des Civilian Conservation Corps wird. Die ersten Teilnehmer schreiben sich am 7. April ein. Die CCC-Arbeiter werden für ein Jahr in work camps untergebracht, erhalten Verpflegung, Unterkunft, sowie ein Gehalt von mindestens $30 im Monat, von denen $25 an die Familienangehörigen in der Heimat geschickt werden müssen. Die Logistik wird von der Armee übernommen.

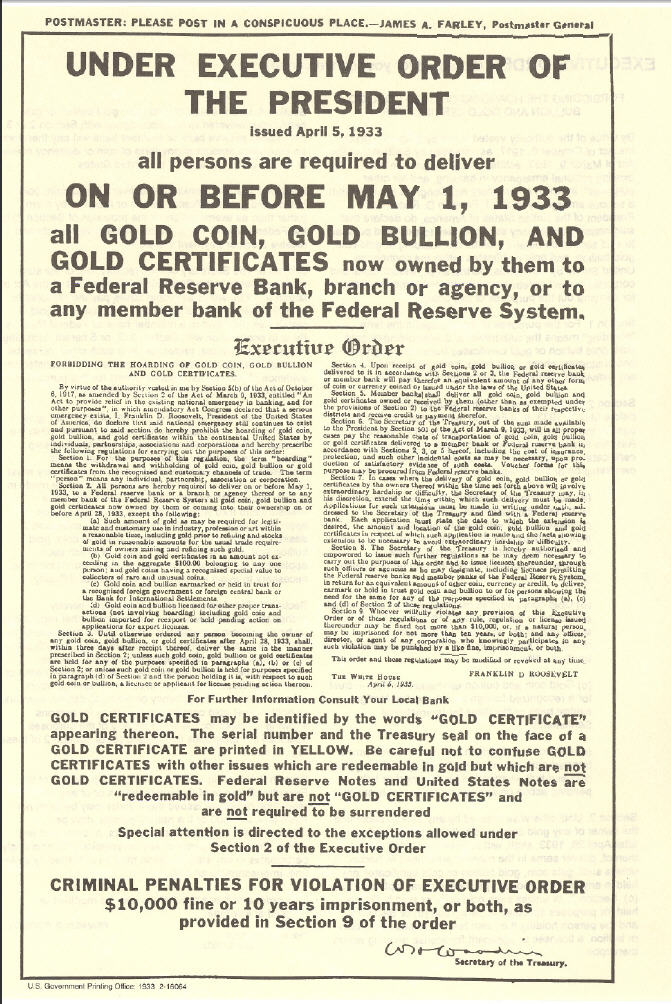
Executive Order 6102

- 5. April: Mit Executive Order 6102 wird ab 1. Mai der Privatbesitz von Gold verboten.

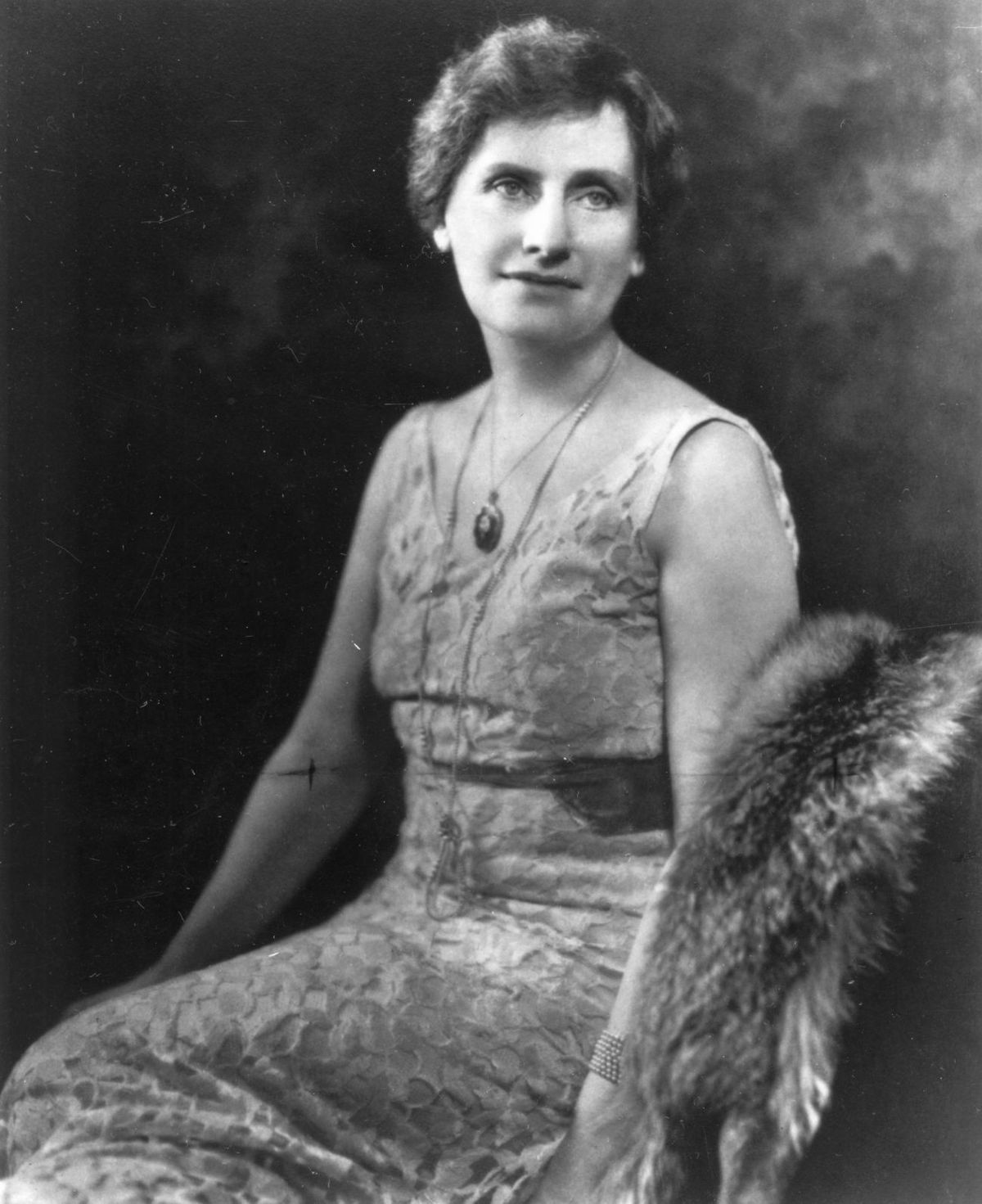
Nellie Tayloe Ross

- 3. Mai: Franklin D. Roosevelt beruft Nellie Tayloe Ross als erste Frau zur Direktorin der United States Mint.
- 18. Mai: Die Tennessee Valley Authority wird gegründet. Hauptaufgabe ist die Verwaltung von Wasserkraft- und Flussregulierungsanlagen am Tennessee River.
- Juni: Unter der Leitung von Hugh S. Johnson wird auf zwei Jahre befristet die National Recovery Administration gegründet.

#### Gleichschaltung in Deutschland
- 4. Mai: Gleichschaltung der Großeinkaufs-Gesellschaft Deutscher Consumvereine mbh (GEG), Hamburg.
- 17. Mai: Gleichschaltung der Konsum-, Bau- und Sparverein „Produktion“ eGmbH, Hamburg
- 28. September: Die Staatlich genehmigte Gesellschaft zur Verwertung musikalischer Urheberrechte (STAGMA), im Jahr 1947 in Gesellschaft für musikalische Aufführungs- und mechanische Vervielfältigungsrechte (GEMA) umbenannt, erhält in Deutschland das Monopol zur Wahrnehmung von Musikaufführungsrechten.

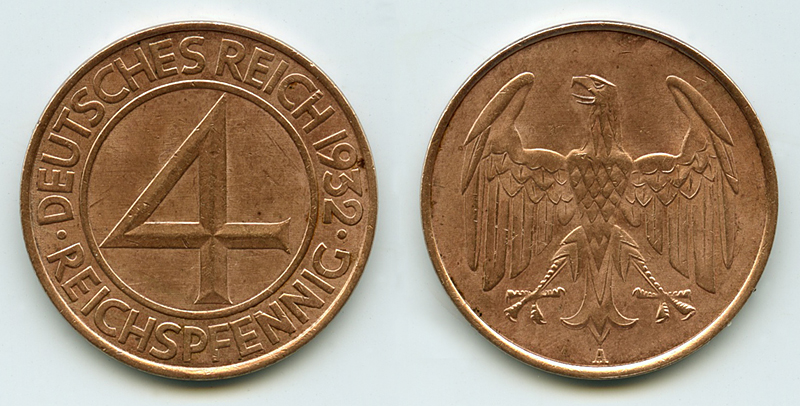
Unbeliebte Münze

- 1. Oktober: Die vom deutschen Reichskanzler Heinrich Brüning initiierte umlaufende 4-Pfennig-Münze wird mangels Akzeptanz in der Bevölkerung für ungültig erklärt.
- 27. November: Die Nationalsozialisten richten in Deutschland ein Amt für Schönheit der Arbeit ein. Es kümmert sich um die Schaffung von Kantinen, Aufenthaltsräumen, Werksbibliotheken sowie Sport- und Sanitäranlagen durch Unternehmen. Sie werden außerdem angehalten, sportliche und kameradschaftliche Betriebsveranstaltungen durchzuführen.

#### Unternehmensgründungen
- 20. Mai: Türkiye Devlet Hava Yollari (heute Turkish Airlines) wird gegründet und nimmt ihren Flugbetrieb von Istanbul aus mit fünf Flugzeugen auf.
- 07. Oktober: Die aus einer Fusion hervorgegangene Fluggesellschaft Air France entsteht in Le Bourget.

#### Sonstiges
- 27. März: Reginald Gibson und Eric Fawcett gelingt die industrielle Herstellung von Polyethylen, doch wird das Verfahren erst sieben Jahre später auch wirtschaftlich interessant.
- 01. Juli: Der österreichische Erfinder Gustav Tauschek beantragt beim deutschen Reichspatentamt Patentschutz für den Trommelspeicher, der später jahrelang die Datenspeicherung prägen wird.
- Dezember: in New York City wird die Non-Sectarian Anti-Nazi League, mit dem Ziel eines Wirtschaftsboykottes gegen Deutschland gegründet.

### Wissenschaft und Technik

#### Aviation

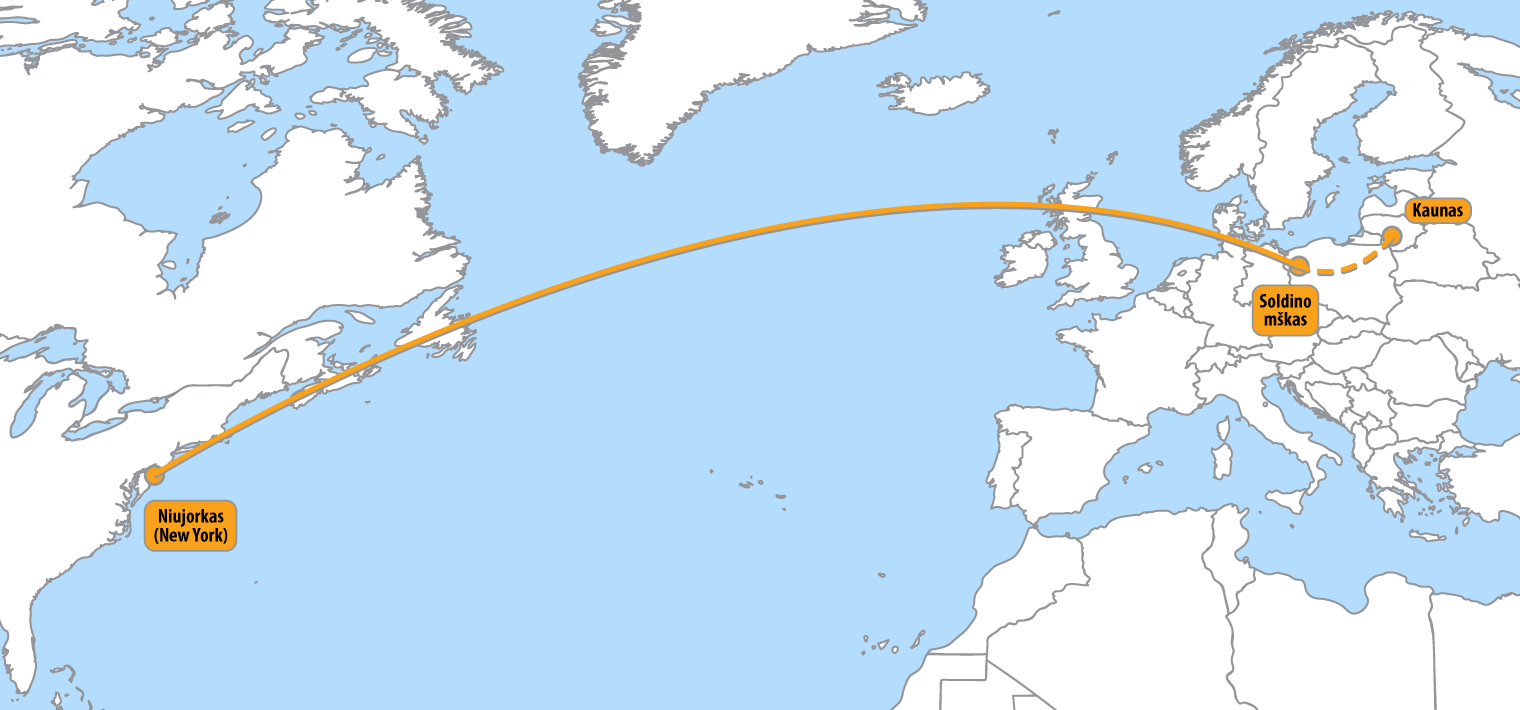
Flugroute der Lituanica

- 17. Juli: Nach erfolgreicher Überfahrt des Atlantiks stürzt in Europa unter ungeklärten Umständen das litauische Forschungsflugzeug Lituanica ab.
- 22. Juli: Wiley Post landet nach der ersten Weltumrundung im Alleinflug auf dem Floyd Bennett Field in New York. Er war sieben Tage 18 Stunden und 49 Minuten unterwegs und benötigte elf Zwischenlandungen.
- 3. August: Das französische Flugboot Blériot 5190 startet zu seinem Erstflug.
- 17. August: In der Sowjetunion wird mit der GIRD-09 die erste Rakete mit Flüssigkeitsantrieb gestartet. Ein neues Kapitel in der Geschichte der russischen Luftfahrt beginnt.

#### Lehre und Forschung
- 7. April: Durch das Gesetz zur Wiederherstellung des Berufsbeamtentums wird die bis dahin weltführende Physikalische Fakultät in Göttingen bedeutungslos.
- 11. November: Auf einer Festveranstaltung in der Alberthalle in Leipzig erfolgt das Bekenntnis der deutschen Professoren zu Adolf Hitler.

#### Sonstiges
- 18. August: Bei der Eröffnung der 10. Funkausstellung in Berlin wird der erste Volksempfänger vorgestellt.

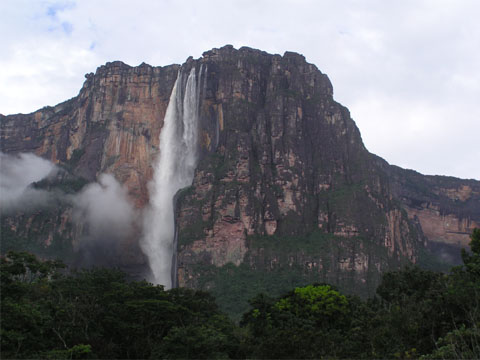
Salto Ángel

- 16. November: Der Buschpilot Jimmie Angel wird zum Wiederentdecker des Salto Ángel, des höchsten frei fallenden Wasserfalls der Erde in Venezuela.
- Der ungarisch-amerikanische Biochemiker Albert von Szent-Györgyi Nagyrápolt identifiziert das Vitamin C als wirksame Substanz gegen Skorbut.
- Andrei Nikolajewitsch Kolmogorow begründet mit seiner Abhandlung Grundbegriffe der Wahrscheinlichkeitsrechnung die moderne Wahrscheinlichkeitstheorie.

### Kultur

#### Architektur und Bildende Kunst
- Februar: Die britische Modern Architectural Research Group (MARS-Group) wird gegründet.
- 13. August: Der Architekt Le Corbusier verkündet die Charta von Athen.
- 11. Dezember: Eröffnung des Nelson-Atkins Museum of Art in Kansas City

#### Film

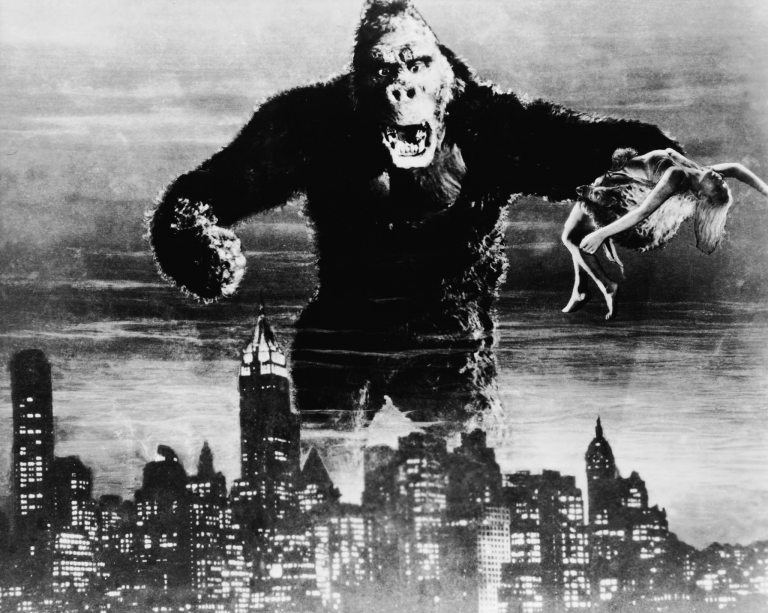
King Kong, Promotional Image

- 02. März: Der Spielfilm King Kong der RKO Pictures von Merian C. Cooper und Ernest B. Schoedsack mit Fay Wray in der Hauptrolle hat seine Uraufführung in New York City. Am Drehbuch des ersten King-Kong-Films hat unter anderem Edgar Wallace mitgearbeitet.
- 31. März: Die umstrittene US-amerikanische Fantasykomödie Gabriel Over the White House (Zwischen heut und morgen) hat ihre Uraufführung.
- 21. April: Fritz Langs im Deutschen Reich von der nationalsozialistischen Filmprüfstelle Berlin verbotener Film Das Testament des Dr. Mabuse feiert in Budapest Premiere.
- 26. Juni: Der Unterrichtsfilm wird durch einen Erlass des nationalsozialistischen preußischen Kultusministers Bernhard Rust in den Schulen als Unterrichtsmaterial eingeführt.
- 29. Dezember: In den USA hat der Laurel-und-Hardy-Film Sons of the Desert (Die Wüstensöhne) seine Uraufführung. Er wird einer der zehn erfolgreichsten Streifen des Jahres 1934 in den US-Kinos.

#### Literatur

„Gelöbnis treuester Gefolgschaft“ in der Frankfurter Zeitung vom 26./28. Oktober 1933

#### Musik und Theater
- 02. Januar: Uraufführung der Komödie Design for Living in Cleveland, Ohio
- 03. Februar: Uraufführung der Oper Gevatterin Tod von Rudolf Karel am Landestheater in Brünn
- 20. Mai: Uraufführung der Oper Merry Mount von Howard Hansen in Ann Arbor
- 24. Mai: Die Uraufführung des musikalischen Lustspiels Bezauberndes Fräulein von Ralph Benatzky erfolgt am Deutschen Volkstheater in Wien. Vorlage dazu ist der französische Schwank La petite Chocolatière von Paul Gavaults.
- 07. Juni: Am Théâtre des Champs-Élysées in Paris wird das Ballett mit Gesang Die sieben Todsünden von Bertolt Brecht (Libretto), Kurt Weill (Musik) und George Balanchine (Choreographie) mit Lotte Lenya und Tilly Losch in den Hauptrollen uraufgeführt.
- 30. September: Die Uraufführung der Operette Zwei Herzen im Dreivierteltakt von Robert Stolz findet in Zürich statt. Das Libretto stammt von Paul Knepler, Ignaz Michael Welleminsky und Robert Gilbert. Es beruht auf dem Drehbuch zum gleichnamigen Film aus dem Jahr 1930 von Walter Reisch und Franz Schulz.
- 23. Dezember: Am Theater am Nollendorfplatz in Berlin wird die Operette Clivia von Nico Dostal auf das Libretto von Charles Amberg uraufgeführt. Sie gilt als das erfolgreichste Werk des Komponisten.

#### Sonstiges
- 01. Januar: Das politische Kabarett Die Pfeffermühle wird in München eröffnet.
- 17. September: In der Schweiz wird der Verband Blauring als Gegenstück zur Jungwacht (seit 1932) gegründet.

### Gesellschaft
- 20. Februar: Durch den 21. Zusatzartikel zur Verfassung wird die Prohibition in den Vereinigten Staaten aufgehoben. Am 5. Dezember endet die Prohibition landesweit, als mit Utah der 36. Bundesstaat den 21. Zusatzartikel der Verfassung ratifiziert, womit die nötige Quote von 3/4 der (damals 48) Staaten erreicht ist. Dieser Zusatzartikel stellt es den Bundesstaaten jedoch frei, die Prohibition in ihrem Einflussbereich fortzuführen.
- März: Mit dem Geisterschloss wird im Wiener Wurstelprater die erste Geisterbahn Österreichs eröffnet.
- 17. Oktober: Albert Einstein trifft in den USA als Flüchtling aus Deutschland ein

### Religion
- 06. Januar: Papst Pius XI. erklärt in der Bulle Quod nuper das Jahr 1933 zum außerordentlichen Jubeljahr.
- 03. Juni: In der Enzyklika Dilectissima nobis beklagt Papst Pius XI. die Kirchenverfolgung in Spanien.
- 20. Juli: Der Heilige Stuhl und Deutschland schließen das Reichskonkordat.

### Katastrophen

#### Holodomor

Verhungernde Bauern am Straßenrand in Charkiw 1933 Foto: Alexander Wienerberger

- 29. März: Die Journalisten Gareth Jones, Malcolm Muggeridge und William Henry Chamberlin informieren die Weltöffentlichkeit auf einer von Paul Scheffer organisierten Pressekonferenz über das Ausmaß des Holodomor. Dieser aus der Zwangskollektivierung in der Sowjetunion resultierenden Hungersnot in der Ukraine fallen in den Jahren 1932 und 1933 rund 3 bis 4 Millionen Menschen zum Opfer. Im gleichen Zeitraum kommen in Kasachstan bei einer Hungersnot rund 1,5 Millionen Menschen ums Leben.

#### Erdbeben
- 02. März: Das Shōwa-Sanriku-Erdbeben vor der japanischen Sanriku-Küste hat eine Stärke 8,4 auf der Momenten-Magnituden-Skala. Im Anschluss trifft ein Tsunami die Küste. In Japan werden etwa 3.000 Häuser komplett zerstört und weitere 2.000 beschädigt, rund 3.000 Menschen kommen ums Leben. Der Tsunami verursacht auch kleinere Schäden in Hawaii.
- 11. März: Das Long-Beach-Erdbeben an der Newport-Inglewood-Verwerfung in der Nähe der kalifornischen Stadt Long Beach fordert 115 Todesopfer. Das Erdbeben führt zum Field Act von 1933, ein Gesetz, durch den die erdbebensichere Bauweise bei öffentlichen Schulen in Kalifornien festgelegt wird.
- 25. August: Beim so genannten Diexi-Erdbeben, auch Erdbeben im Kreis Mao genannt, wird der Ort Diexi in der südwestchinesischen Provinz Sichuan und weitere umliegende Ortschaften im Südosten zerstört. Über 9.000 Menschen werden getötet. Der alte Ort versinkt in dem durch den Erdrutsch in den Fluss Min Jiang entstandenen Diexi-See.

#### Weitere Katastrophen und Unglücksfälle
- 10. Februar: Eine Gasometerexplosion in Neunkirchen (Saar) fordert ca. 68 Opfer und zerstört große Teile der Stadt.

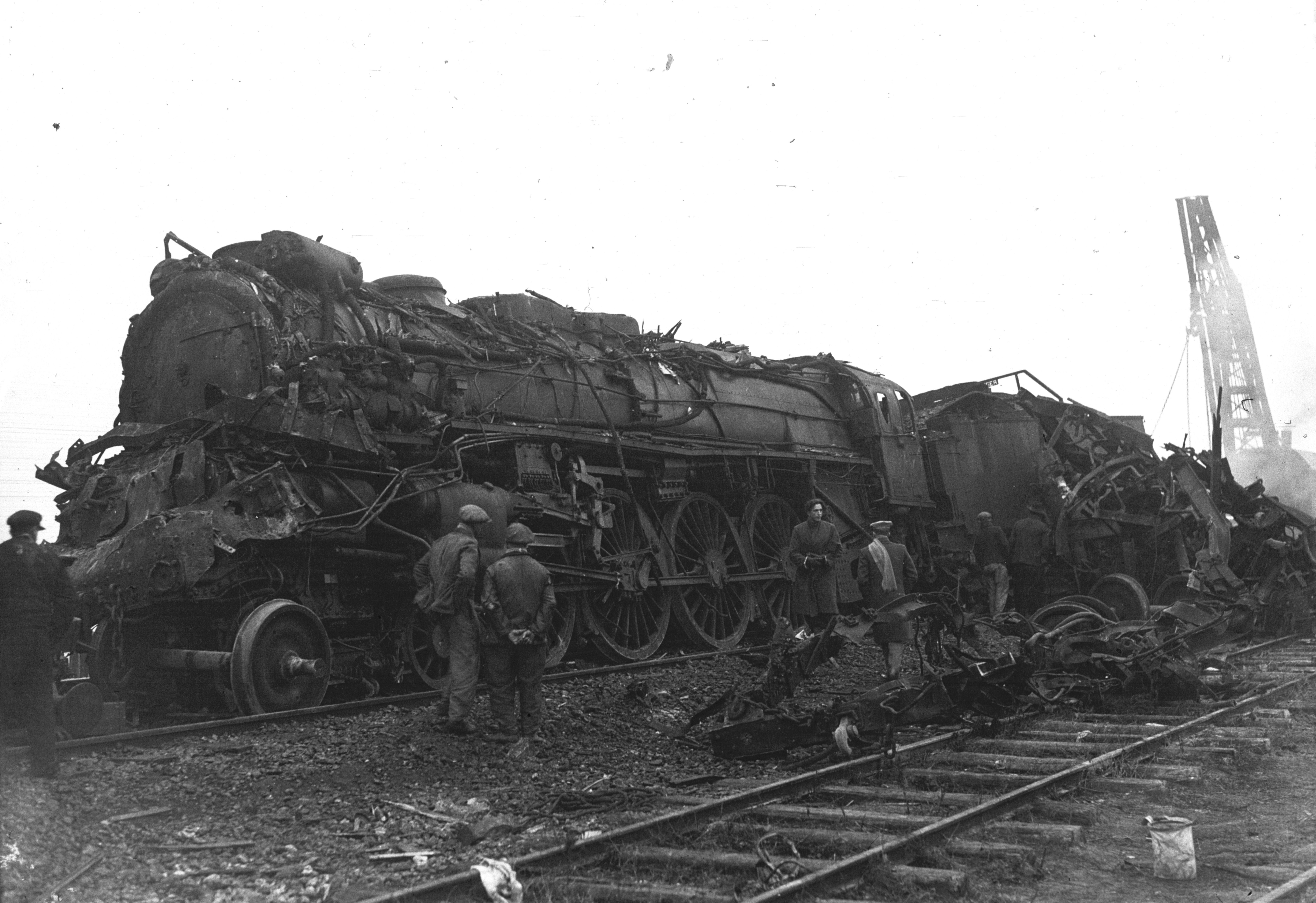
Die Lokomotive des aufgefahrenen Zuges

- 23. Dezember: Der Eisenbahnunfall von Lagny auf der Strecke Lagny–Pomponne führt in Frankreich zu 204 Toten und 120 Verletzten. Der Schnellzug Paris–Straßburg fährt an einem Signal auf den Zug nach Nancy auf.

Kleinere Unglücksfälle sind in den Unterartikeln von Katastrophe und in der Liste von Katastrophen aufgeführt.

### Sport
- 28. Februar: Erich Seelig gewinnt im Theater Flora in Hamburg den Boxkampf im Halbschwergewicht gegen den sechs Kilo schwereren Helmut Hartkopp. Als er im März seinen Titel verteidigen soll, wird er wegen seiner jüdischen Abstammung von der SA bedroht und ihm schließlich vom Verband Deutscher Faustkämpfer die Teilnahmeberechtigung abgesprochen. Der Titel ist in der Folge „vakant“. Am 9. Juni gewinnt Johann Wilhelm Trollmann gegen Adolf Witt den Titel gegen den Willen des Verbandes, weil er das Publikum auf seiner Seite hat. Acht Tage später wird dem Sinto der Titel wegen „armseligen Verhaltens“ wieder aberkannt. Im Juli kämpft Trollmann seinen letzten Kampf gegen Gustav Eder. Er kommt mit blondgefärbten Haaren, seine Haut mit weißem Puder bedeckt, als Karikatur eines „arischen“ Boxers in den Ring. Da ihm Auflagen gemacht wurden, die ihm seinen eigenen Kampfstil unmöglich machen, verliert er nach fünf Runden praktisch ohne zu kämpfen durch K. o.
- 11. Juni: Fortuna Düsseldorf wird Deutscher Fußballmeister
- 14. August: Emilio Comici und zwei Seilgefährten gelingt als ersten die Durchsteigung der schwierigen Nordwand zum Gipfel der Großen Zinne in den Sextener Dolomiten.
- 3. September: Als einzigem Expeditionsteilnehmer gelingt Jewgeni Michailowitsch Abalakow die Erstbesteigung des Pik Stalin, des im Pamir gelegenen höchsten Berges der Sowjetunion.
- 13. September: SV Austria Salzburg wird durch Fusion des Arbeitervereins FC Rapid Salzburg mit dem bürgerlichen Verein FC Hertha Salzburg gegründet.
- 27. November: Im nationalsozialistischen Deutschland wird die Organisation Kraft durch Freude gegründet.

### Nobelpreise
| Preis                                   | Person                         | Land                                                                | Begründung für die Preisvergabe                                                                         | Bild               |
| --------------------------------------- | ------------------------------ | ------------------------------------------------------------------- | --- | ------------------ |
| Nobelpreis für Physik                   | Erwin Schrödinger (1887–1961)  | Österreich                                                          | „für die Entdeckung neuer produktiver Formen der Atomtheorie“ (Weiterentwicklung der Quantenmechanik)   | Erwin Schrödinger  |
| Nobelpreis für Physik                   | Paul Dirac (1902–1984)         | Vereinigtes Königreich                                              | „für die Entdeckung neuer produktiver Formen der Atomtheorie“ (Weiterentwicklung der Quantenmechanik)   | Paul Dirac         |
| Nobelpreis für Chemie                   | nicht verliehen                |                                                                     | |                    |
| Nobelpreis für Physiologie oder Medizin | Thomas Hunt Morgan (1866–1945) | Vereinigte Staaten                                                  | „für seine Entdeckungen über die Bedeutung der Chromosomen als Träger der Vererbung“                    | Thomas Hunt Morgan |
| Nobelpreis für Literatur                | Iwan Bunin (1870–1953)         | Staatenlos, wohnhaft in Frankreich (geboren in Woronesch, Russland) | „für die strenge Künstlerschaft, womit er die klassische russische Linie in der Prosadichtung vertritt“ | Iwan Bunin         |
| Friedensnobelpreis (verliehen 1934)     | Norman Angell (1874–1967)      | Vereinigtes Königreich                                              | Mitglied der Exekutivkommission des Völkerbunds und des Nationalen Friedensrats                         | Norman Angell      |

## Geboren

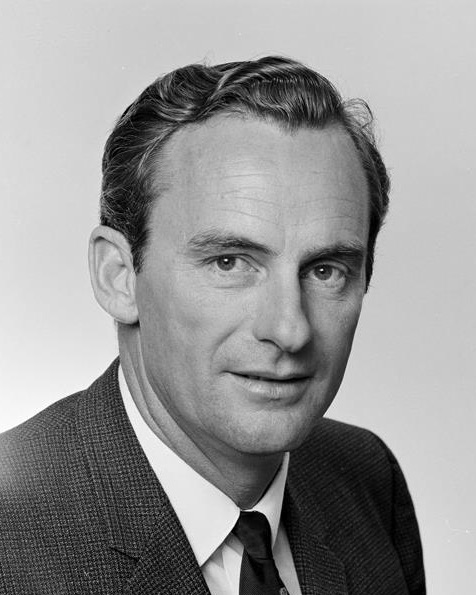
Bill Hayden

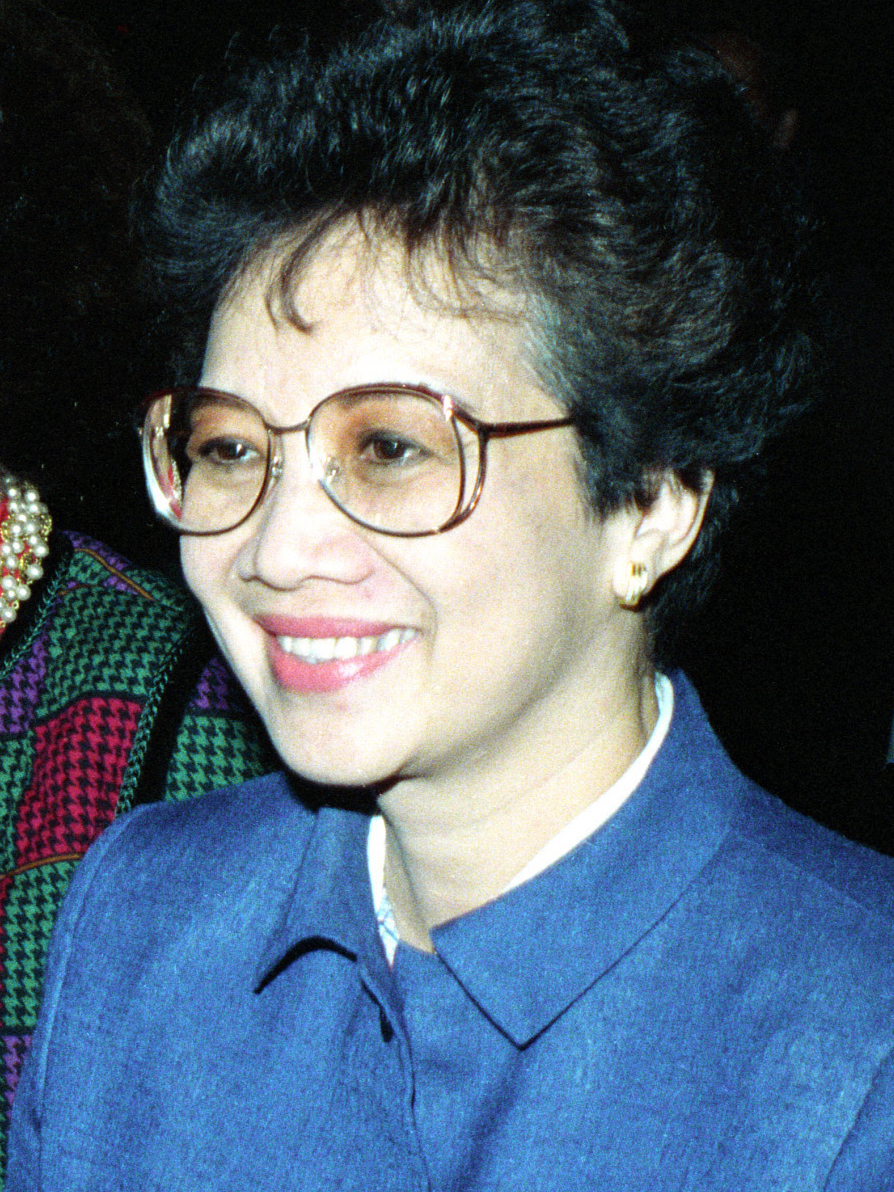
Corazon Aquino

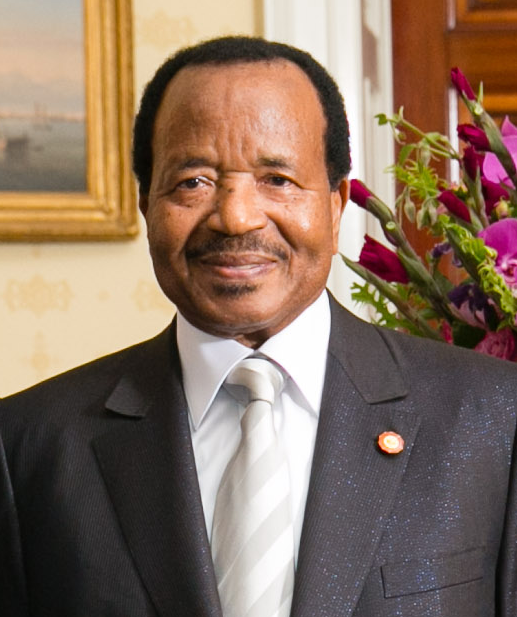
Paul Biya

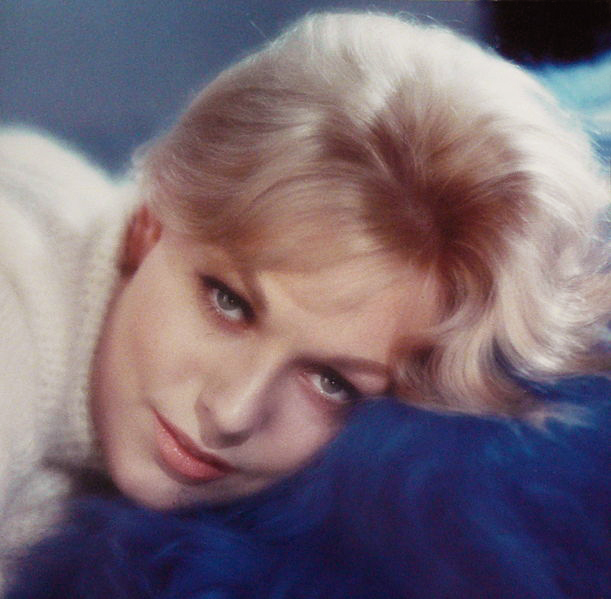
Kim Novak

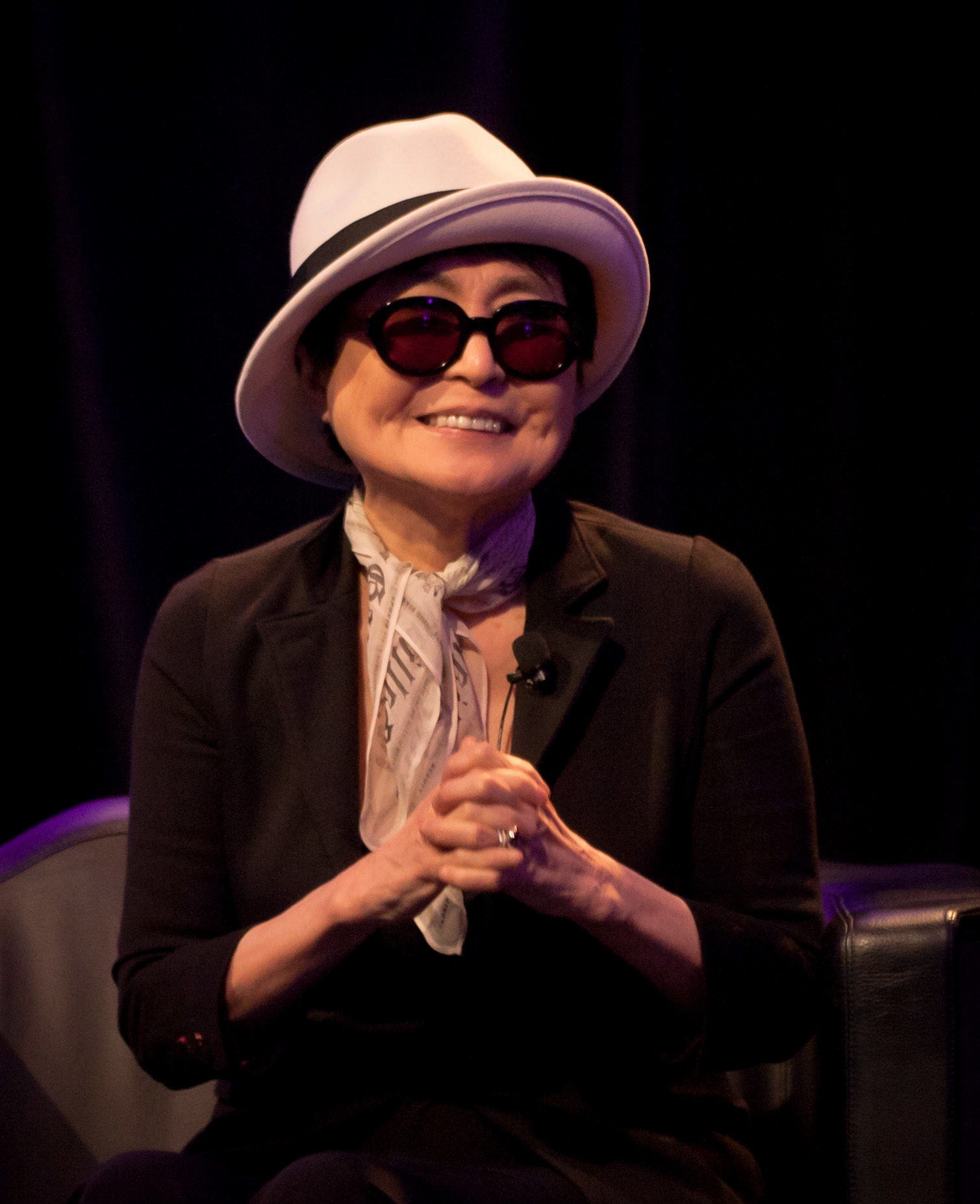
Yoko Ono

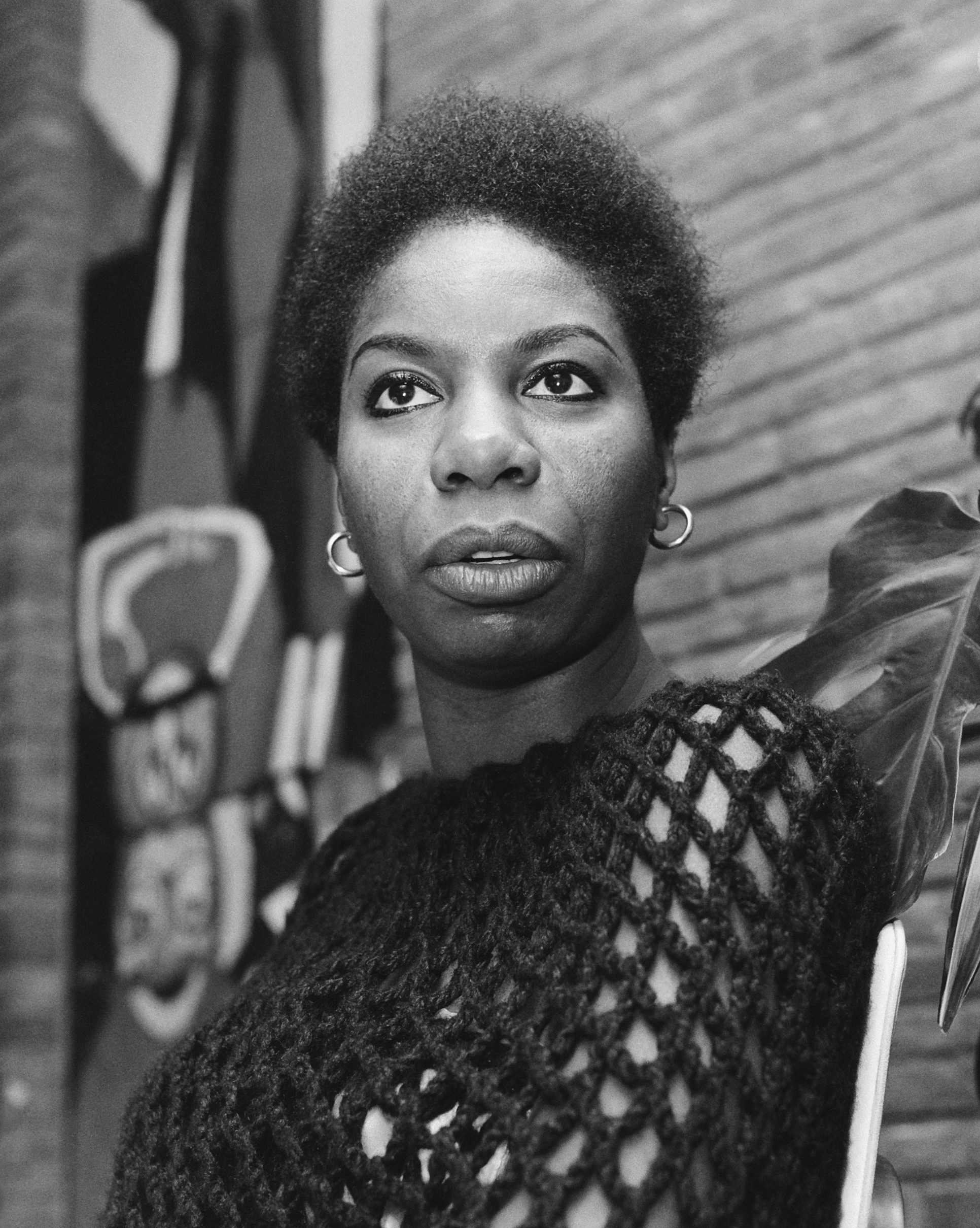
Nina Simone

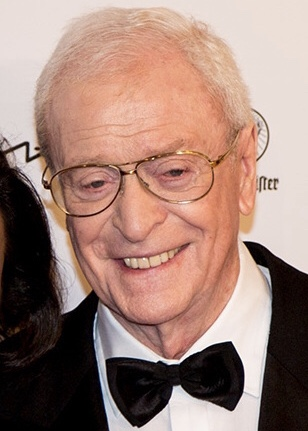
Sir Michael Caine

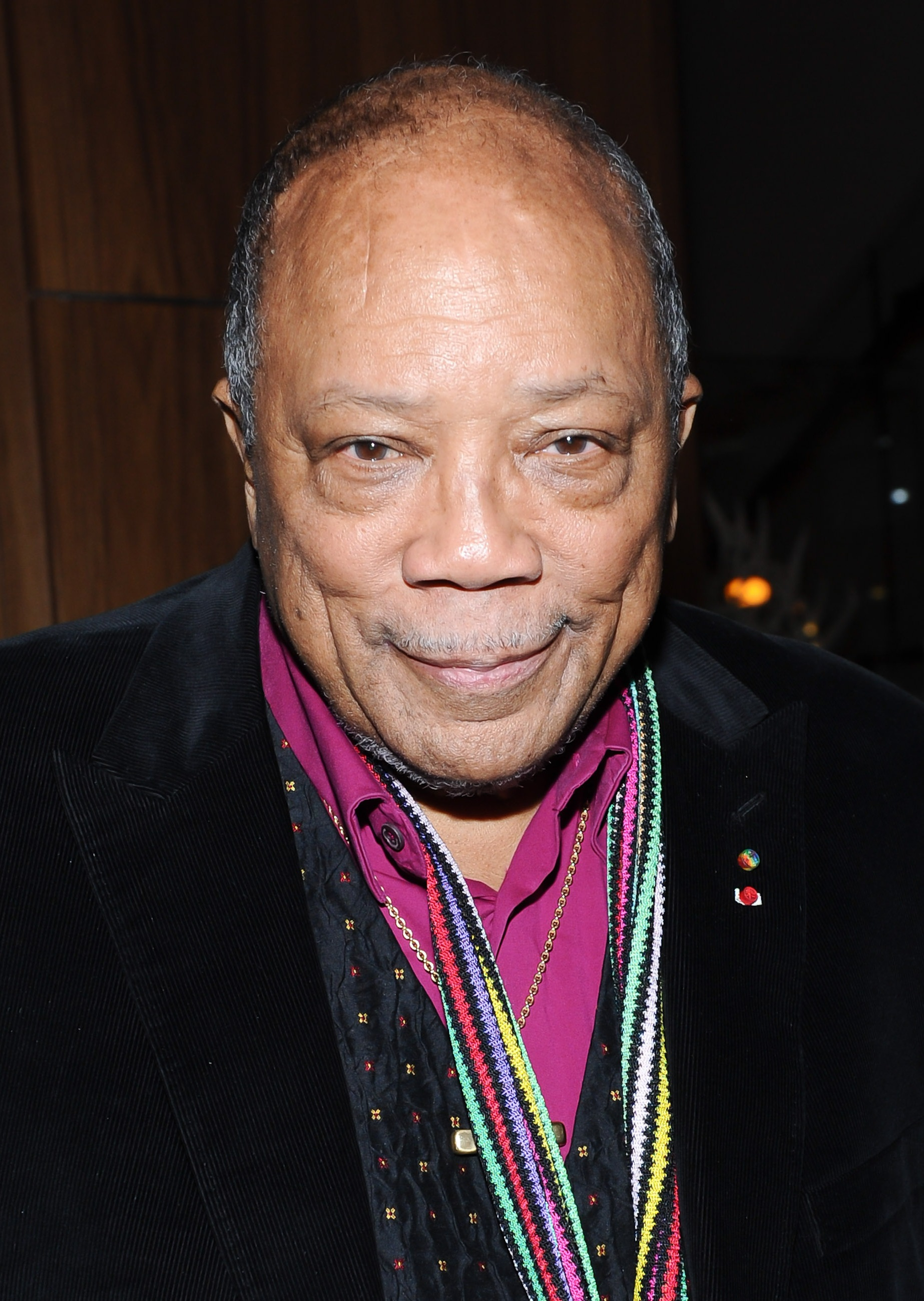
Quincy Jones

Philip Roth

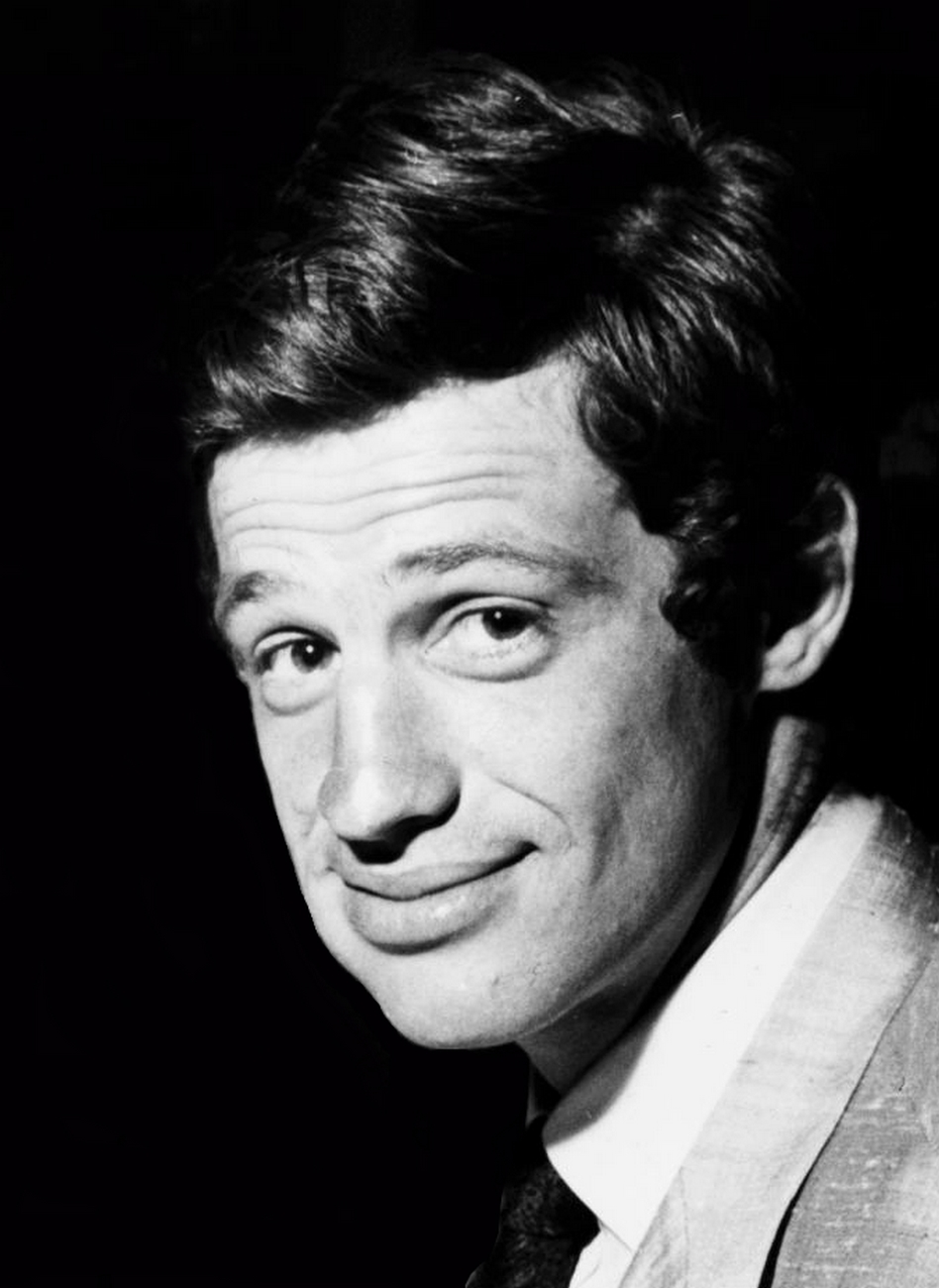
Jean-Paul Belmondo

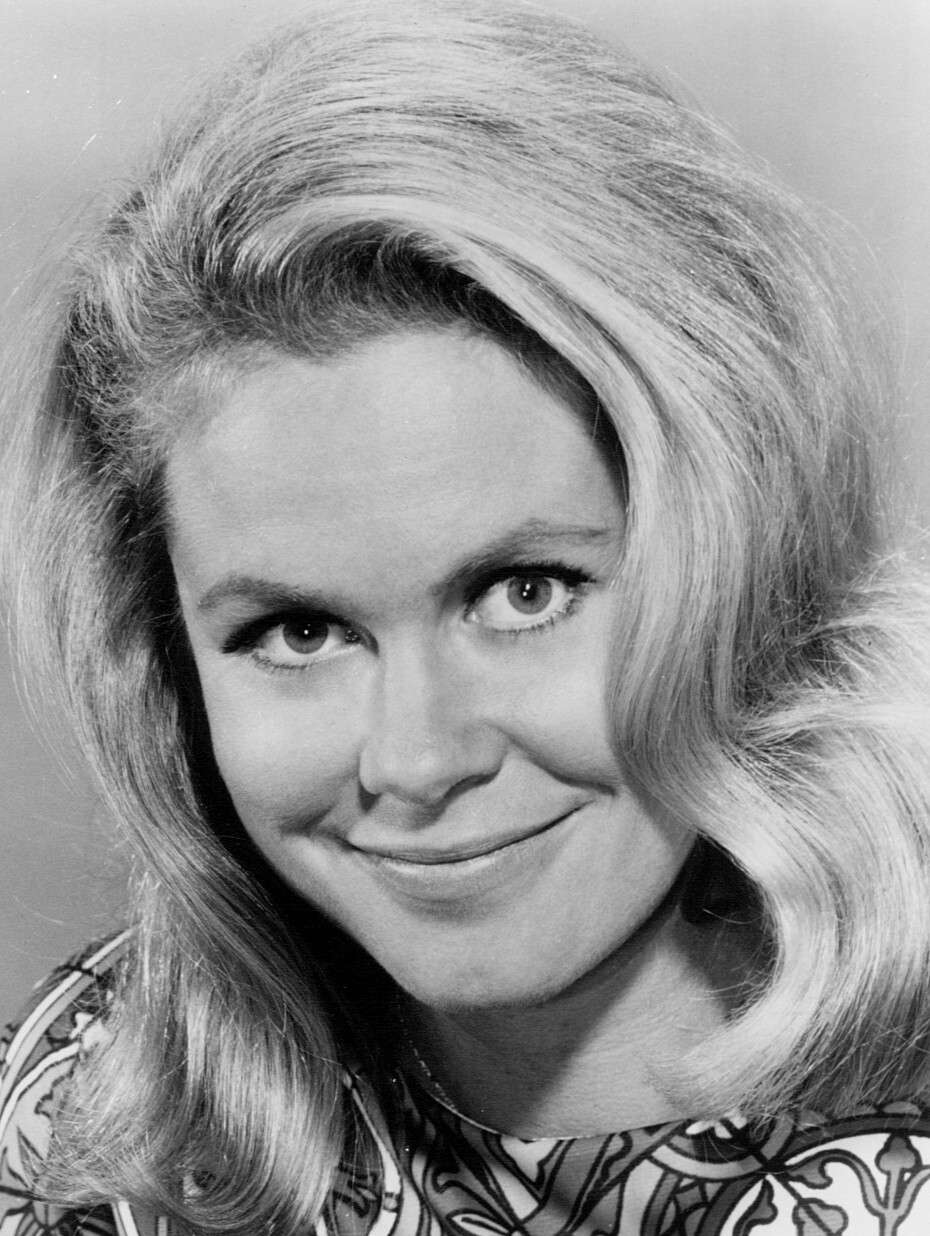
Elizabeth Montgomery

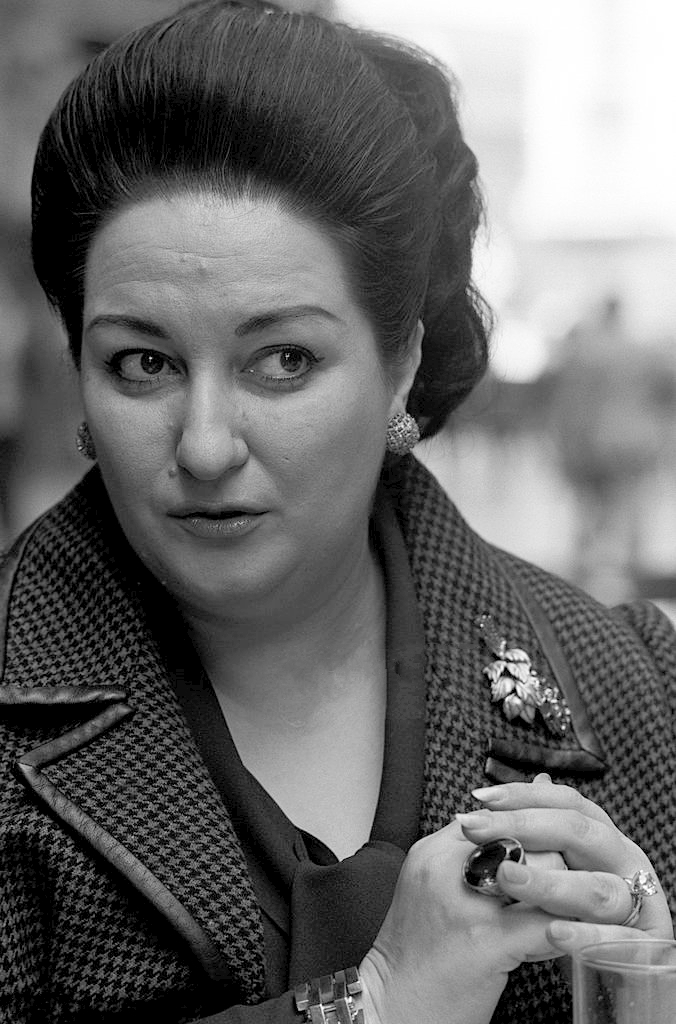
Montserrat Caballé

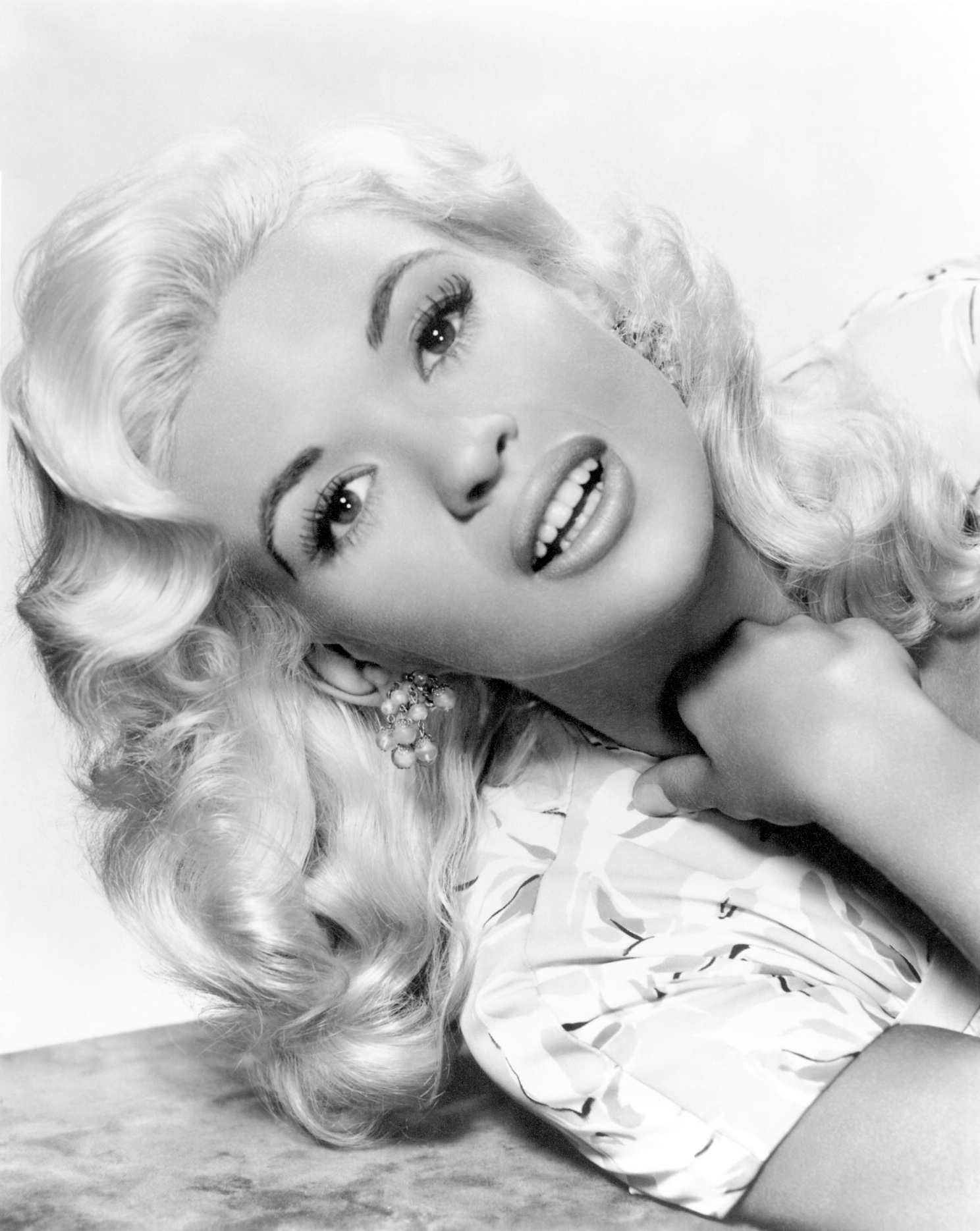
Jayne Mansfield

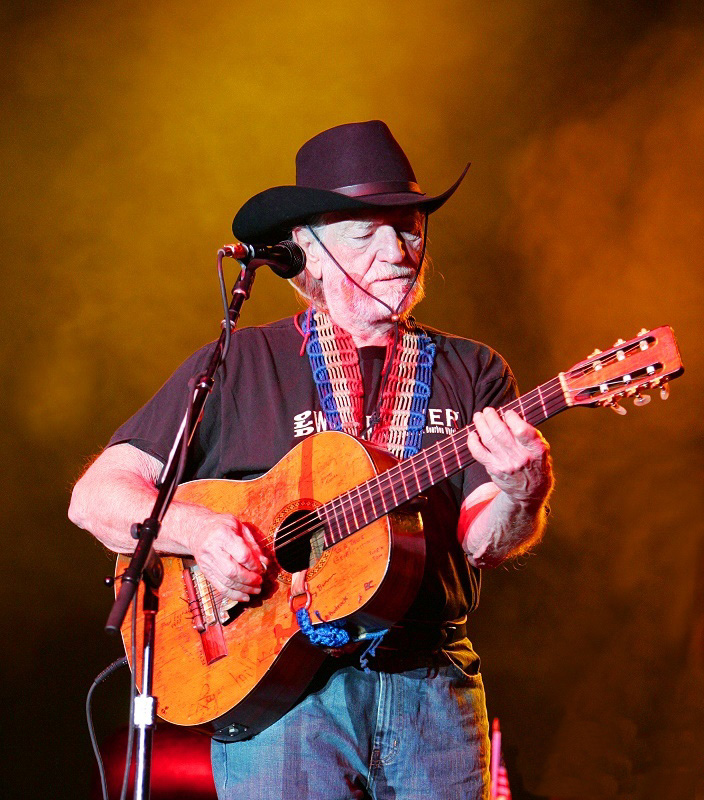
Willie Nelson

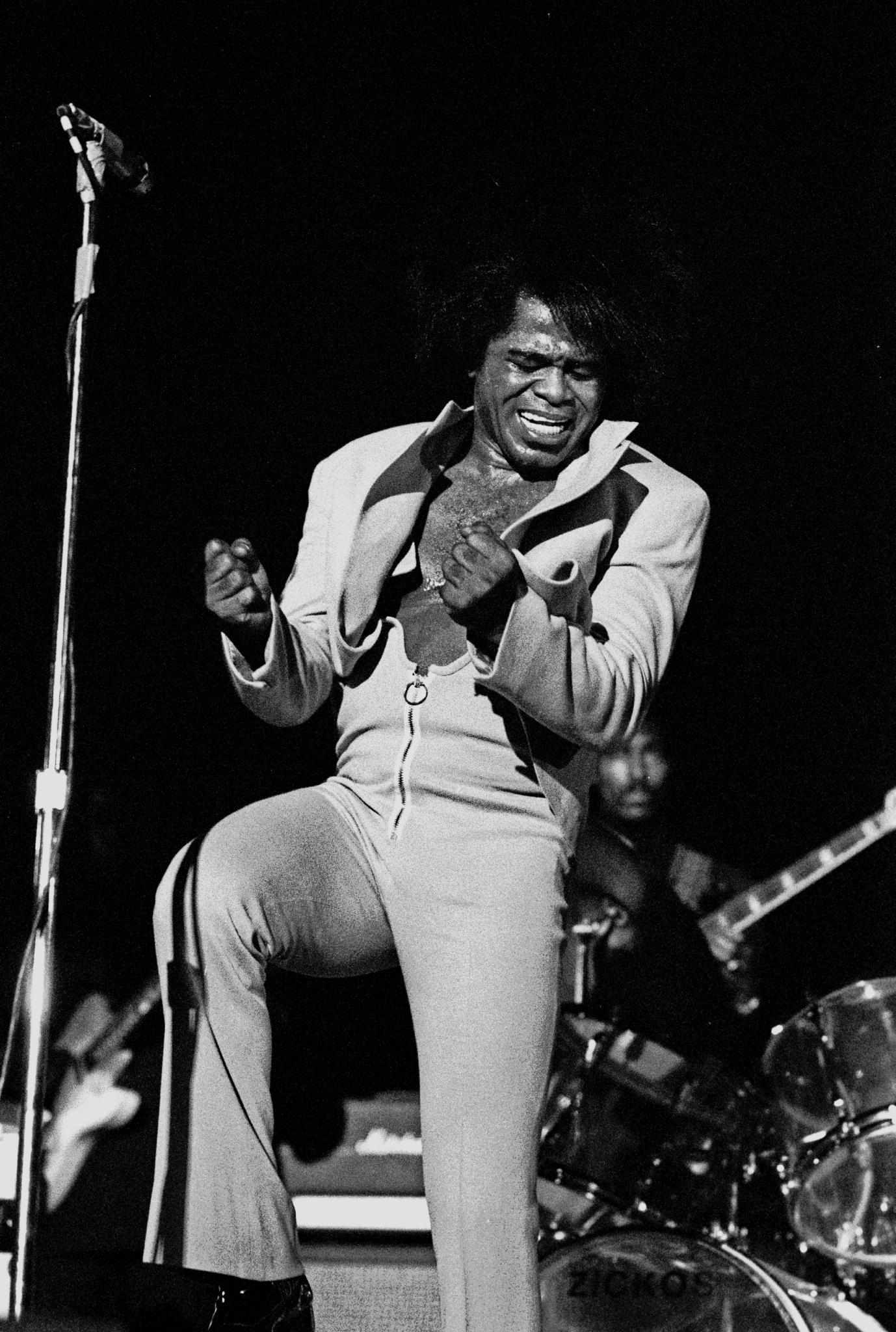
James Brown

Steven Weinberg

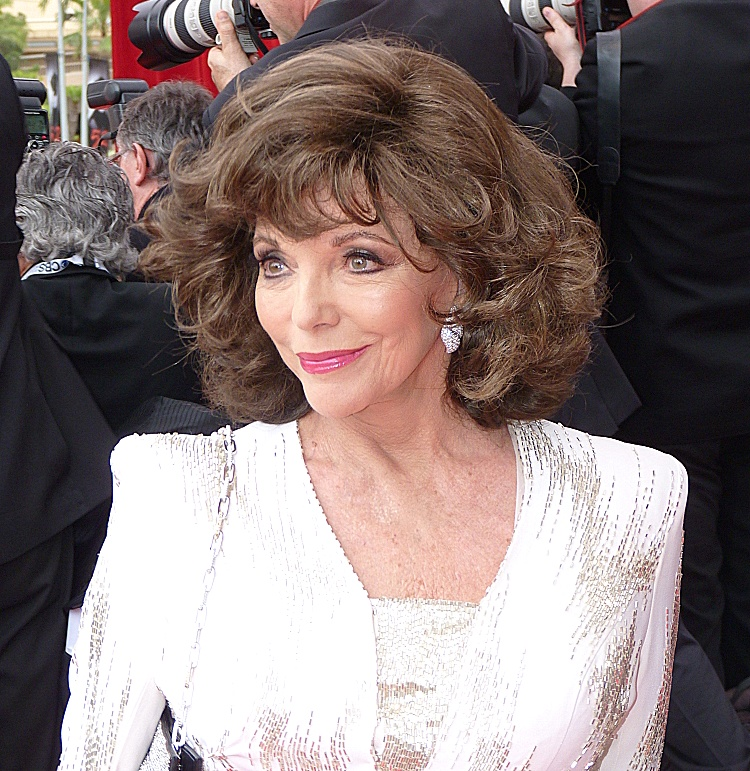
Dame Joan Collins

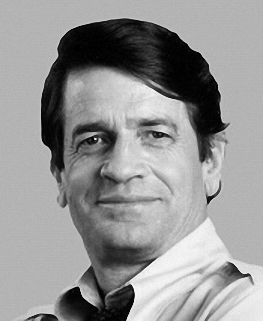
Charlie Wilson

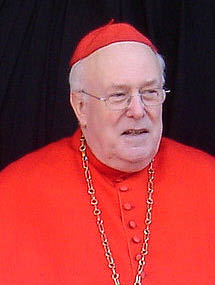
Godfried Danneels

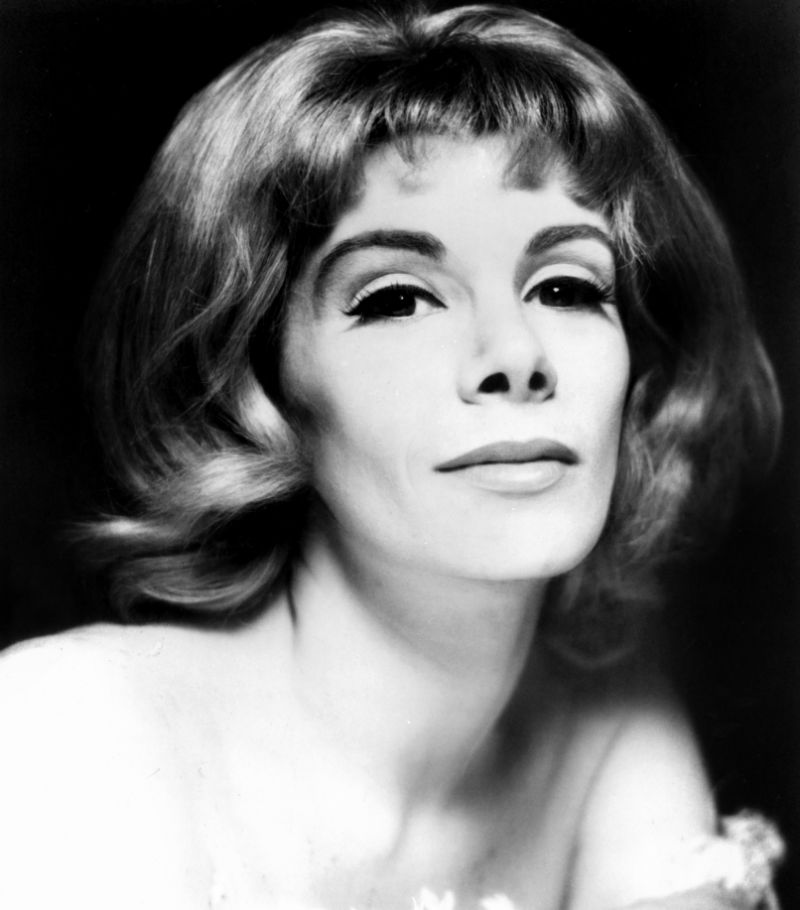
Joan Rivers

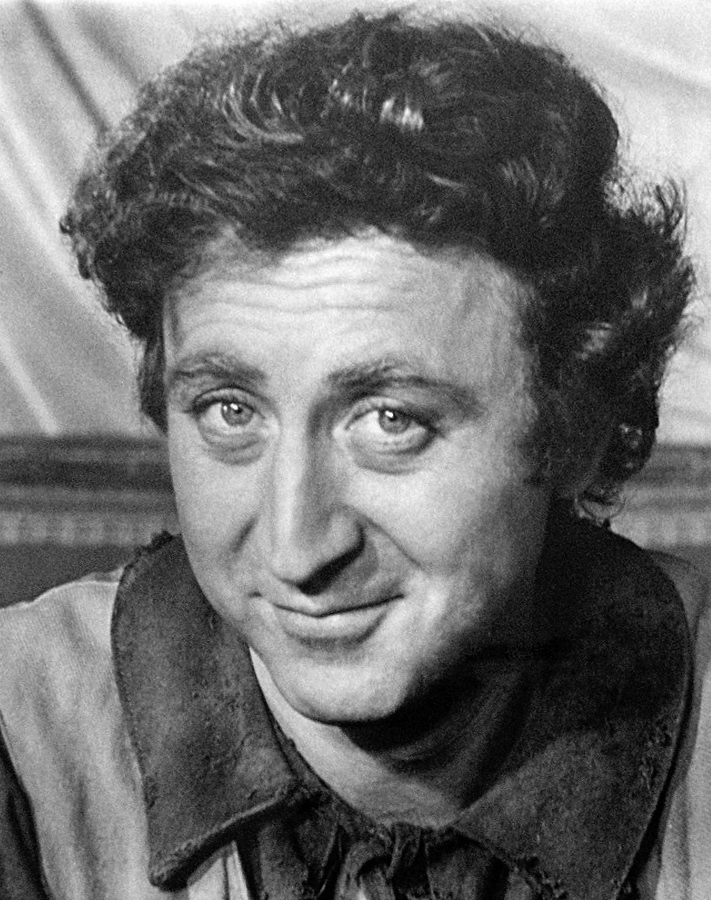
Gene Wilder

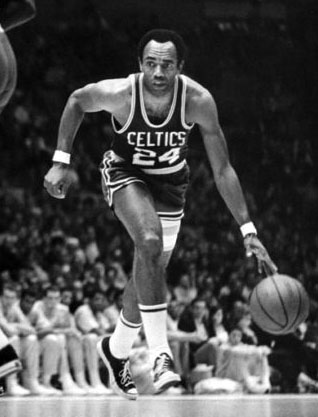
Sam Jones

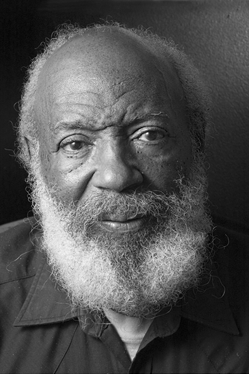
James Howard Meredith

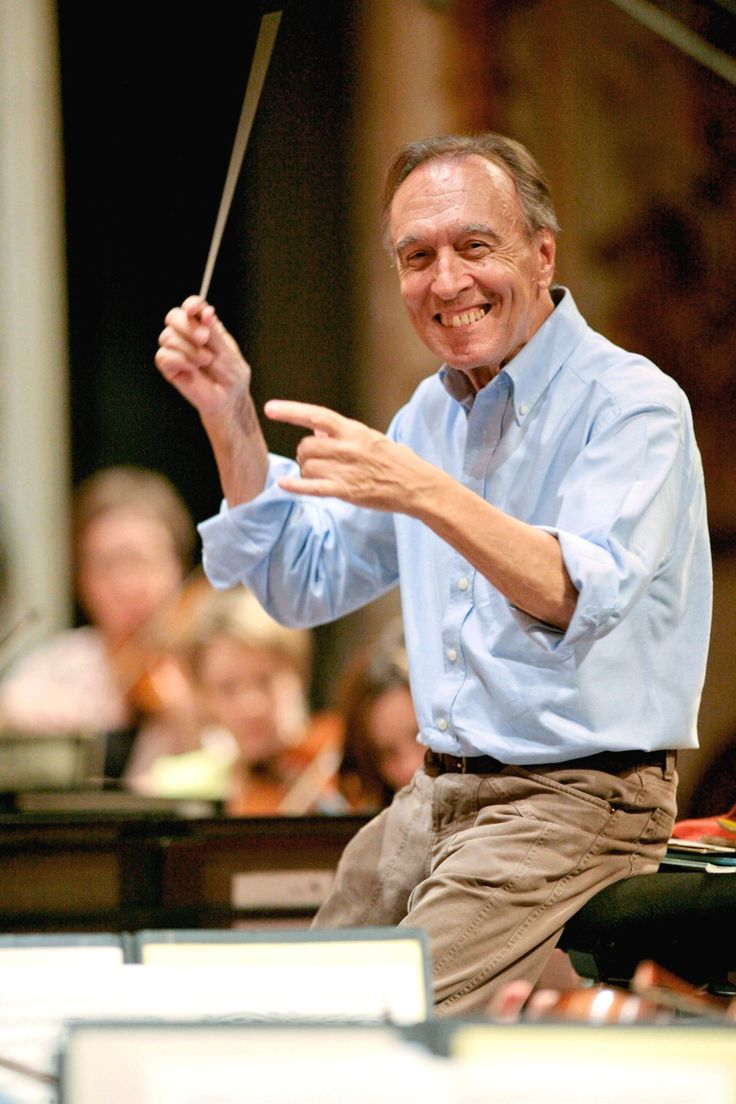
Claudio Abbado

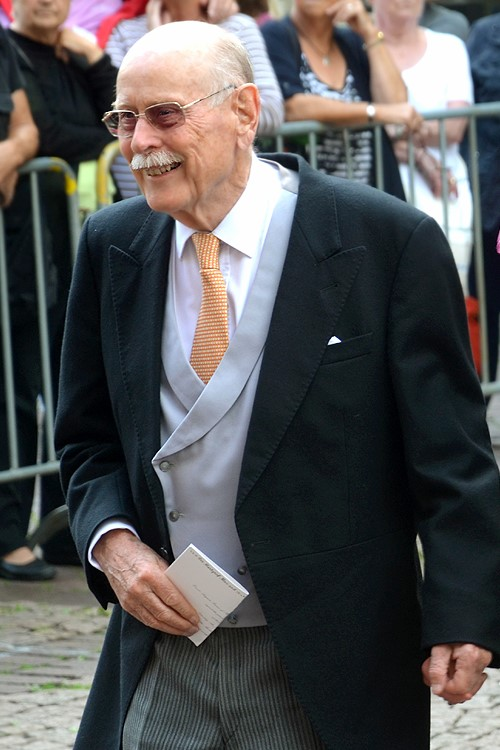
Max Markgraf von Baden

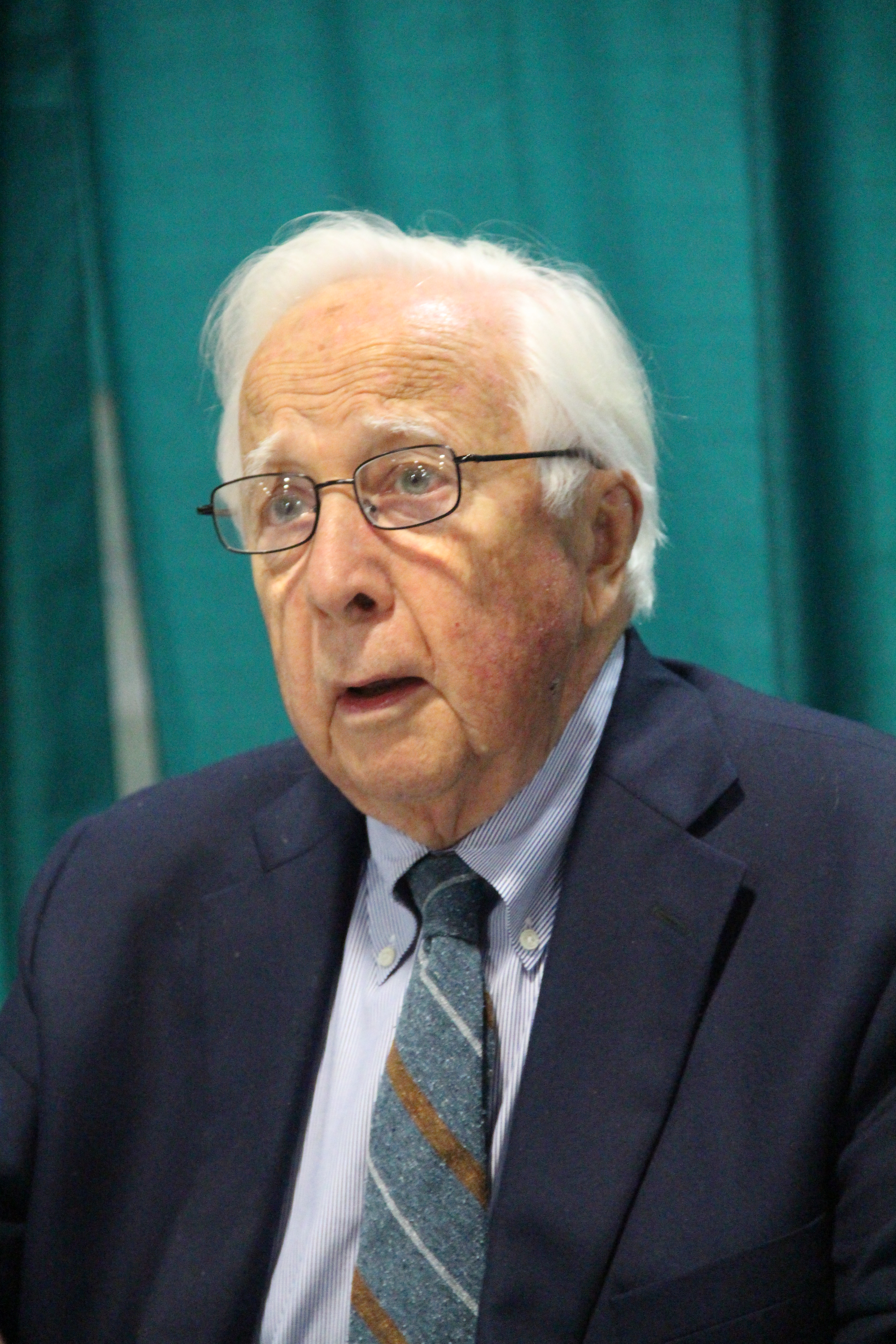
David McCullough

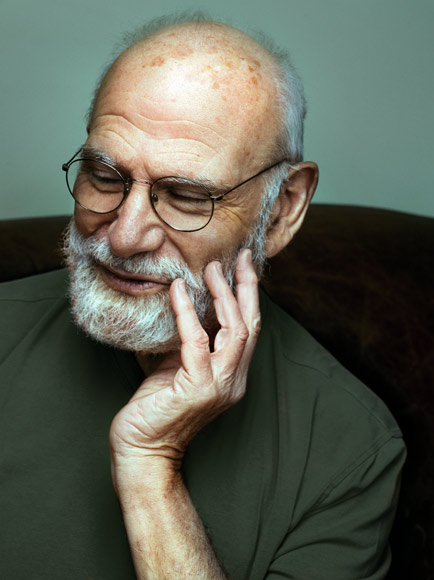
Oliver Sacks

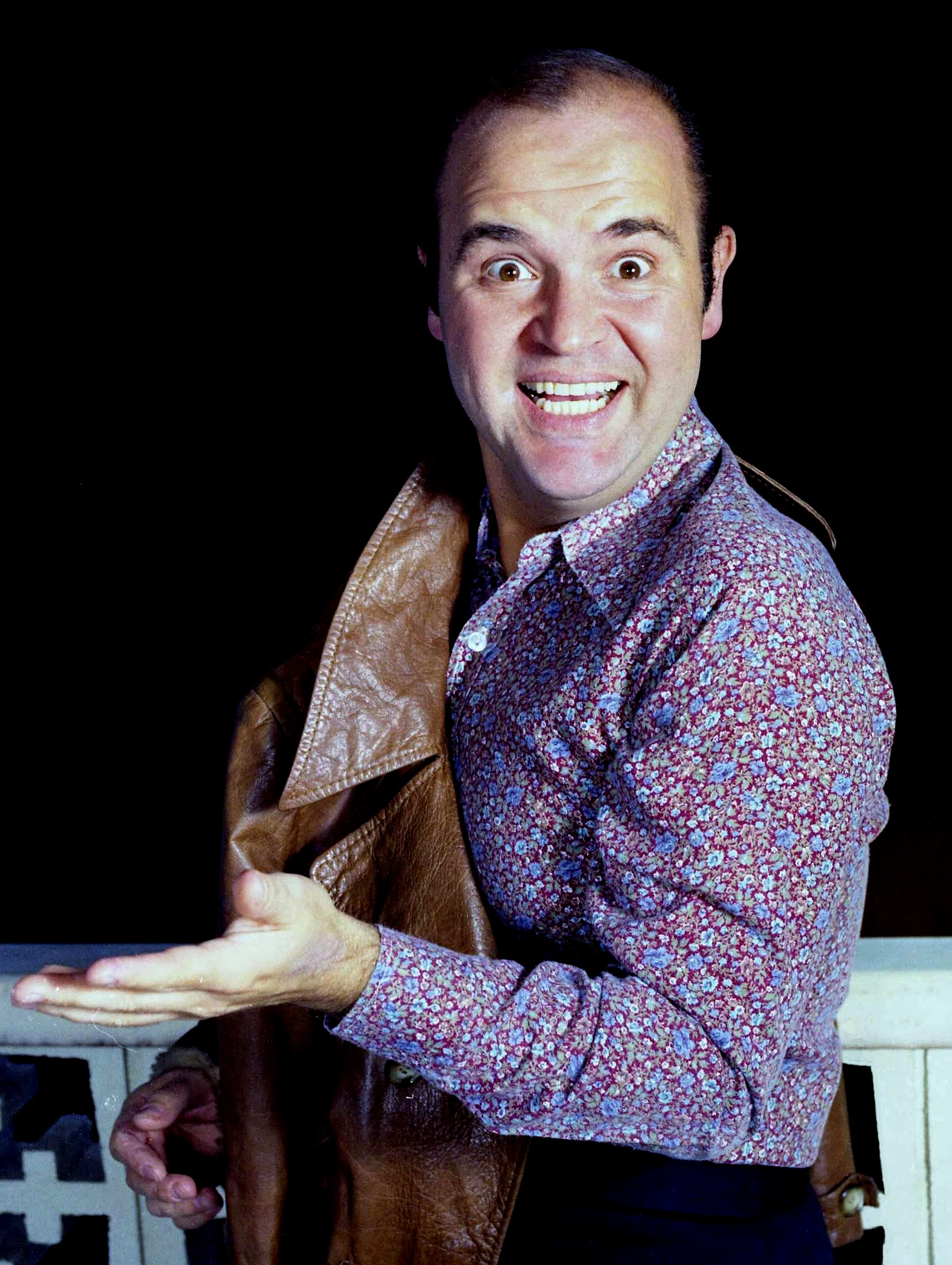
Dom DeLuise

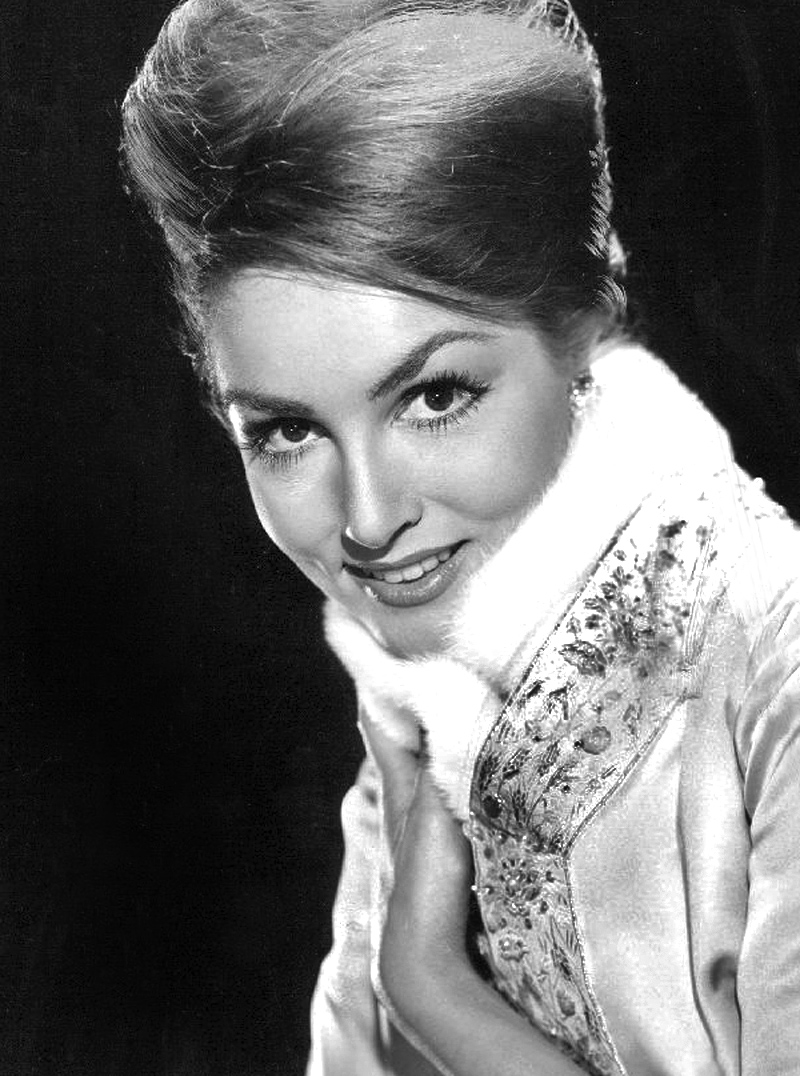
Julie Newmar

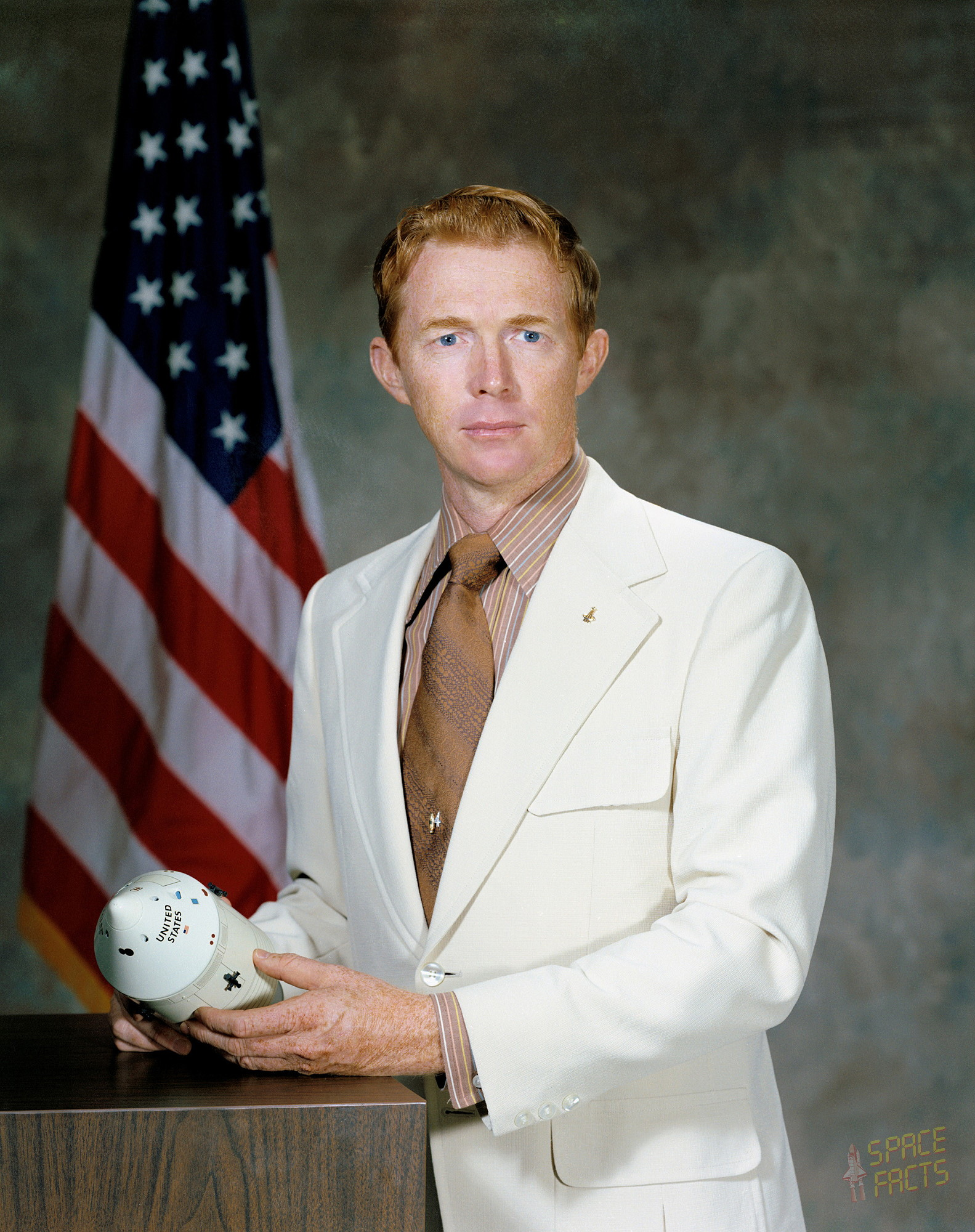
Stuart Roosa

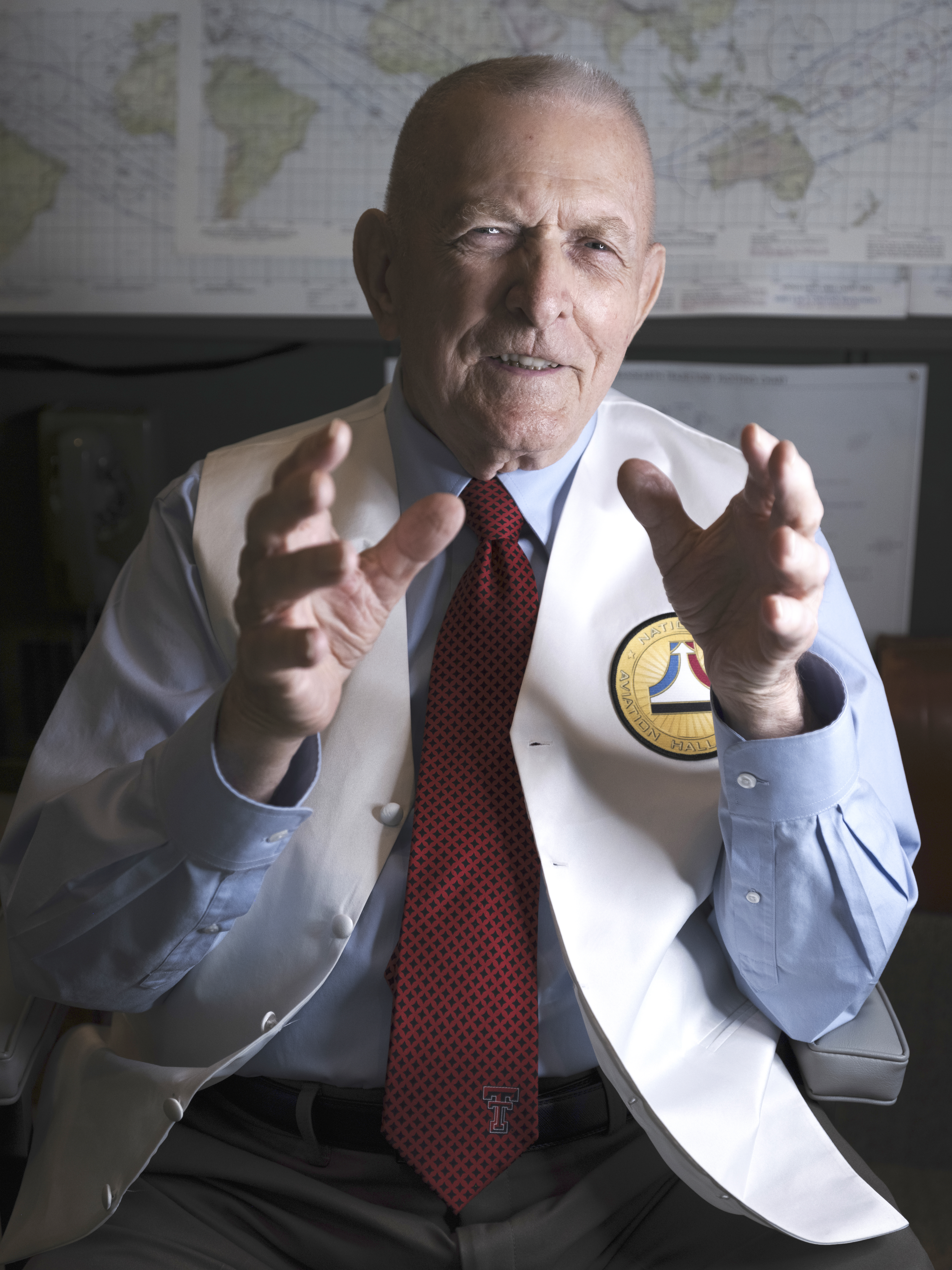
Gene Kranz

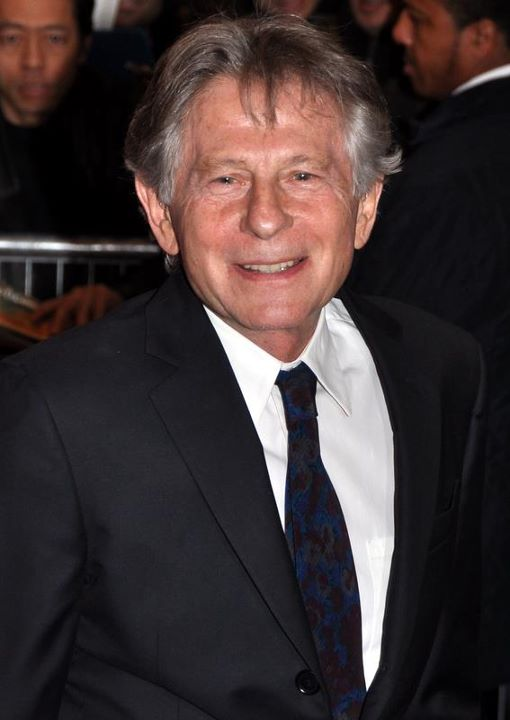
Roman Polański

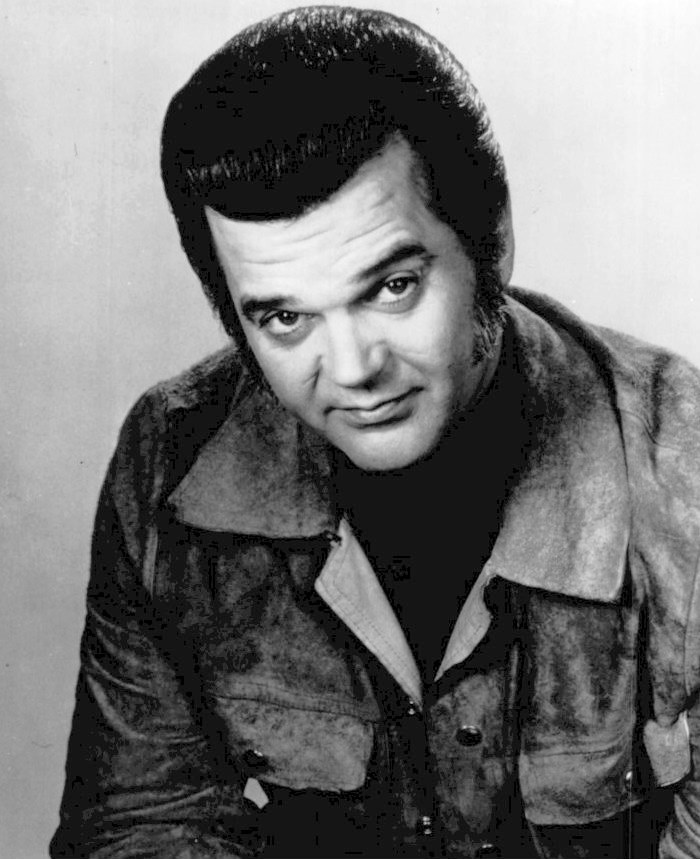
Conway Twitty

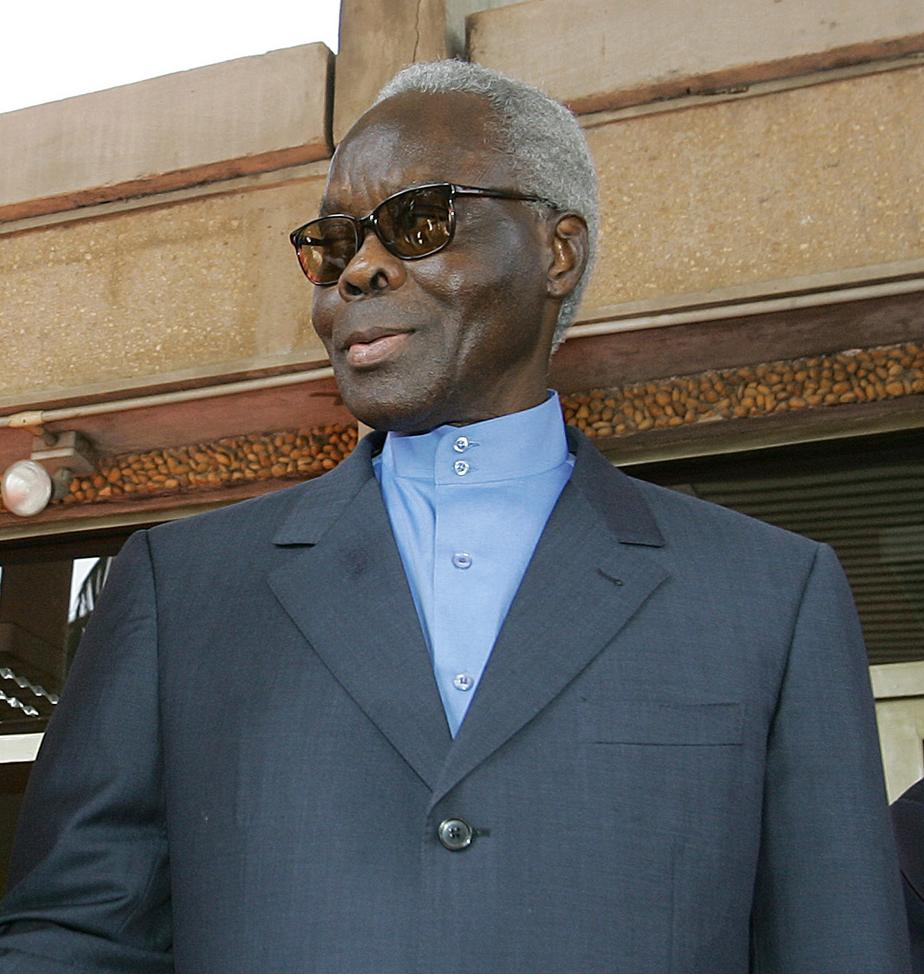
Mathieu Kérékou

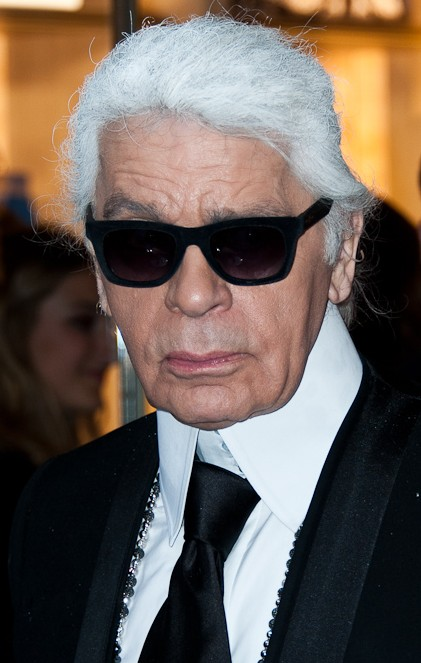
Karl Lagerfeld

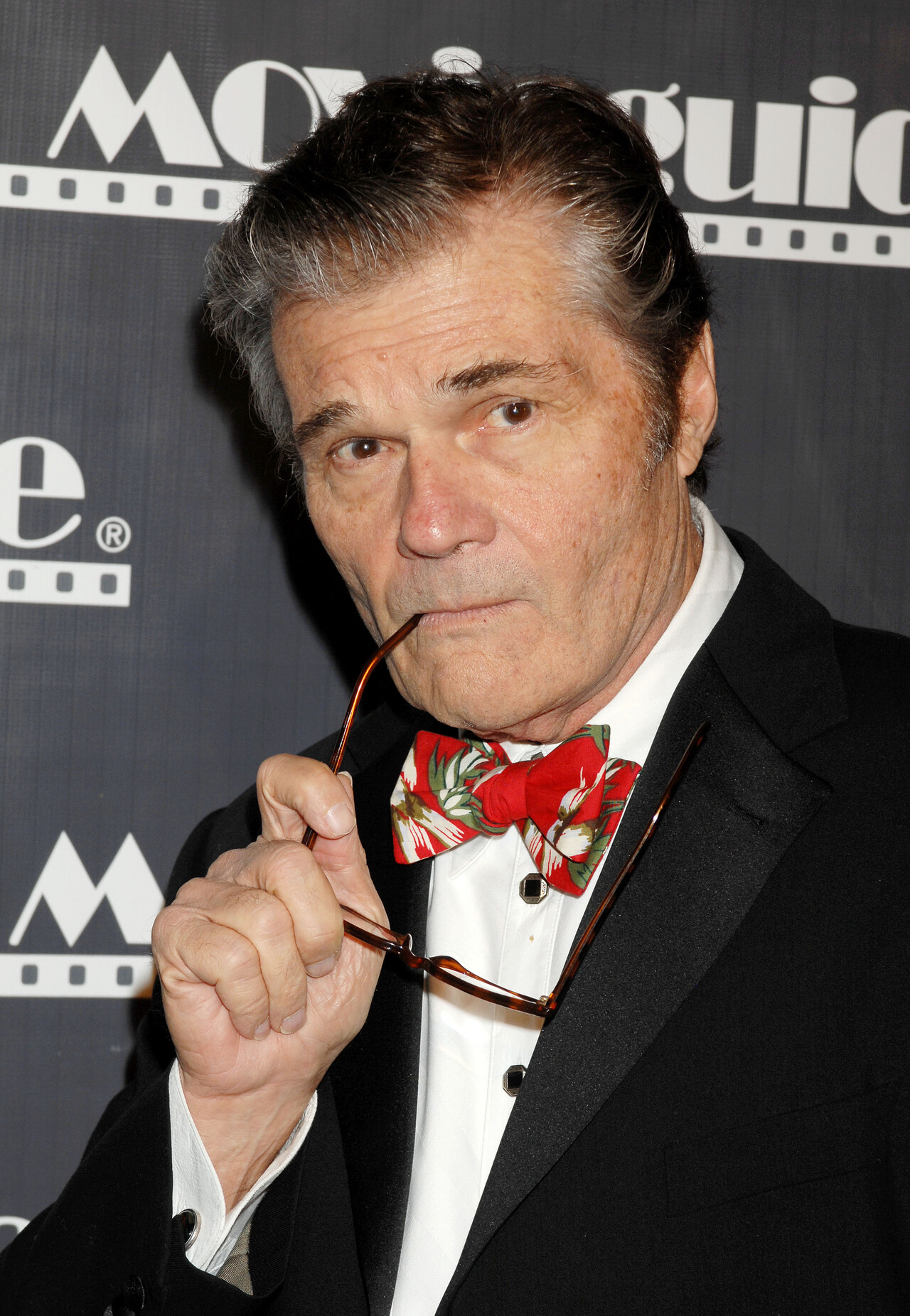
Fred Willard

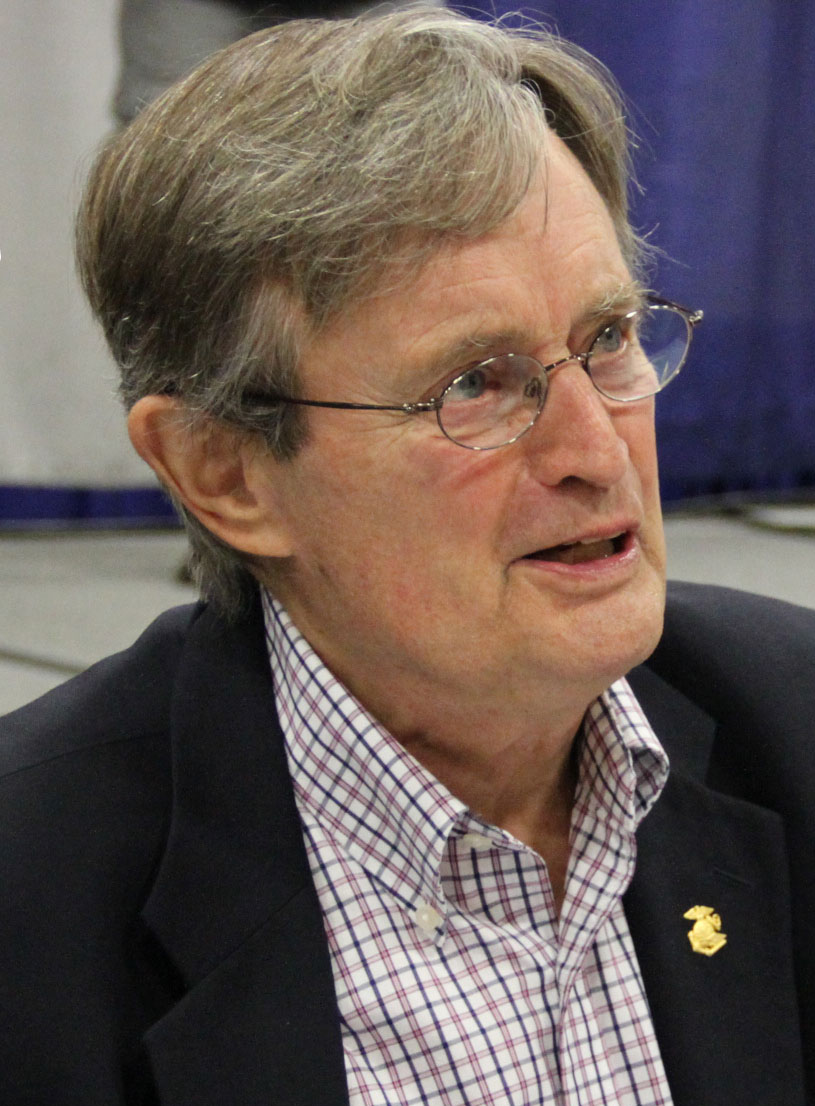
David McCallum

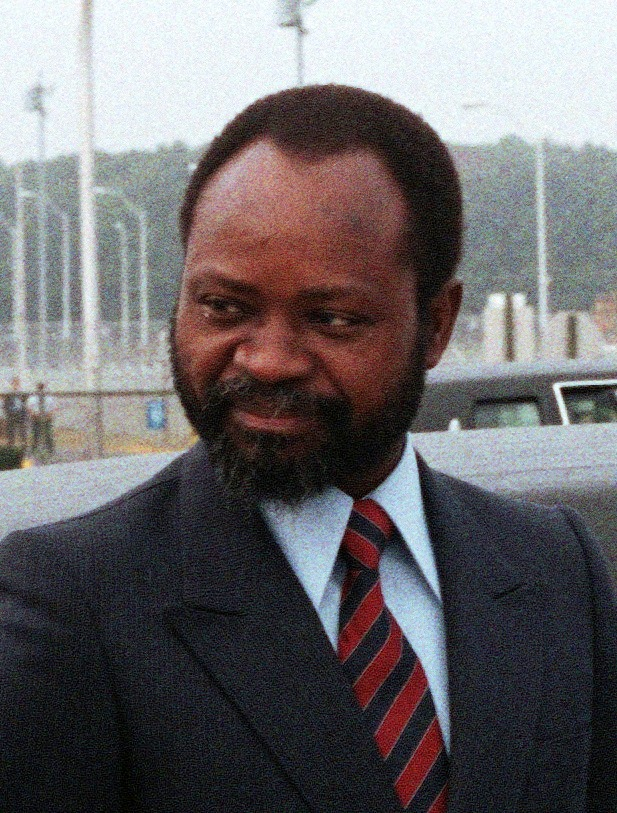
Samora Machel

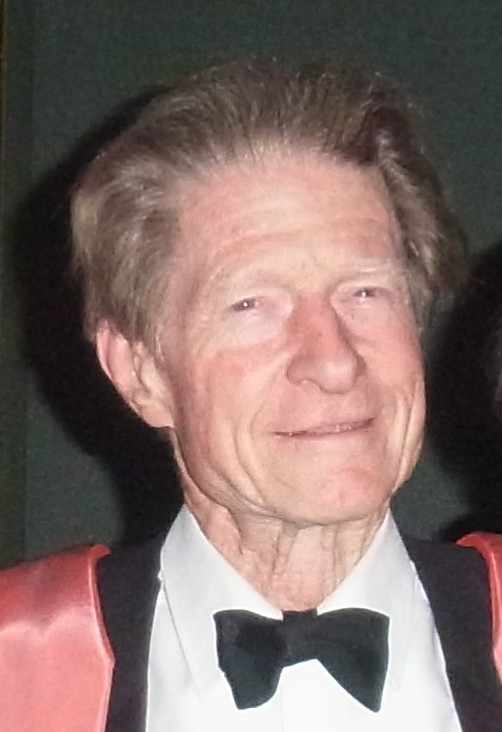
Sir John Gurdon

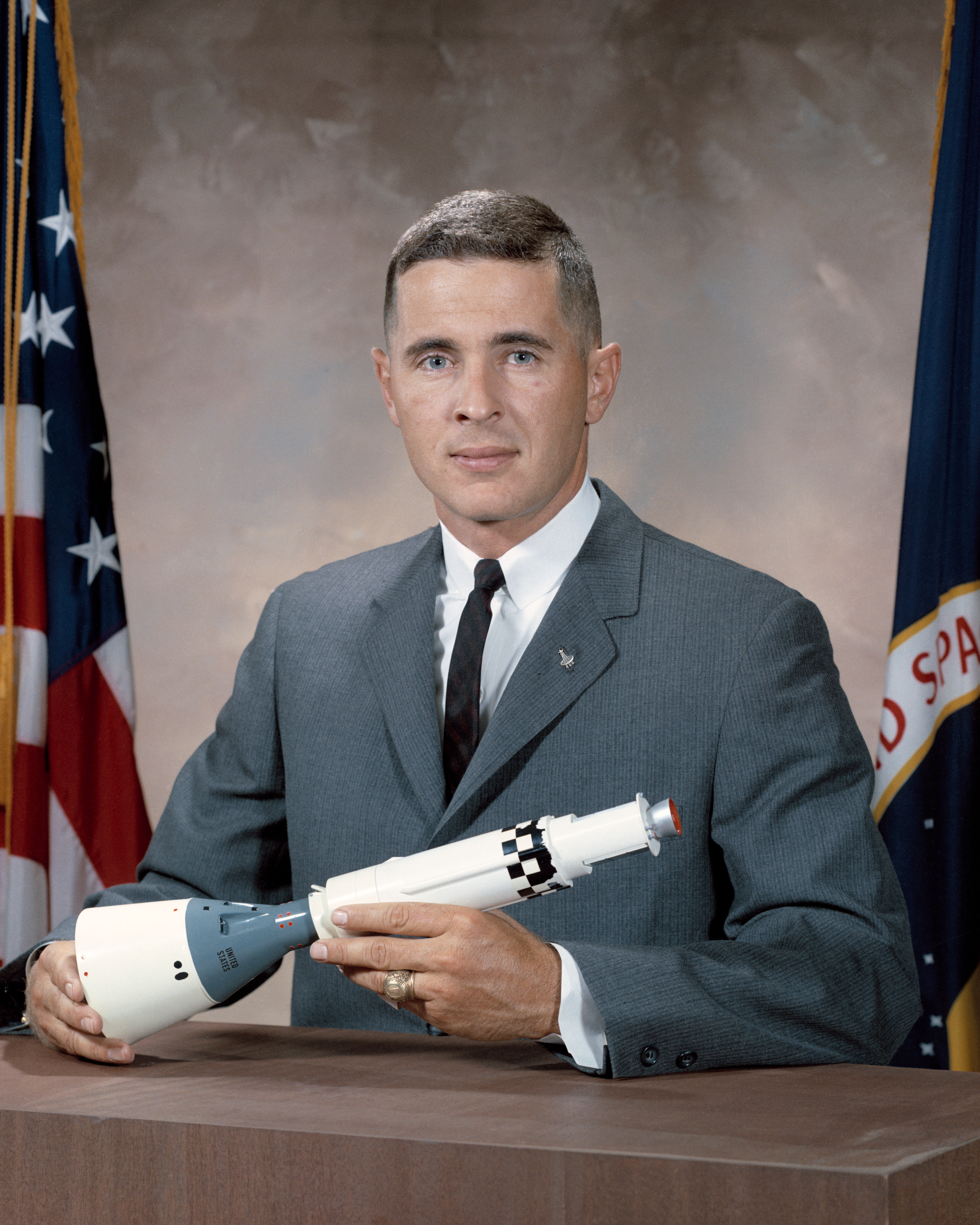
William Anders

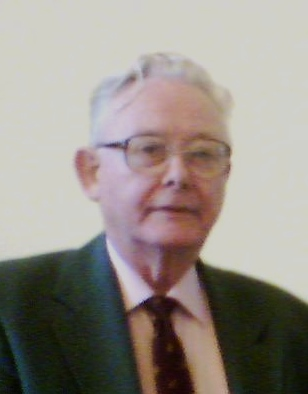
Sir Peter Mansfield

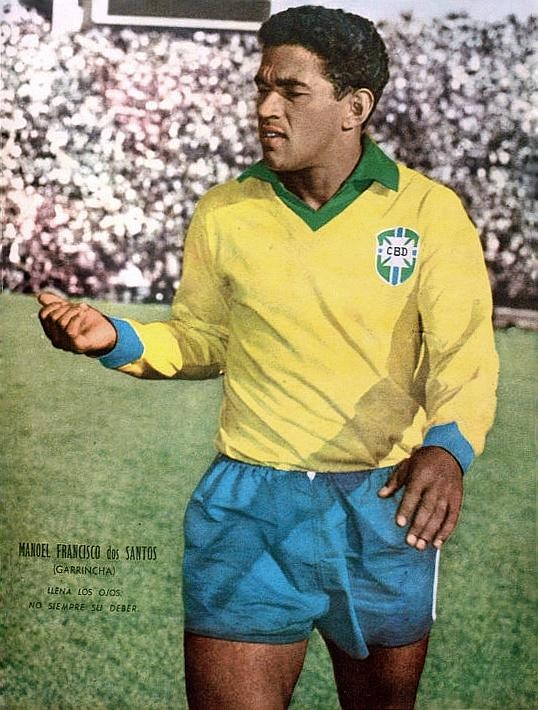
Garrincha

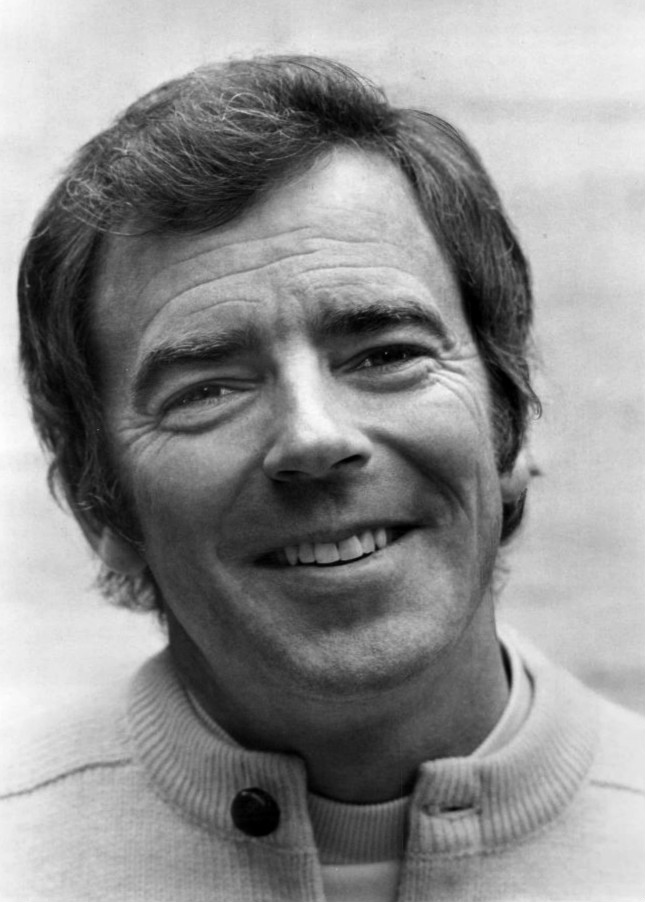
Ken Berry

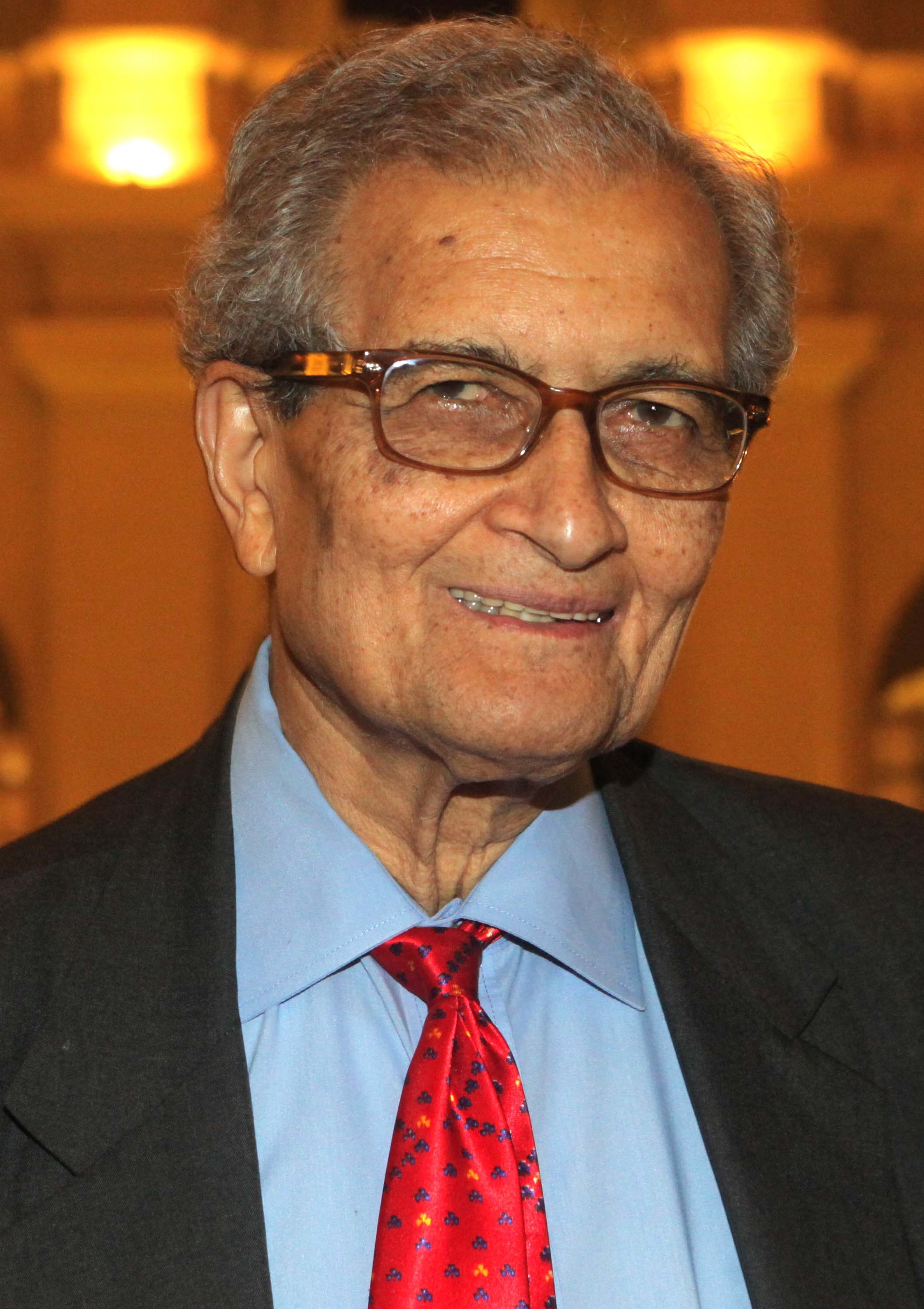
Amartya Sen

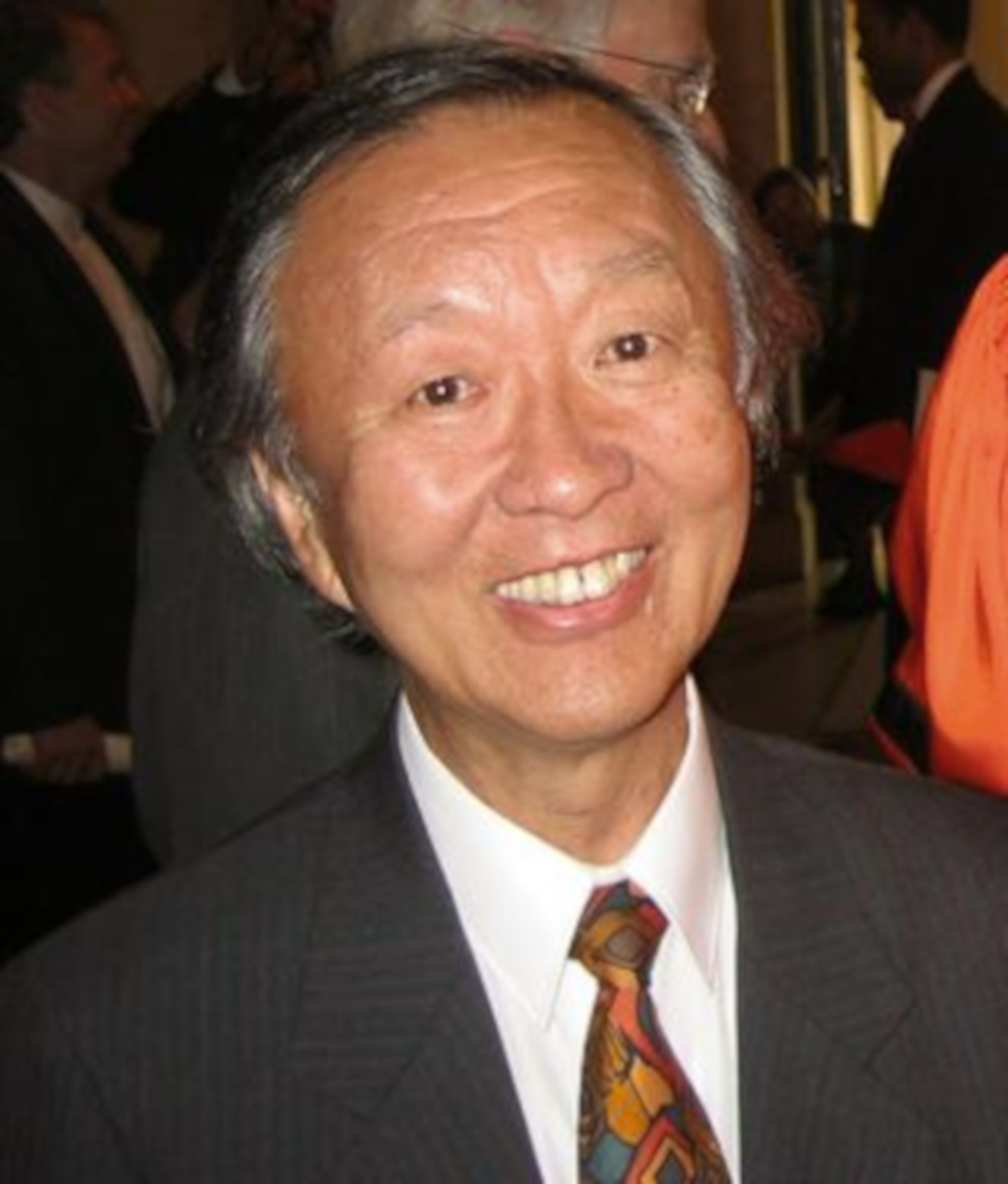
Sir Charles Kuen Kao

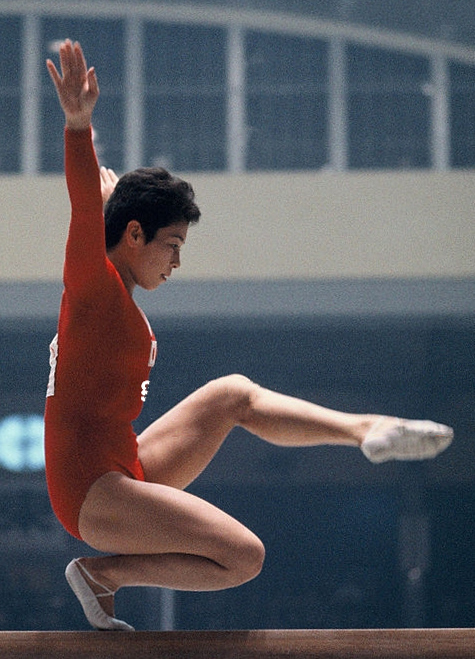
Keiko Tanaka-Ikeda

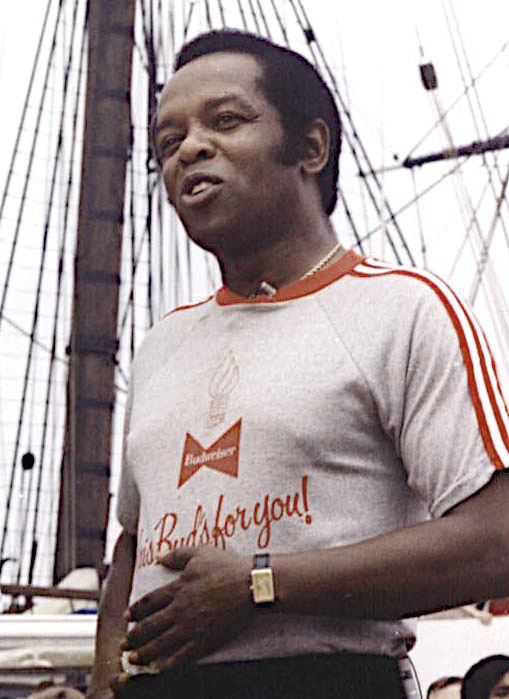
Lou Rawls

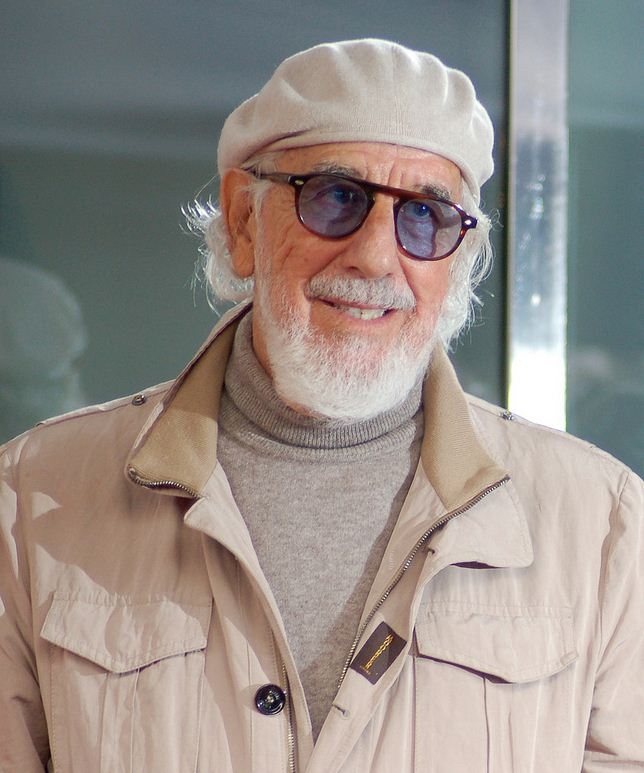
Lou Adler

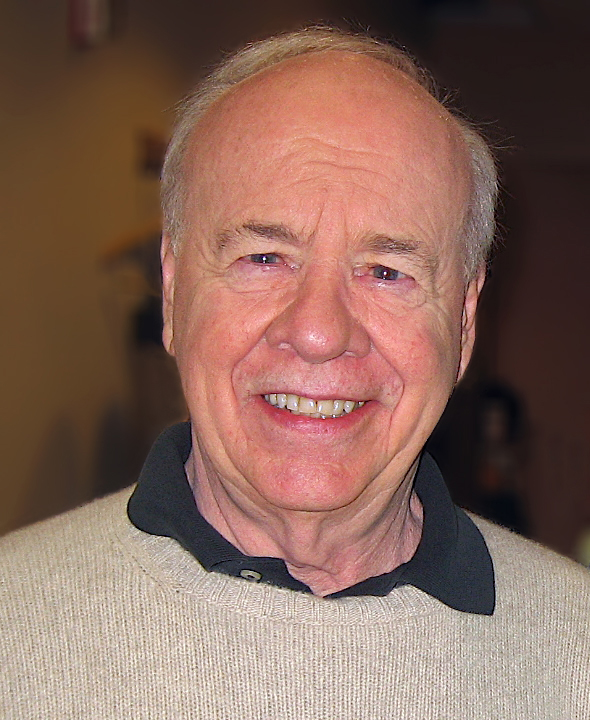
Tim Conway

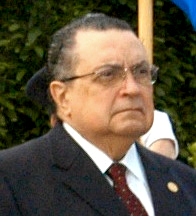
Abel Pacheco

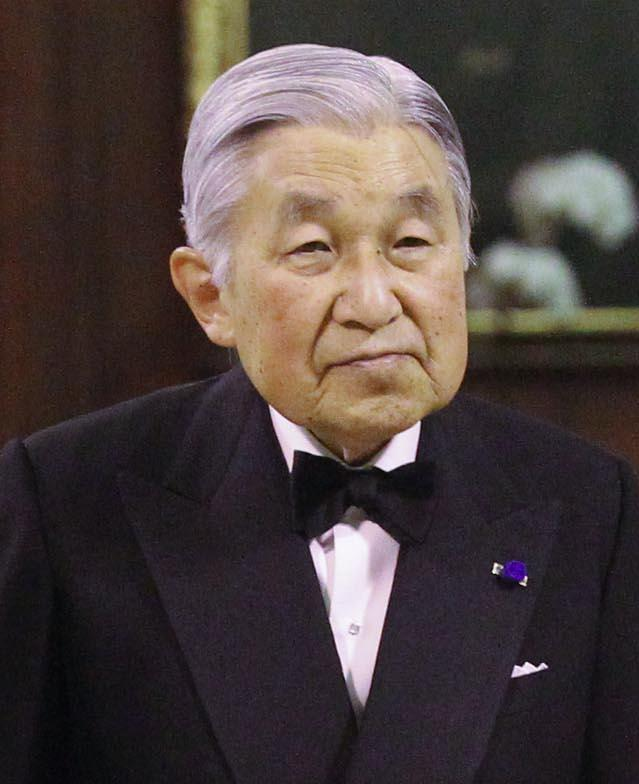
Akihito

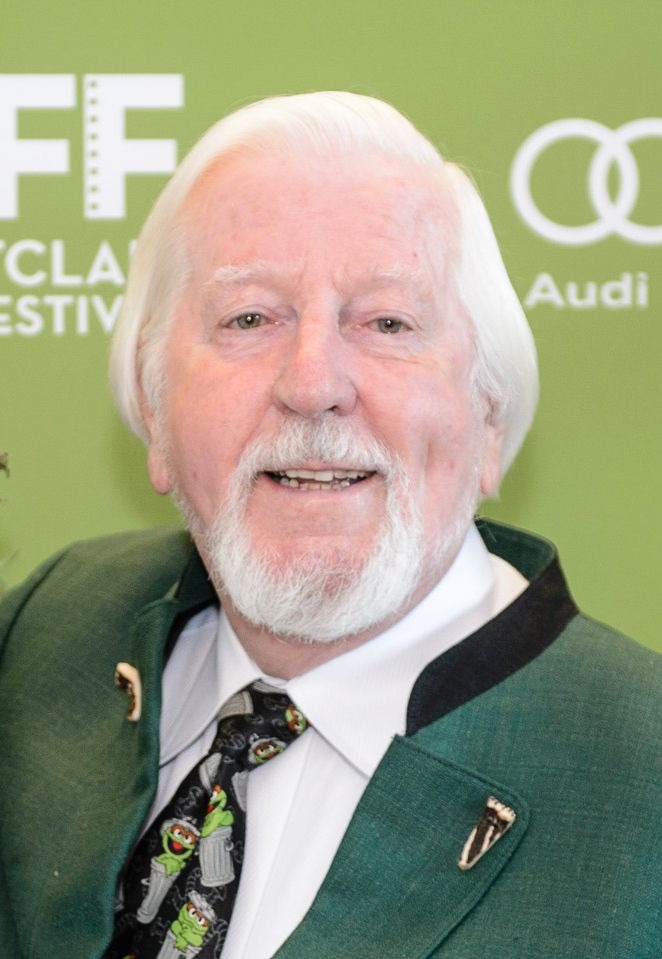
Caroll Spinney

### Januar
- 01. Januar: Joe Orton, britischer Dramatiker († 1967)
- 02. Januar: Ian Axford, Astrophysiker († 2010)
- 02. Januar: Eva Kerbler, österreichische Schauspielerin
- 02. Januar: On Kawara, japanischer bildender Künstler († 2014)
- 02. Januar: Richard Riley, US-amerikanischer Politiker
- 02. Januar: Peter Ulmer, deutscher Jurist († 2024)
- 03. Januar: Maxie Wander, deutsche Fotografin, Journalistin, Drehbuchautorin und Schriftstellerin († 1977)
- 04. Januar: Ilia II., georgisch-orthodoxer Patriarch
- 06. Januar: Emil Steinberger, Schweizer Kabarettist, Schriftsteller, Regisseur und Schauspieler
- 06. Januar: František Vršovský, tschechoslowakischer Kanute († 2022)
- 06. Januar: Zofia Walasek, polnische Leichtathletin († 2022)
- 07. Januar: Heinz Aldinger, deutscher Fußballschiedsrichter († 2024)
- 07. Januar: Wladimir Petrowitsch Ferapontow, sowjetischer bzw. russischer Schauspieler, Synchronsprecher, Sänger und Synchronregisseur († 2008)
- 07. Januar: Karl Heinrich Greune, deutscher Maler und Grafiker († 2023)
- 07. Januar: Richard F. Kneip, US-amerikanischer Politiker († 1987)
- 07. Januar: Eberhard Mahle, deutscher Automobilrennfahrer († 2021)
- 07. Januar: Phil Mulkey, US-amerikanischer Zehnkämpfer († 2022)
- 08. Januar: Juan Marsé, spanischer Schriftsteller († 2020)
- 09. Januar: Helmut Schäfer, deutscher Politiker
- 09. Januar: Wilbur A. Smith, südafrikanischer Schriftsteller und Drehbuchautor († 2021)
- 10. Januar: Akira Miyoshi, japanischer Komponist († 2013)
- 12. Januar: Johanna Anderka, deutsche Schriftstellerin und Lyrikerin († 2022)
- 12. Januar: Kamal al-Ganzuri, ägyptischer Premierminister († 2021)
- 16. Januar: Ivan Chtcheglov, französischer Künstler, Aktivist und Dichter († 1998)
- 16. Januar: Susan Sontag, US-amerikanische Schriftstellerin, Essayistin und Publizistin († 2004)
- 17. Januar: Sadruddin Aga Khan, persisch-französisch-schweizerischer UN-Flüchtlingshochkommissar († 2003)
- 17. Januar: Dalida, französische Sängerin und Schauspielerin († 1987)
- 17. Januar: Nat Finkelstein, US-amerikanischer Fotograf († 2009)
- 18. Januar: Emeka Anyaoku, nigerianischer Generalsekretär des Commonwealth of Nations
- 18. Januar: Benno Artmann, deutscher Mathematiker († 2010)
- 18. Januar: John Boorman, britischer Regisseur, Drehbuchautor, Produzent
- 18. Januar: Andrew Reddy, irischer Boxer († 2022)
- 18. Januar: Jean Vuarnet, französischer Skirennläufer († 2017)
- 19. Januar: Angélico Sândalo Bernardino, brasilianischer römisch-katholischer Bischof († 2025)
- 20. Januar: Earl Grant, US-amerikanischer Sänger und Gitarrist († 1970)
- 20. Januar: Don Thompson, britischer Leichtathlet und Olympiasieger († 2006)
- 21. Januar: Hans-Jürgen Hinrichs, deutscher Handballspieler und Sportfunktionär († 2015)
- 21. Januar: Lauro Toneatto, italienischer Fußballspieler und -trainer († 2010)
- 23. Januar: Bill Hayden, australischer Politiker († 2023)
- 23. Januar: Chita Rivera, US-amerikanische Schauspielerin und Tänzerin († 2024)
- 23. Januar: Joel Spiegelman, US-amerikanischer Komponist († 2023)
- 24. Januar: Hermann Ammon, deutscher Professor
- 24. Januar: Bob Beattie, US-amerikanischer Alpinskitrainer und Sportkommentator († 2018)
- 24. Januar: Johannes Fischer, deutscher Kirchenmusiker und Komponist († 2005)
- 24. Januar: Erwin Waldner, deutscher Fußballspieler († 2015)
- 25. Januar: Corazon Aquino, philippinische Präsidentin († 2009)
- 26. Januar: Ercole Baldini, italienischer Radrennfahrer († 2022)
- 26. Januar: Javier Lozano Barragán, mexikanischer Bischof von Zacatecas und Kardinal († 2022)
- 26. Januar: Rubens Bassini, brasilianischer Perkussionist († 1985)
- 26. Januar: Andreas Hauff, österreichischer Sänger und Texter († 2021)
- 26. Januar: Hans Petermandl, österreichischer Pianist
- 26. Januar: Eldar Schengelaia, georgischer Filmproduzent und Politiker († 2025)
- 27. Januar: Brigitte Antonius, österreichische Schauspielerin
- 27. Januar: Morris Talansky, US-amerikanischer Unternehmer († 2025)
- 28. Januar: Bruno Modugno, italienischer Regisseur und Schriftsteller († 2020)
- 28. Januar: Dieter Wellmann, deutscher Kirchenmusiker und Komponist († 2025)
- 29. Januar: Sacha Distel, französischer Chansonnier und Komponist († 2004)
- 31. Januar: Joseph D. Early, US-amerikanischer Politiker († 2012)
- 31. Januar: Joachim Herrmann, deutscher Rechtswissenschaftler († 2022)

### Februar
- 01. Februar: Wendell Anderson, US-amerikanischer Politiker († 2016)
- 01. Februar: Buddhadev Das Gupta, indischer Musiker († 2018)
- 01. Februar: Rosemarie Nitribitt, deutsche Prostituierte († 1957)
- 01. Februar: Sadao Watanabe, japanischer Jazz-Saxophonist
- 02. Februar: Horst Armbrust, deutscher Politiker
- 02. Februar: Sonja Kehler, deutsche Schauspielerin und Diseuse († 2016)
- 02. Februar: Orlando López, kubanischer Musiker († 2009)
- 02. Februar: Than Shwe, Generalissimus und ehemaliger Staatschef von Myanmar
- 03. Februar: Varetta Dillard, US-amerikanische Rhythm-and-Blues-Sängerin († 1993)
- 03. Februar: John Edmondson, US-amerikanischer Komponist († 2016)
- 03. Februar: John Handy, US-amerikanischer Jazzsaxophonist
- 03. Februar: Paul Sarbanes, US-amerikanischer Politiker († 2020)
- 03. Februar: Heinrich Übleis, österreichischer Jurist und Politiker (SPÖ) († 2013)
- 04. Februar: Mary Frank, US-amerikanische Malerin und Bildhauerin
- 04. Februar: Hans Schumi, österreichischer Politiker († 2017)
- 05. Februar: Jack Aspinwall, britischer Politiker († 2015)
- 05. Februar: Miloš Milutinović, jugoslawischer Fußballspieler und Trainer († 2003)
- 05. Februar: R. Sampanthan, sri-lankisch Politiker († 2024)
- 06. Februar: Hans Haberhauffe, deutscher Handballspieler, sowie Handball- und Fußballtrainer († 2015)
- 06. Februar: Claus Leitzmann, deutscher Ernährungswissenschaftler
- 07. Februar: Jerzy Boniecki, polnischer Schwimmer († 2021)
- 07. Februar: Stuart Burrows, britischer Opernsänger († 2025)
- 07. Februar: Alfred Döring, deutscher Leichtathlet
- 07. Februar: Manuel Sanguily, kubanischer Schwimmer († 2022)
- 08. Februar: Elly Ameling, niederländische Sopranistin
- 08. Februar: Georg Sperber, deutscher Forstbeamter und Forstwissenschaftler
- 08. Februar: Josef Taus, österreichischer Wirtschaftsjurist, Manager und Politiker († 2024)
- 10. Februar: Gottfried Arnold, deutscher Politiker, MdB († 2015)
- 12. Februar: Costa-Gavras, griechischer Regisseur
- 12. Februar: Christel Merian, deutsche Schauspielerin und Synchronsprecherin († 2012)
- 12. Februar: Carlos Alberto Peronace, argentinischer Schachproblemkomponist († 1990)
- 13. Februar: Roberto Amadei, italienischer Kirchenhistoriker und Bischof († 2009)
- 13. Februar: Paul Biya, Präsident von Kamerun
- 13. Februar: Kim Novak, US-amerikanische Filmschauspielerin
- 14. Februar: Míla Myslíková, tschechische Schauspielerin († 2005)
- 14. Februar: Robert Shea, US-amerikanischer Schriftsteller († 1994)
- 15. Februar: Kelvin Felix, lucianischer Geistlicher, Erzbischof von Castries und Kardinal († 2024)
- 15. Februar: Günter Schluckebier, deutscher Politiker, MdB († 2002)
- 16. Februar: Friedrich Kronenberg, deutscher  Politiker († 2025)
- 16. Februar: Yoshishige Yoshida, japanischer Filmregisseur und Drehbuchautor († 2022)
- 17. Februar: Karl S. Guthke, deutsch-amerikanischer Germanist
- 18. Februar: Vincenzo Consolo, italienischer Schriftsteller († 2012)
- 18. Februar: Gerhard Frey, deutscher Verleger und Politiker († 2013)
- 18. Februar: Julius Louven, deutscher Politiker, MdB
- 18. Februar: Yoko Ono, japanisch-amerikanische Künstlerin und Sängerin
- 18. Februar: Bobby Robson, britischer Fußballspieler und -trainer († 2009)
- 18. Februar: Gerhard Rödding, deutscher Theologe und Politiker († 2024)
- 20. Februar: Frederick Crews, US-amerikanischer Literaturwissenschaftler († 2024)
- 20. Februar: Charles Kynard, US-amerikanischer Kirchenorganist und Hammond-Orgel-Spieler († 1979)
- 20. Februar: Humberto Maschio, argentinisch-italienischer Fußballspieler († 2024)
- 20. Februar: Paul Söding, deutscher Physiker
- 21. Februar: Bob Rafelson, US-amerikanischer Filmregisseur († 2022)
- 21. Februar: Nina Simone, Jazz- und Bluessängerin, Pianistin und Songschreiberin († 2003)
- 22. Februar: Katharine, Duchess of Kent, Mitglied der britischen Königsfamilie
- 22. Februar: Christopher Ondaatje, britisch-kanadischer Schriftsteller und ehemaliger Unternehmer
- 22. Februar: Peter Rohland, deutscher Liedermacher und Sänger († 1966)
- 23. Februar: Oskar Roth, deutscher Basketball- und Handballspieler († 2019)
- 26. Februar: María Victoria, mexikanische Sängerin
- 27. Februar: Raymond Berry, US-amerikanischer American-Football-Spieler und -Trainer
- 27. Februar: Albert Caspers, deutscher Manager und Fußballfunktionär († 2015)
- 27. Februar: Edward Lucie-Smith, jamaikanisch-britischer Dichter, Journalist und Kunsthistoriker
- 27. Februar: Marek Mietelski, polnischer Pianist und Musikpädagoge
- 27. Februar: Hans Hermann Reschke, deutscher Manager und Politiker
- 27. Februar: Livio Vacchini, Schweizer Architekt († 2007)

### März
- 01. März: Alan Ameche, US-amerikanischer American-Football-Spieler († 1988)
- 01. März: István Láng, ungarischer Komponist († 2023)
- 01. März: Jakob Maria Mierscheid, fiktiver deutscher Bundestagsabgeordneter der SPD
- 01. März: Dietrich Sperling, deutscher Politiker († 2023)
- 02. März: Robert Abbott, US-amerikanischer Spieleautor († 2018)
- 02. März: Anthea Askey, britische Schauspielerin († 1999)
- 02. März: Werner Freund, deutscher Wolfsforscher († 2014)
- 02. März: Wera Paintner, deutsche Schauspielerin und Esperantistin
- 02. März: Nobuyoshi Tamura, japanischer Aikidō-Großmeister († 2010)
- 03. März: Gerhard Mayer-Vorfelder, deutscher Sportfunktionär und Politiker († 2015)
- 03. März: Alfredo Landa, spanischer Schauspieler und Komiker († 2013)
- 03. März: Marco Antonio Muñiz, mexikanischer Sänger
- 04. März: Ann Burton, niederländische Jazzsängerin († 1989)
- 04. März: Nino Vaccarella, italienischer Automobilrennfahrer († 2021)
- 05. März: Don L. Anderson, US-amerikanischer Geophysiker († 2014)
- 05. März: Tom Louderback, US-amerikanischer American-Football-Spieler und Unternehmer († 2020)
- 05. März: Walter Kasper, deutscher Kardinal
- 05. März: İsmail Ogan, türkischer Ringer († 2022)
- 05. März: Jewgeni Wassjukow, sowjetisch-russischer Schachgroßmeister († 2018)
- 06. März: Willy Schäfer, deutscher Schauspieler († 2011)
- 07. März: Hannelore Kohl, Frau des ehemaligen deutschen Bundeskanzlers Helmut Kohl († 2001)
- 09. März: Reinhard Lettmann, Bischof von Münster († 2013)
- 09. März: William Francis McBeth, US-amerikanischer Komponist und Dirigent († 2012)
- 10. März: Evelyn Lazar, deutsche Fernsehmoderatorin († 2025)
- 11. März: Walter Brueggemann, US-amerikanischer Theologe († 2025)
- 11. März: Jesús Gil, spanischer Politiker, Unternehmer und Fußballfunktionär († 2004)
- 11. März: Roman Suchecki, polnischer Cellist und Musikpädagoge († 2003)
- 12. März: Barbara Feldon, US-amerikanische Schauspielerin
- 12. März: Niède Guidon, brasilianische Archäologin († 2025)
- 12. März: Ryo Mabuchi, japanischer Wasserspringer († 2021)
- 12. März: Sali Shijaku, albanischer Maler († 2022)
- 13. März: Hans Katschthaler, österreichischer Landeshauptmann († 2012)
- 13. März: Mike Stoller, US-amerikanischer Songwriter und Musikproduzent
- 13. März: Gero von Wilpert, deutscher Autor und Literaturwissenschaftler († 2009)
- 14. März: Michael Caine, britischer Schauspieler
- 14. März: René Felber, Schweizer Politiker († 2020)
- 14. März: Quincy Jones, US-amerikanischer Musik-, Fernseh- und Filmproduzent und Musiker († 2024)
- 14. März: Helmut Leherb, österreichischer Maler († 1997)
- 14. März: Cornelius Weiss, deutscher Wissenschaftler und Politiker († 2020)
- 15. März: Philippe de Broca, französischer Filmregisseur († 2004)
- 15. März: Milan V. Dimić, serbisch-kanadischer Literaturwissenschaftler († 2007)
- 15. März: Ruth Bader Ginsburg, US-amerikanische Richterin († 2020)
- 15. März: Hossein Mollaghasemi, iranischer Ringer († 2022)
- 16. März: Dieter Wellershoff, Generalinspekteur der deutschen Bundeswehr († 2005)
- 16. März: Jörg Ewald Dähler, Schweizer Dirigent, Cembalist und Komponist († 2018)
- 16. März: Iris Grund, deutsche Architektin
- 17. März: Heather Armitage, britische Leichtathletin und Olympiateilnehmerin
- 17. März: Hans Bibelriether, deutscher Förster († 2025)
- 17. März: Bruno Horst Bull, deutscher Schriftsteller
- 18. März: Severino Poletto, Erzbischof und Kardinal der römisch-katholischen Kirche († 2022)
- 19. März: William Kimberly, US-amerikanischer Automobilrennfahrer († 2017)
- 19. März: Leonard Lauder, amerikanischer Geschäftsmann († 2025)
- 19. März: Philip Roth, US-amerikanischer Schriftsteller († 2018)
- 20. März: Michael Pfleghar, deutscher Regisseur († 1991)
- 20. März: Henryk Muszyński, polnischer Erzbischof
- 20. März: Olavi Salonen, finnischer Mittelstreckenläufer († 2025)
- 20. März: Azeglio Vicini, italienischer Fußballtrainer († 2018)
- 21. März: Fritz Wittmann, deutscher Politiker († 2018)
- 21. März: Addi Furler, deutscher Sportjournalist († 2000)
- 21. März: Karl-Eugen Rehfuess, deutscher Bodenkundler und Forstwissenschaftler
- 21. März: Suehiro Tanemura, japanischer Germanist, Übersetzer und Literaturkritiker († 2004)
- 22. März: Abolhassan Banisadr, iranischer Präsident († 2021)
- 22. März: Florian Kuntner, österreichischer Bischof († 1994)
- 22. März: Michel Hidalgo, französischer Fußballspieler und -trainer († 2020)
- 22. März: Eveline Hasler, Schweizer Schriftstellerin
- 23. März: Burwell Jones, US-amerikanischer Schwimmer († 2021)
- 23. März: Kurth Lehr, österreichischer Fußballspieler
- 23. März: John Taylor, britischer Automobilrennfahrer († 1966)
- 23. März: Philip Zimbardo, US-amerikanischer Sozialpsychologe († 2024)
- 25. März: Willi Hoffmeister, deutscher Friedensaktivist und Gewerkschafter († 2021)
- 26. März: Tinto Brass, italienischer Regisseur, Produzent und Drehbuchautor
- 25. März: Peter Ehrlich, deutscher Schauspieler und Regisseur  († 2015)
- 27. März: Gino Pivatelli, italienischer Fußballspieler und -trainer
- 28. März: Juan Sandoval Íñiguez, Erzbischof von Guadalajara und Kardinal
- 29. März: Bruno Basini, französischer Automobilrennfahrer
- 29. März: Hermann von Berg, deutscher Publizist und Geheimdiplomat der DDR († 2019)
- 30. März: Jean-Claude Brialy, französischer Schauspieler und Regisseur († 2007)
- 30. März: Braulio Castillo, puerto-ricanischer Schauspieler († 2015)
- 30. März: Werner Fritschi, deutscher Fußballspieler († 2025)
- 31. März: Anita Carter, US-amerikanische Country- und Folk-Sängerin († 1999)
- 31. März: Gerhard Ruhbach, deutscher Theologe und Kirchengeschichtler († 1999)

### April
- 01. April: Fay Coyle, nordirischer Fußballspieler († 2007)
- 01. April: Bengt Holbek, dänischer Folklorist († 1992)
- 01. April: Claude Cohen-Tannoudji, französischer Physiker
- 01. April: Dan Flavin, US-amerikanischer Künstler († 1996)
- 02. April: György Konrád, ungarischer Schriftsteller († 2019)
- 03. April: Horst-Ludwig Riemer, deutscher Politiker († 2017)
- 04. April: Frits Bolkestein, niederländischer Politiker († 2025)
- 05. April: Frank Gorshin, US-amerikanischer Schauspieler († 2005)
- 06. April: Yrjö Kukkapuro, finnischer Innenarchitekt († 2025)
- 07. April: Cornelius von Heyl zu Herrnsheim, deutscher Jurist und Präses der Synode der Evangelischen Kirche in Deutschland († 2023)
- 07. April: John Hine, britischer Automobilrennfahrer († 2020)
- 07. April: Wayne Rogers, US-amerikanischer Schauspieler († 2015)
- 07. April: Johannes Schaaf, deutscher Regisseur und Schauspieler († 2019)
- 09. April: Jean-Paul Belmondo, französischer Film- und Theaterschauspieler († 2021)
- 09. April: Gian Maria Volonté, italienischer Schauspieler († 1994)
- 09. April: René Burri, Schweizer Fotograf († 2014)
- 11. April: Hermann Amborn, deutscher Ethnologe († 2024)
- 12. April: Montserrat Caballé, spanische Sängerin (Sopran) († 2018)
- 12. April: Günther Eisenreich, deutscher Mathematiker († 2015)
- 12. April: Walter Flowers, US-amerikanischer Politiker († 1984)
- 12. April: Michael Petzet, deutscher Denkmalpfleger († 2019)
- 13. April: Ben Nighthorse Campbell, US-amerikanischer Politiker
- 13. April: Sergio Donati, italienischer Drehbuchautor und Schriftsteller († 2024)
- 14. April: Gerard Endenburg, niederländischer Unternehmer und Autor († 2025)
- 14. April: Paddy Hopkirk, britischer Automobilrennfahrer († 2022)
- 14. April: Kurt Huemer, österreichischer Sänger und Schauspieler († 2005)
- 14. April: Rosalind Rowe, englische Tischtennisspielerin († 2015)
- 14. April: Elenita Santos, dominikanische Sängerin
- 14. April: Diane Schöler, britisch-deutsche Tischtennisspielerin († 2023)
- 14. April: Morton Subotnick, US-amerikanischer Avantgarde-Musiker und Komponist
- 15. April: Manfred Bogisch, deutscher Historiker († 2020)
- 15. April: Roy Clark, US-amerikanischer Country-Musiker († 2018)
- 15. April: David Hamilton, britischer Kunstfotograf († 2016)
- 15. April: Elizabeth Montgomery, US-amerikanische Filmschauspielerin († 1995)
- 16. April: Francesco Amirante, italienischer Jurist († 2024)
- 16. April: Ludwig Haas, deutscher Schauspieler († 2021)
- 16. April: Karl Blecha, österreichischer Politiker
- 16. April: Ewald Eberle, liechtensteinischer Skirennläufer
- 17. April: Loris Chobanian, armenisch-amerikanischer Komponist, Dirigent, Gitarrist und Musikpädagoge († 2023)
- 17. April: Siegfried Körner, deutscher Hochschullehrer und Namenforscher
- 17. April: Joachim Kroll, deutscher Serienmörder († 1991)
- 17. April: John Sands, kanadischer Eisschnellläufer († 2020)
- 17. April: Nell Ersson, schwedische Leichtathletin († 2021)
- 18. April: Hans-Peter Blume, deutscher Bodenkundler
- 18. April: Maria-Christine von Urach, deutsche Maschinenbau-Ingenieurin († 1990)
- 19. April: Jayne Mansfield, US-amerikanische Filmschauspielerin († 1967)
- 20. April: Karl Nendel, stellvertretender Minister für Elektrotechnik/Elektronik der DDR († 2019)
- 21. April: Edmund Brenner, deutscher Leichtathlet († 1998)
- 22. April: Maria Anspach, deutsche Heimatschriftstellerin, Kabarettistin und Journalistin († 2021)
- 23. April: Bunky Green, US-amerikanischer Jazz-Saxophonist († 2025)
- 24. April: William Garrett, US-amerikanischer Automobilrennfahrer († 1999)
- 24. April: Ibrahim Hazimeh, palästinensischer Künstler († 2023)
- 24. April: Helmuth Lohner, österreichischer Schauspieler, Regisseur († 2015)
- 24. April: Francesco Valdambrini, italienischer Komponist und Musikpädagoge († 2007)
- 24. April: Raúl Velasco, mexikanischer Fernsehmoderator und -Produzent († 2006)
- 25. April: Karl-Wilhelm Lange, deutscher Kommunalpolitiker († 2022)
- 25. April: Jerry Leiber, Musikproduzent († 2011)
- 26. April: Arno Penzias, US-amerikanischer Physiker († 2024)
- 27. April: Bob Bondurant, US-amerikanischer Automobilrennfahrer († 2021)
- 28. April: Helmut Sprunk, deutscher Ruderer
- 29. April: Rod McKuen, US-amerikanischer Singer-Songwriter, Lyriker und Komponist († 2015)
- 29. April: Willie Nelson, US-amerikanischer Country-Sänger und Songwriter
- 30. April: Reinhold Johannes Buhl, deutscher Musiker († 2021)
- 30. April: John F. Nolan, US-amerikanischer Schauspieler († 2000)

### Mai
- 01. Mai: Wayne Williams, US-amerikanischer Rockabilly-Musiker
- 02. Mai: Harry Woolf, Lord Chief Justice of England and Wales (2000–2005)
- 03. Mai: Gerold Adam, deutscher Biophysiker († 1996)
- 03. Mai: James Brown, US-amerikanischer Musiker, Tänzer und Sänger, Godfather of Soul († 2006)
- 03. Mai: Steven Weinberg, US-amerikanischer Physiker († 2021)
- 05. Mai: Dimitris Tsatsos, griechischer Rechtswissenschaftler († 2010)
- 07. Mai: Axel Corti, österreichischer Regisseur († 1993)
- 07. Mai: Martin Metz, rumäniendeutscher Kirchenmusiker und Komponist († 2003)
- 07. Mai: Nexhmije Pagarusha, albanische Sängerin († 2020)
- 08. Mai: Elio Boncompagni, italienischer Orchesterleiter († 2019)
- 08. Mai: Meertinus Meijering, deutsch-niederländischer Biologe und Pädagoge († 2024)
- 11. Mai: Louis Farrakhan, afro-amerikanischer Führer der Bewegung Nation of Islam
- 11. Mai: Joe Hembus, deutscher Filmkritiker († 1985)
- 11. Mai: Aníbal de Peña, dominikanischer Sänger, Pianist und Komponist († 2023)
- 13. Mai: Alfonsas Andriuškevičius, litauischer Mathematiker und Politiker
- 13. Mai: Martha Miyake, japanische Jazzsängerin († 2025)
- 13. Mai: Sid Morrison, US-amerikanischer Politiker
- 14. Mai: Michael Chevalier, deutscher Schauspieler und Synchronsprecher († 2011)
- 15. Mai: Marianne Hold, deutsche Schauspielerin († 1994)
- 15. Mai: Jūzō Itami, japanischer Schauspieler und Filmregisseur († 1997)
- 15. Mai: Ronald Roseman, US-amerikanischer Oboist, Musikpädagoge und Komponist († 2000)
- 17. Mai: Ove Malmberg, schwedischer Eishockeyspieler († 2022)
- 18. Mai: H. D. Deve Gowda, Premierminister von Indien
- 18. Mai: Raúl Iglesias, kubanischer Pianist und Musikpädagoge († 2004)
- 19. Mai: Antón García Abril, spanischer Komponist und Musikpädagoge († 2021)
- 20. Mai: Erik Hanke, österreichischer Politiker († 2025)
- 20. Mai: Constance Towers, US-amerikanische Schauspielerin
- 21. Mai: Maurice André, französischer Trompeter († 2012)
- 21. Mai: Fernand Tavano, französischer Automobilrennfahrer († 1984)
- 23. Mai: Joan Collins, britische Schauspielerin, Fotomodell und Autorin
- 23. Mai: Ove Fundin, schwedischer Bahnsportler
- 23. Mai: Sergio Gonella, italienischer Fußballschiedsrichter († 2018)
- 23. Mai: Alberto Natusch Busch, bolivianischer Militär und Staatspräsident († 1994)
- 23. Mai: Ceija Stojka, österreichische Schriftstellerin und Künstlerin († 2013)
- 25. Mai: Ken Jacobs, US-amerikanischer Filmemacher
- 25. Mai: Lo Man-kam, Wing-Chun-Kämpfer und Lehrer
- 25. Mai: Amanda Guerreño, argentinische Komponistin
- 26. Mai: Rudi Falkenhagen, niederländischer Schauspieler. († 2005)
- 26. Mai: Jean Graczyk, französischer Radsportler († 2004)
- 26. Mai: Luis Felipe Noé, argentinischer Künstler († 2025)
- 26. Mai: Walter Reichert, deutscher Motorradrennfahrer († 1999)
- 27. Mai: Jane Elliott, US-amerikanische Antirassismus-Aktivistin
- 27. Mai: Erkki Hytönen, finnischer Eishockeyspieler und -trainer († 2020)
- 28. Mai: Ursula Am Ende, deutsche Schauspielerin
- 29. Mai: Tarquinio Provini, italienischer Motorradrennfahrer († 2005)
- 29. Mai: Helmuth Rilling, deutscher Dirigent und Pädagoge
- 30. Mai: Winfried Zehetmeier, deutscher freischaffender Künstler und Kommunalpolitiker († 2019)
- 30. Mai: Sergio Citti, italienischer Filmregisseur, Drehbuchautor und Schauspieler († 2005)
- 31. Mai: Norbert Leser, österreichischer Sozialphilosoph († 2014)

### Juni
- 01. Juni: Charlie Wilson, US-amerikanischer Politiker († 2010)
- 02. Juni: Mihály Huszka, ungarischer Gewichtheber († 2022)
- 03. Juni: Isa bin Salman Al Chalifa, Emir von Bahrain († 1999)
- 03. Juni: Manuel de Anchorena, argentinischer Diplomat († 2005)
- 04. Juni: Carlota Alfaro, puerto-ricanische Modedesignerin
- 04. Juni: Richard Askey, US-amerikanischer Mathematiker († 2019)
- 04. Juni: Jean-Claude Aubriet, französischer Automobilrennfahrer
- 04. Juni: Godfried Danneels, Erzbischof von Mechelen-Brüssel und Kardinal († 2019)
- 04. Juni: Brigitte Mahn-Diedering, deutsche Designerin  († 1993)
- 04. Juni: Lisandro Otero, kubanischer Schriftsteller († 2008)
- 04. Juni: Amand Schwantge, deutscher Hornist († 2006)
- 05. Juni: William Kahan, kanadischer Mathematiker und Informatiker
- 05. Juni: Per Ung, norwegischer Bildhauer († 2013)
- 05. Juni: Bata Živojinović, serbischer Schauspieler, Kabarettist und Theaterschauspieler († 2016)
- 06. Juni: Heinrich Rohrer, Schweizer Physiker († 2013)
- 07. Juni: Jón Laxdal, isländischer Schauspieler und Regisseur († 2005)
- 07. Juni: Tsuneko Okazaki, japanische Molekularbiologin
- 08. Juni: John R. Harrison, US-amerikanischer Journalist
- 09. Juni: Robert Maus, deutscher Politiker († 2025)
- 10. Juni: Milena Hübschmannová, tschechische Indologin und Begründerin der tschechischen Romistik († 2005)
- 10. Juni: Asaf Jah VIII., indischer Adeliger († 2023)
- 10. Juni: Tex Lecor, kanadischer Singer-Songwriter, Moderator und Maler († 2017)
- 11. Juni: Josef Paul Kleihues, deutscher Architekt († 2004)
- 11. Juni: Walther Zügel, deutscher Bankmanager († 2025)
- 11. Juni: Harald Szeemann, Schweizer Kurator, Leiter der Berner Kunsthalle († 2005)
- 11. Juni: Gene Wilder, US-amerikanischer Schauspieler († 2016)
- 12. Juni: Eddie Adams, US-amerikanischer Fotojournalist († 2004)
- 12. Juni: Michael Augustine, indischer Geistlicher und Erzbischof († 2017)
- 12. Juni: Morton A. Brody, US-amerikanischer Jurist († 2000)
- 13. Juni: Karl-Heinz Ahlheim, deutscher Schachkomponist († 1996)
- 13. Juni: Peter Bickhardt, Vertreter der kirchlichen Oppositionsbewegung in der DDR († 2018)
- 13. Juni: Mindaugas Maksimaitis, litauischer Rechtshistoriker
- 13. Juni: Ottó Prouza, ungarischer Volleyballspieler († 2021)
- 14. Juni: Jerzy Kosiński, US-amerikanischer Autor († 1991)
- 14. Juni: Margaret Raspé, deutsche Künstlerin und Fotografin († 2023)
- 14. Juni: Swetlin Russew, bulgarischer Maler († 2018)
- 15. Juni: Thomas Lenk, deutscher Bildhauer († 2014)
- 15. Juni: Fouad Mebazaa, tunesischer Politiker († 2025)
- 16. Juni: George McCormick, US-amerikanischer Country-Musiker († 2018)
- 16. Juni: Willy Weber, Schweizer Bildhauer († 1998)
- 17. Juni: H. Guy Hunt, US-amerikanischer Politiker († 2009)
- 17. Juni: Maurice Stokes, US-amerikanischer Basketballspieler († 1970)
- 17. Juni: Roderick Paige, US-amerikanischer Bildungspolitiker
- 18. Juni: Tommy Hunt, US-amerikanischer Rhythm-and-Blues-Sänger († 2025)
- 18. Juni: Nossrat Peseschkian, iranisch-deutscher Neurologe, Psychiater und Mediziner († 2010)
- 19. Juni: Robin Hahn, kanadischer Vielseitigkeitsreiter († 2021)
- 19. Juni: Wiktor Iwanowitsch Pazajew, sowjetischer Kosmonaut († 1971)
- 19. Juni: Aen Sauerborn, deutsche Malerin, Bildhauerin und Objektkünstlerin († 2020)
- 20. Juni: Lorenz Niegel, deutscher Politiker und MdB († 2001)
- 20. Juni: Danny Aiello, US-amerikanischer Schauspieler († 2019)
- 21. Juni: John Cannon, kanadischer Automobilrennfahrer († 1999)
- 21. Juni: Ron Grable, US-amerikanischer Automobilrennfahrer († 2018)
- 21. Juni: Siegfried Lorenz, deutscher Hammerwerfer
- 22. Juni: Hans Werner Dannowski, deutscher evangelischer Theologe († 2016)
- 22. Juni: Libor Pešek, tschechischer Dirigent († 2022)
- 22. Juni: Dianne Feinstein, US-amerikanische Politikerin († 2023)
- 23. Juni: Hans-Joachim Scheel, deutscher Motorradrennfahrer und Arzt († 2015)
- 24. Juni: Fritz Auer, deutscher Architekt und Hochschullehrer
- 25. Juni: Álvaro Siza Vieira, portugiesischer Architekt
- 26. Juni: Claudio Abbado, italienischer Dirigent († 2014)
- 26. Juni: Enrique Arocena Olivera, uruguayischer Wirtschaftshistoriker
- 26. Juni: Peter Michel Ladiges, deutscher Hörspielregisseur († 2004)
- 26. Juni: Renato Pirocchi, italienischer Automobilrennfahrer († 2002)
- 29. Juni: John Bradshaw, US-amerikanischer katholischer Theologe, Philosoph, Psychologe, Psychotherapeut und Buchautor († 2016)
- 29. Juni: Peter Kafka, deutscher Physiker († 2000)
- 30. Juni: Derek Bentley, Opfer der britischen Justiz († 1953)
- 30. Juni: John Button, australischer Jurist und Politiker († 2008)

### Juli
- 01. Juli: Alfredo Rizzo, italienischer Leichtathlet († 2023)
- 02. Juli: David Lewin, US-amerikanischer Musiktheoretiker, Musikwissenschaftler, Pianist und Komponist († 2003)
- 03. Juli: Max Markgraf von Baden, deutscher Unternehmer und Chef des Hauses Baden († 2022)
- 03. Juli: Alexandar Fol, bulgarischer Historiker und Thrakologe († 2006)
- 04. Juli: Ursula Dirichs, deutsche Schauspielerin († 2022)
- 04. Juli: Józef Stompel, polnischer Pianist und Musikpädagoge
- 05. Juli: Michael Heltau, deutscher Schauspieler und Chansonnier
- 06. Juli: Henry Anglade, französischer Radrennfahrer († 2022)
- 06. Juli: Jean-Pierre Mocky, französischer Filmregisseur und Filmschauspieler († 2019)
- 07. Juli: Gerhard Ausborn, deutscher Maler († 2021)
- 07. Juli: Gerhard Franke, deutscher Fußballspieler († 1997)
- 07. Juli: Murray Halberg, neuseeländischer Leichtathlet († 2022)
- 07. Juli: Toon Brusselers, niederländischer Fußballspieler († 2005)
- 09. Juli: Manfred Andrae, deutscher Schauspieler, Synchronsprecher und Dokumentarfilmer († 2020)
- 09. Juli: Arnfrid Astel, deutscher Lyriker († 2018)
- 09. Juli: José Libertella, italienisch-französischer Bandoneonspieler, Komponist und Arrangeur († 2004)
- 09. Juli: Elem Klimow, russischer Filmregisseur († 2003)
- 09. Juli: Manfred Petersen, deutscher Schauspieler und Synchronsprecher († 2018)
- 09. Juli: Oliver Sacks, britisch-US-amerikanischer Neurologe und Autor populärwissenschaftlicher Bücher († 2015)
- 09. Juli: Hedrick Smith, US-amerikanischer Journalist, Fernsehproduzent und Sachbuchautor britischer Herkunft
- 10. Juli: Peter Jankowitsch, österreichischer Politiker und Diplomat
- 10. Juli: Jumpin’ Gene Simmons, US-amerikanischer Country-, Rockabilly- und Rock-’n’-Roll-Musiker († 2006)
- 11. Juli: György Czakó, ungarischer Eiskunstläufer († 2023)
- 11. Juli: Ernst Jacobi, deutscher Schauspieler († 2022)
- 11. Juli: Frank B. Kelso II., US-amerikanischer Marineoffizier († 2013)
- 13. Juli: Piero Manzoni, italienischer Künstler, gilt als Wegbereiter der Konzeptkunst († 1963)
- 14. Juli: Franz von Bayern, Oberhaupt des Hauses Wittelsbach
- 15. Juli: Julian Bream, britischer Gitarrist († 2020)
- 16. Juli: Gerd Hammes, deutscher Komponist und Posaunist
- 16. Juli: Heinz Dürr, deutscher Unternehmer und Manager († 2023)
- 17. Juli: Ben Riley, US-amerikanischer Jazz-Schlagzeuger († 2017)
- 18. Juli: Alicia Steimberg, argentinische Schriftstellerin und Übersetzerin († 2012)
- 18. Juli: Jean Yanne, französischer Schauspieler († 2003)
- 20. Juli: José Vicente Asuar, chilenischer Komponist († 2017)
- 20. Juli: Buddy Knox, US-amerikanischer Sänger und Songwriter († 1999)
- 20. Juli: Cormac McCarthy, US-amerikanischer Schriftsteller († 2023)
- 20. Juli: Herman-Hartmut Weyel, deutscher Kommunalpolitiker († 2021)
- 20. Juli: Rex Williams, englischer Snookerspieler und Weltmeister im English-Billiards
- 21. Juli: John Gardner, US-amerikanischer Schriftsteller und Übersetzer († 1982)
- 21. Juli: Brigitte Reimann, deutsche Schriftstellerin († 1973)
- 21. Juli: Hans-Henning von Sandrart, deutscher General († 2013)
- 22. Juli: Hugo Assmann, brasilianischer Theologe († 2008)
- 22. Juli: Mercedes Vostell, spanische Autorin († 2023)
- 23. Juli: Raimund Abraham, österreichisch-amerikanischer Architekt († 2010)
- 23. Juli: Richard Rogers, britischer Architekt († 2021)
- 24. Juli: John Aniston, griechisch-US-amerikanischer Film- und Theaterschauspieler († 2022)
- 25. Juli: Georgi Atanassow, bulgarischer Politiker († 2022)
- 27. Juli: Marlene Ahrens, chilenische Leichtathletin und Olympionikin († 2020)
- 27. Juli: Yüksel Arslan, türkisch-französischer Künstler († 2017)
- 27. Juli: Chris Lawrence, britischer Automobilrennfahrer und Rennwagenkonstrukteur († 2011)
- 28. Juli: Leo Feichtmeier, deutscher römisch-katholischer Priester und Umweltaktivist († 2025)
- 28. Juli: Yoshiki Hiki, japanischer Ruderer und Chirurg († 2022)
- 28. Juli: Günter Vogler, deutscher Historiker († 2025)
- 28. Juli: Sigrid Wegner-Korfes, deutsche Historikerin († 2004)
- 29. Juli: Erich Ahrendt, deutscher Speerwerfer († 2009)
- 29. Juli: Osvaldo Cochrane Filho, brasilianischer Wasserballspieler († 2020)
- 30. Juli: Irene Ruttmann, deutsche Schriftstellerin
- 31. Juli: Cees Nooteboom, niederländischer Schriftsteller

### August
- 01. August: Sheldon Adelson, US-amerikanischer Unternehmer († 2021)
- 01. August: Gilles Boizard, französischer Komponist († 1987)
- 01. August: Dom DeLuise, US-amerikanischer Schauspieler († 2009)
- 03. August: Philippe Bonzon, Schweizer Schriftsteller
- 04. August: Lothar Knörzer, deutscher Leichtathlet
- 04. August: Sonny Simmons, US-amerikanischer Jazzmusiker († 2021)
- 05. August: Leonore Auerbach, deutsche Politikerin
- 05. August: Erna Waßmer, bayerische Volksschauspielerin († 2016)
- 06. August: Ulrich Biesinger, deutscher Fußballspieler († 2011)
- 06. August: Suchinda Kraprayoon, Premierminister von Thailand († 2025)
- 07. August: Elinor Ostrom, US-amerikanische Politikwissenschaftlerin und Nobelpreisträgerin († 2012)
- 07. August: Friedhelm Ptok, deutscher Schauspieler und Synchronsprecher
- 08. August: Myriam Sarachik, US-amerikanische Physikerin († 2021)
- 09. August: Dorothy Iannone, US-amerikanische Künstlerin († 2022)
- 10. August: Doyle Brunson, US-amerikanischer Pokerspieler († 2023)
- 10. August: Bill Nieder, US-amerikanischer Leichtathlet († 2022)
- 11. August: Erich Bitter, deutscher Automobildesigner, Rad- und Automobilrennfahrer († 2023)
- 11. August: Tamás Vásáry, ungarischer Pianist und Musikpädagoge
- 12. August: Anita Gradin, schwedische Politikerin († 2022)
- 12. August: Sarah Schumann, deutsche Malerin († 2019)
- 13. August: Bob Attersley, kanadischer Politiker und Eishockeyspieler († 2010)
- 16. August: Reiner Kunze, deutscher Schriftsteller
- 16. August: Reiulf Steen, norwegischer Politiker († 2014)
- 17. August: Nando Angelini, italienischer Schauspieler († 2025)
- 17. August: Gerhard Commichau, deutscher Rechtsanwalt († 2019)
- 17. August: Tom Courtney, US-amerikanischer Mittelstreckenläufer und Olympiasieger († 2023)
- 17. August: Bruce Flick, australischer Basketballspieler († 2021)
- 17. August: Gene Kranz, NASA-Flugdirektor für das Gemini- und Apollo-Programm
- 18. August: Waltraud Ahrndt, deutsche Schriftstellerin und Übersetzerin († 1999)
- 18. August: Kurt Diwok, deutscher Mediziner und Hochschullehrer († 2015)
- 18. August: Just Fontaine, französischer Fußballspieler († 2023)
- 18. August: Roman Polański, polnischer Filmregisseur und Schauspieler
- 18. August: Franz Buggle, deutscher Psychologe und Religionskritiker († 2011)
- 19. August: Debra Paget, US-amerikanische Schauspielerin
- 20. August: Isabel Ercilla Avellán de Neefe, argentinische Leichtathletin († 2010)
- 21. August: Janet Baker, englische Mezzo-Sopranistin
- 21. August: Zbigniew Bujarski, polnischer Komponist († 2018)
- 21. August: Michael Dacher, deutscher Bergsteiger († 1994)
- 22. August: Michael von Albrecht, klassischer Philologe
- 22. August: Sylva Koscina, italienische Schauspielerin jugoslawischer Herkunft († 1994)
- 22. August: Mike McKee, britischer Automobilrennfahrer und Galerist
- 22. August: Irmtraud Morgner, deutsche Schriftstellerin († 1990)
- 23. August: Manfred Donike, deutscher Radsportler und Chemiker († 1995)
- 23. August: Robert F. Curl, US-amerikanischer Chemiker († 2022)
- 23. August: Pete Wilson, US-amerikanischer Politiker
- 24. August: Rupert Ludwig Ferdinand zu Loewenstein-Wertheim-Freudenberg, deutsch-britischer Bankier und Finanzmanager der Rolling Stones († 2014)
- 25. August: Franco Angioni, italienischer General und Politiker
- 25. August: Roberto De Simone, italienischer Komponist, Theatermann, Autor († 2025)
- 25. August: Henry Kolowrat, US-amerikanischer Fechter († 2021)
- 25. August: Wayne Shorter, US-amerikanischer Jazz-Saxophonist und -Komponist († 2023)
- 26. August: Rainer Erler, deutscher Autor, Regisseur und Filmproduzent († 2023)
- 26. August: Ida Gotkovsky, französische Komponistin und Pianistin
- 27. August: Kerstin Ekman, schwedische Schriftstellerin
- 29. August: Alan Stacey, englischer Automobilrennfahrer († 1960)
- 29. August: Arnold Koller, Schweizer Politiker (CVP)
- 30. August: Don Getty, kanadischer Politiker und American-Football-Spieler († 2016)
- 31. August: Josef Tietzen, deutscher Fotograf († 2019)
- 31. August: Kirsten Walther, dänische Schauspielerin († 1987)

### September
- 01. September: Marshall Lytle, US-amerikanischer Musiker († 2013)
- 01. September: Conway Twitty, US-amerikanischer Sänger († 1993)
- 02. September: Mathieu Kérékou, Präsident von Benin († 2015)
- 03. September: Roland Kayn, deutscher Komponist († 2011)
- 05. September: Egil Bjerklund, norwegischer Eishockeyspieler († 2022)
- 05. September: Francisco Javier Errázuriz Ossa, chilenischer Erzbischof, römisch-katholischer Kardinal
- 06. September: Buzz Busby, US-amerikanischer Rockabilly- und Bluegrass-Musiker († 2003)
- 06. September: Gita Hall, schwedisch-US-amerikanisches Model und Schauspielerin († 2016)
- 08. September: Carrozzeria Sibona-Basano, italienischer Karosseriebauer und Automobildesigner
- 08. September: Asha Bhosle, indische Playbacksängerin
- 08. September: Lea Foli, kanadischer Geiger und Musikpädagoge († 2024)
- 08. September: Michael Frayn, englischer Schriftsteller
- 08. September: Bob Garretson, US-amerikanischer Automobilrennfahrer und Rennstallbesitzer († 2025)
- 08. September: Wolfgang Rüfner, deutscher Rechtswissenschaftler († 2025)
- 08. September: Eric Salzman, US-amerikanischer Komponist († 2017)
- 09. September: Anna Arfelli Galli, italienische Medizinerin und Psychologin († 2019)
- 10. September: Hanna Aroni, israelische Sängerin
- 10. September: Jewgeni Wassiljewitsch Chrunow, sowjetischer Kosmonaut († 2000)
- 10. September: Karl Lagerfeld, deutscher Modeschöpfer († 2019)
- 11. September: Nicola Pietrangeli, italienischer Tennisspieler
- 12. September: Jewel Akens, US-amerikanischer Sänger († 2013)
- 13. September: Rolf Benz, deutscher Unternehmer († 2025)
- 14. September: Vinicio Franco, dominikanischer Sänger († 2020)
- 14. September: Beppo Mauhart, österreichischer Industrieller († 2017)
- 15. September: Rafael Frühbeck de Burgos, spanischer Dirigent († 2014)
- 15. September: Henry Darrow, US-amerikanischer Schauspieler († 2021)
- 15. September: Petra Schürmann, deutsche Fernsehmoderatorin und Schauspielerin († 2010)
- 16. September: Georges Héligoin, französischer Automobilrennfahrer
- 16. September: Stephanie Shirley, britische Unternehmerin und Philanthropin (✡ 2025)
- 17. September: Pat Crowley, US-amerikanische Schauspielerin
- 17. September: Ligia Gargallo, chilenische pharmazeutische Chemikerin
- 17. September: Chuck Grassley, US-amerikanischer Politiker
- 18. September: Bob Bennett, US-amerikanischer Politiker († 2016)
- 18. September: Scotty Bowman, kanadischer Eishockeytrainer
- 18. September: Manfred Niehaus, deutscher Komponist, Bratschist und Dirigent († 2013)
- 18. September: Jimmie Rodgers, US-amerikanischer Popmusik-Sänger († 2021)
- 19. September: Gilles Archambault, kanadischer Schriftsteller
- 19. September: David McCallum, britischer Schauspieler und Musiker († 2023)
- 20. September: Mitsuo Hama, japanischer Schriftsteller und Jugendbuchautor († 2011)
- 20. September: Walentin Iwanowitsch Morkowkin, sowjetischer Ruderer († 1999)
- 20. September: Wilfriede Otto, deutsche Historikerin und Publizistin († 2015)
- 21. September: Lona Rietschel, deutsche Comiczeichnerin († 2017)
- 22. September: Jesco von Puttkamer, deutscher Wissenschaftler und Buchautor († 2012)
- 23. September: Lina Medina, Peruanerin, die im Alter von fünf Jahren ihren ersten Sohn gebar
- 23. September: Ralph Miller, US-amerikanischer Skirennläufer († 2021)
- 25. September: Maxl Graf, deutscher Schauspieler und Sänger der volkstümlichen Musik († 1996)
- 25. September: Ian Tyson, kanadischer Country- und Folk-Sänger († 2022)
- 25. September: Hubie Brown, US-amerikanischer Basketballtrainer
- 25. September: Erik Darling, US-amerikanischer Sänger und Musiker († 2008)
- 26. September: Heinrich Aebli, Schweizer Politiker
- 26. September: Rudolf Scholz, österreichischer Organist und Musikpädagoge († 2012)
- 27. September: Alfred Nemeczek, deutscher Kunstjournalist († 2016)
- 27. September: Kathleen Nolan, US-amerikanische Schauspielerin
- 27. September: Will Sampson, US-amerikanischer Schauspieler († 1987)
- 28. September: Madeleine M. Kunin, US-amerikanische Politikerin
- 29. September: Samora Machel, Staatspräsident von Mosambik († 1986)
- 30. September: Helmuth Gsöllpointner, österreichischer Plastiker († 2025)
- 30. September: Cissy Houston, US-amerikanische Gospel- und Soul-Sängerin († 2024)
- 30. September: Michael Parenti, US-amerikanischer Politologe und Historiker
- 30. September: Don Willis, US-amerikanischer Rockabilly-Musiker († 2006)

### Oktober
- 01. Oktober: Pozzi Escot, US-amerikanische Komponistin
- 02. Oktober: Ernesto Melo Antunes, portugiesischer Offizier († 1999)
- 02. Oktober: Ulrich Gleichmann, deutscher Kardiologe
- 02. Oktober: John Gurdon, britischer Entwicklungsbiologe und Nobelpreisträger
- 02. Oktober: Michel Plasson, französischer Dirigent
- 02. Oktober: Giuliano Sarti, italienischer Fußballspieler († 2017)
- 03. Oktober: Neale Fraser, australischer Tennisspieler († 2024)
- 05. Oktober: Billy Lee Riley, US-amerikanischer Musiker und Sänger († 2009)
- 06. Oktober: Winfried Baer, deutscher Kunsthistoriker († 2011)
- 06. Oktober: Louis Begley, US-amerikanischer Schriftsteller
- 06. Oktober: Horst Bingel, deutscher Schriftsteller, Lyriker und Grafiker († 2008)
- 07. Oktober: Jerry H. Bilik, US-amerikanischer Komponist und Hochschullehrer
- 07. Oktober: Arthur Blank, Schweizer Automobilrennfahrer († 2005)
- 07. Oktober: Gilbert Chapron, französischer Boxer († 2016)
- 07. Oktober: Josef Raulf, deutscher Kommunalpolitiker († 1993)
- 08. Oktober: Michael Korda, britischer Schriftsteller und Verleger
- 08. Oktober: Maurice Altenbach, Schweizer Musikpädagoge, Komponist und Cellist († 2005)
- 09. Oktober: Joe Ashton, britischer Politiker († 2020)
- 09. Oktober: Johann Auernhammer, deutscher Fußballspieler († 2002)
- 09. Oktober: Frithjof Aurich, deutscher Physikochemiker († 2013)
- 09. Oktober: Aloys Coppenrath, deutscher Kaufmann und Unternehmer († 2013)
- 09. Oktober: Peter Mansfield, britischer Physiker und Nobelpreisträger († 2017)
- 10. Oktober: Leonid Bartenjew, sowjetischer Leichtathlet († 2021)
- 12. Oktober: Klaus Frühauf, deutscher Science-Fiction-Autor († 2005)
- 12. Oktober: Guido Molinari, kanadischer Maler und Grafiker († 2004)
- 12. Oktober: Mike Salmon, britischer Automobilrennfahrer († 2016)
- 12. Oktober: Günter Zehm, deutscher Publizist und Philosoph († 2019)
- 13. Oktober: Thomas Henry Bingham, britischer Jurist, Lord Chief Justice of England and Wales (1996–2000) († 2010)
- 14. Oktober: Wilfried Dietrich, deutscher Ringer († 1992)
- 15. Oktober: Harry Ott, Botschafter der DDR, Vertreter bei der UN und stellvertretender Außenminister († 2005)
- 15. Oktober: Leonard Peikoff, amerikanischer Philosoph
- 17. Oktober: William Anders, US-amerikanischer Luftwaffenoffizier und Astronaut († 2024)
- 17. Oktober: Sœur Sourire, belgische Ordensschwester und Chansonnière († 1985)
- 17. Oktober: Campbell Trowsdale, kanadischer Geiger und Musikpädagoge
- 18. Oktober: Jacques Charpentier, französischer Komponist und Organist († 2017)
- 18. Oktober: Ludovico Scarfiotti, italienischer Automobilrennfahrer († 1968)
- 19. Oktober: Geraldo Majella Agnelo, Erzbischof von San Salvador da Bahia und Kardinal († 2023)
- 19. Oktober: Alfons Stemmer, deutscher Fußballspieler († 1985)
- 20. Oktober: Barrie Chase, US-amerikanische Schauspielerin und Tänzerin
- 20. Oktober: Terence Davies, australischer Ruderer († 2022)
- 20. Oktober: Hilda Herrera, argentinische Pianistin, Komponistin und Musikpädagogin
- 21. Oktober: Francisco Gento, spanischer Fußballspieler († 2022)
- 24. Oktober: Earl Anderza, US-amerikanischer Altsaxophonist († 1982)
- 24. Oktober: Joram Aridor, israelischer Politiker
- 24. Oktober: Norman Rush, US-amerikanischer Autor
- 24. Oktober: Rainer Stadelmann, deutscher Ägyptologe († 2019)
- 24. Oktober: Jun’ichi Watanabe, japanischer Schriftsteller († 2014)
- 25. Oktober: Eberhard Esche, deutscher Schauspieler († 2006)
- 25. Oktober: Wiktor Arsenjewitsch Kapitonow, russischer Radsportler († 2005)
- 26. Oktober: Crescencio Gutiérrez, mexikanischer Fußballspieler († 2025)
- 27. Oktober: Floyd Cramer, US-amerikanischer Pianist und Komponist, Vertreter der Country-Musik († 1997)
- 28. Oktober: Garrincha, brasilianischer Fußballspieler († 1983)
- 28. Oktober: Katharina Zimmermann, Schweizer Schriftstellerin († 2022)
- 29. Oktober: John Andrews, australisch-kanadischer Architekt († 2022)
- 30. Oktober: Johanna von Koczian, deutsche Schauspielerin  († 2024)
- 31. Oktober: Dieter Pröttel, deutscher Fernsehshow- und Filmregisseur († 2022)
- 31. Oktober: Sante Ranucci, italienischer Radrennfahrer († 2023)
- 31. Oktober: Nariman Sadiq, letzte ägyptische Königin († 2005)

### November
- 01. November: Francesco De Leonibus, italienischer Automobilrennfahrer († 2005)
- 01. November: Helmut Moritz, österreichischer Geodät († 2022)
- 01. November: Huub Oosterhuis, niederländischer Theologe und Dichter († 2023)
- 02. November: Eberhard Ackermann, deutscher Ökonom
- 03. November: John Barry, britischer Filmkomponist († 2011)
- 03. November: Ken Berry,  US-amerikanischer Schauspieler († 2018)
- 03. November: Michael Dukakis, US-amerikanischer Politiker
- 03. November: Amartya Sen, indischer Wirtschaftswissenschaftler, Nobelpreisträger
- 03. November: Mildred McDaniel, US-amerikanische Hochspringerin und Olympiasiegerin († 2004)
- 03. November: Louis Wade Sullivan, US-amerikanischer Politiker
- 04. November: Sieghard Brandstäter, deutscher Ingenieur und Hochschullehrer († 1997)
- 04. November: Volker Kühn, deutscher Regisseur und Autor († 2015)
- 04. November: Chukwuemeka Odumegwu Ojukwu, nigerianischer Offizier und Politiker († 2011)
- 05. November: Hans Amler, deutscher Politiker († 2022)
- 05. November: Donald McDonnell, australischer Boxer († 2021)
- 06. November: Else Ackermann, deutsche Pharmakologin, Hochschullehrerin und Politikerin († 2019)
- 06. November: Knut Johannesen, norwegischer Eisschnellläufer
- 06. November: Isawa Taka, japanischer Schriftsteller († 1997)
- 07. November: Jackie Joseph, US-amerikanische Schauspielerin
- 08. November: Peter Arundell, britischer Automobilrennfahrer († 2009)
- 08. November: Lothar Fischer, deutscher Bildhauer († 2004)
- 08. November: Werner Golz, deutscher Schachspieler und -journalist († 1974)
- 09. November: Lucian Pintilie, rumänischer Regisseur, Schauspieler und Drehbuchautor († 2018)
- 10. November: Gerti Gordon, österreichische Schauspielerin († 2016)
- 10. November: Bobby Rush, US-amerikanischer Blues-Musiker
- 11. November: Edgar Bessen, deutscher Schauspieler († 2012)
- 11. November: Martino Finotto, italienischer Automobilrennfahrer († 2014)
- 11. November: Jerzy Grotowski, polnischer Regisseur und Theatertheoretiker († 1999)
- 11. November: Miriam Tlali, südafrikanische Schriftstellerin († 2017)
- 11. November: Hans Uhlmann, Schweizer Politiker
- 11. November: Gerd Wolf, deutscher Physiker
- 12. November: Bruno Sacco, deutsch-italienischer Konstrukteur und Designer († 2024)
- 12. November: Wolfgang Schlüter, deutscher Jazzmusiker († 2018)
- 13. November: Karl-Otto Alberty, deutscher Schauspieler († 2015)
- 13. November: Peter Härtling, deutscher Schriftsteller († 2017)
- 13. November: Hermann Ilaender, deutscher Politiker, Verwaltungsbeamter und Verbandsfunktionär († 2021)
- 14. November: Fred Haise, US-amerikanischer Astronaut
- 16. November: Lee Burswold, US-amerikanischer Komponist, Pianist und Musikpädagoge († 2017)
- 18. November: Charlotte Moorman, US-amerikanische Musikerin († 1991)
- 18. November: Mario Vallotto, italienischer Radrennfahrer († 1966)
- 19. November: Siegfried Behrend, deutscher Gitarrist und Komponist († 1990)
- 19. November: Larry King, US-amerikanischer Journalist († 2021)
- 19. November: Ton Veerkamp, niederländischer katholischer Theologe, evangelischer Studentenpfarrer und Autor († 2022)
- 20. November: Hermann von Richthofen, deutscher Diplomat († 2021)
- 20. November: Eitelfriedrich Thom, deutscher Dirigent und Musikwissenschaftler († 1993)
- 20. November: Per Wästberg, schwedischer Schriftsteller
- 22. November: Klaus Dörner, deutscher Psychiater und Psychiatriehistoriker († 2022)
- 23. November: Clémence DesRochers, kanadische Schauspielerin, Singer-Songwriter und Schriftstellerin
- 23. November: Kurt Falk, Zeitungsherausgeber († 2005)
- 23. November: Krzysztof Penderecki, polnischer Komponist († 2020)
- 23. November: Gerhard Roth, deutscher Politiker
- 24. November: Jürgen Abeler, deutscher Kunstsammler, Uhrmachermeister, Goldschmied und Gemmologe († 2010)
- 24. November: Gerhard Jakob, deutscher Weihbischof († 1998)
- 24. November: Milt Minter, US-amerikanischer Automobilrennfahrer († 2004)
- 24. November: Gertraude Nath-Krüger, deutsche Malerin und Grafikerin († 2016)
- 25. November: Alan Arnell, englischer Fußballspieler († 2013)
- 25. November: Kathryn Grant, US-amerikanische Schauspielerin († 2024)
- 25. November: Jürgen Kromphardt, deutscher Wirtschaftsweiser
- 25. November: George Riashi, libanesischer Erzbischof von Tripoli († 2012)
- 25. November: Augie Pabst, US-amerikanischer Automobilrennfahrer († 2024)
- 25. November: Jean Vinatier, französischer Automobilrennfahrer
- 25. November: Erich Zakowski, deutscher Kfz-Mechaniker und Eigentümer eines Rennteams († 2023)
- 26. November: Ella Zeller-Constantinescu, rumänische Tischtennisspielerin († 2025)
- 27. November: Klaus Höpcke, deutscher Politiker († 2023)
- 27. November: Gordon S. Wood, US-amerikanischer Historiker
- 28. November: Hope Lange, US-amerikanische Schauspielerin († 2003)
- 28. November: Ockert van Greunen, südafrikanischer Moderner Fünfkämpfer († 1987)
- 29. November: Horst Assmy, deutscher Fußballspieler († 1972)
- 29. November: John Mayall, britischer Musiker († 2024)
- 30. November: Warren Munson, US-amerikanischer Schauspieler

### Dezember
- 01. Dezember: Horst Eylmann, deutscher Politiker († 2014)
- 01. Dezember: Jimmy Lyons, US-amerikanischer Jazzsaxophonist († 1986)
- 01. Dezember: Lou Rawls, US-amerikanischer Jazz- und Soulsänger († 2006)
- 01. Dezember: James Wolfensohn, neunter Präsident der Weltbank († 2020)
- 02. Dezember: Gotthold Hasenhüttl, Priester, Kirchenkritiker
- 02. Dezember: Mike Larrabee, US-amerikanischer Sprinter und Olympiasieger († 2003)
- 03. Dezember: Paul J. Crutzen, niederländischer Meteorologe, Nobelpreisträger († 2021)
- 04. Dezember: Horst Buchholz, deutscher Schauspieler († 2003)
- 04. Dezember: Wink Martindale, US-amerikanischer Fernsehmoderator († 2025)
- 05. Dezember: Bernard van Beurden, niederländischer Komponist und Musiker († 2016)
- 06. Dezember: Henryk Mikołaj Górecki, polnischer Komponist († 2010)
- 06. Dezember: Hilmar Selle, deutscher Politiker († 2007)
- 08. Dezember: Paul Ewe, deutscher Fußballspieler († 2021)
- 08. Dezember: Eberhard Lochmann, deutscher Brigadegeneral († 2020)
- 10. Dezember: Karimat El-Sayed, ägyptische Physikerin († 2016)
- 10. Dezember: Makoto Iwamatsu, japanisch-US-amerikanischer Schauspieler († 2006)
- 10. Dezember: Larry Morris, US-amerikanischer American-Football-Spieler († 2012)
- 10. Dezember: William Armstrong Percy, US-amerikanischer Historiker († 2022)
- 11. Dezember: Tito Arecchi, italienischer Physiker († 2021)
- 11. Dezember: Wilhelm Höynck, deutscher Diplomat († 2025)
- 12. Dezember: Fabio De Agostini, Schweizer Dramatiker, Filmregisseur und Dokumentarfilmer
- 12. Dezember: Manu Dibango, kamerunischer Saxophonist, Vibraphonist und Pianist († 2020)
- 12. Dezember: Christa Stubnick, deutsche Leichtathletin und Olympionikin († 2021)
- 13. Dezember: Lou Adler, US-amerikanischer Produzent, Manager und Geschäftsführer
- 13. Dezember: Borah Bergman, US-amerikanischer Jazzpianist († 2012)
- 13. Dezember: Paul Bracq, französischer Automobildesigner
- 13. Dezember: Eva Vent, deutsche Malerin
- 14. Dezember: Hans Jürgen Sonnenberger, deutscher Rechtswissenschaftler
- 14. Dezember: Leo Wright, US-amerikanischer Jazz-Klarinettist († 1991)
- 15. Dezember: Gregor III. Laham, Patriarch von Antiochia
- 15. Dezember: Donald Woods, südafrikanischer Jurist und Journalist († 2001)
- 16. Dezember: Johnny Hammond Smith, US-amerikanischer Jazzmusiker († 1997)
- 17. Dezember: Walter Buczynski, kanadischer Pianist, Komponist und Musikpädagoge
- 17. Dezember: Marilyn Eastman, US-amerikanische Schauspielerin († 2021)
- 17. Dezember: Gert Selle, deutscher Kunstpädagoge († 2025)
- 17. Dezember: Mariana Weissmann, argentinische Physikerin
- 18. Dezember: Allen J. Bard, US-amerikanischer Chemike5r († 2024)
- 18. Dezember: Lonnie Brooks, US-amerikanischer Blues-Gitarrist († 2017)
- 18. Dezember: Hartmut Stegemann, deutscher Theologe († 2005)
- 19. Dezember: Antoni Tołkaczewski, polnischer Schwimmer († 2021)
- 20. Dezember: Jean Carnahan, US-amerikanische Politikerin († 2024)
- 20. Dezember: Rik Van Looy, belgischer Radrennfahrer († 2024)
- 22. Dezember: Abel Pacheco, Politiker in Costa Rica
- 23. Dezember: Akihito, Tenno von Japan
- 24. Dezember: Renée Colliard, Schweizer Skirennfahrerin († 2022)
- 25. Dezember: Joachim Meisner, deutscher Geistlicher, Erzbischof des Erzbistums Köln († 2017)
- 25. Dezember: Walter Oberste, deutscher Sprinter
- 25. Dezember: Phan Văn Khải, vietnamesischer Politiker († 2018)
- 26. Dezember: Maurizio Arena, italienischer Schauspieler († 1979)
- 26. Dezember: Billy Bean, US-amerikanischer Jazz-Gitarrist († 2012)
- 26. Dezember: Joe Rosenblatt, kanadischer Dichter, Schriftsteller und Maler († 2019)
- 27. Dezember: Gianni Amico, italienischer Dokumentarfilmregisseur, Filmregisseur, Drehbuchautor und Kulturschaffender († 1990)
- 27. Dezember: Amanullah Parsa, afghanischer Künstler und Professor für Kunst
- 27. Dezember: Mahmoud Zakzouk, ägyptischer Theologe († 2020)
- 28. Dezember: Ehrenfried Boege, deutscher Brigadegeneral des Heeres der Bundeswehr
- 28. Dezember: Peter Dade, deutscher Brigadegeneral der Reserve und Leiter der Feldpost der Bundeswehr
- 28. Dezember: Franz Rutzen, deutscher Verleger
- 31. Dezember: Chryssa, griechisch-US-amerikanische Künstlerin († 2013)
- 31. Dezember: Elisa Gabbai, israelische Sängerin († 2010)

### Genaues Geburtsdatum unbekannt
- Isaac Kobina Abban, ghanaischer Jurist († 2001)
- Klaus Abramowsky, deutscher Schauspieler und Synchronsprecher († 1998)
- Abdallah ibn Husain al-Ahmar, jemenitischer Politiker und Stammesführer († 2007)
- Abdullah Ibn Jibreen, islamischer Religionsgelehrter († 2009)
- Hüseyin Akbaş, türkischer Ringer († 1989)
- Eugene Avon Anderson, US-amerikanischer Wrestler († 1991)
- Gabriele Andreae, deutsche Germanistin und Schriftstellerin
- Barbara Antkowiak, deutsche Slawistin, Literaturübersetzerin und Lektorin († 2004)
- Klaus Barner, deutscher Schauspieler und Hörspielsprecher († 2022)
- Nelly Ben-Or, polnisch-jüdische Pianistin und Musikpädagogin
- Pedro Ignacio Calderón, argentinischer Dirigent
- Oscar González-Ferrán, chilenischer Vulkanologe († 2014)
- Helmut Hallmeier, deutscher Motorradrennfahrer († 1976)
- Edith Kellnhauser, deutsche Pflegewissenschaftlerin († 2019)
- Kim Il-ch’ŏl, nordkoreanischer Militär und Politiker († 2023)
- Matsushita Mitsuo, japanischer Jurist, Hochschullehrer und Mitglied am WTO Appellate Body
- Ralph Rensen, britischer Motorradrennfahrer († 1961)
- Pepi Scherfler, österreichischer Musiker, Arrangeur und Komponist († 2010)
- Raymond Wentworth, US-amerikanischer Sänger und Komponist
- Lutz Wilde, deutscher Kunsthistoriker und Denkmalpfleger
- Inge Wucyna, deutsche Spionin

## Gestorben

### Januar/Februar
- 03. Januar: Frederick S. Armitage, US-amerikanischer Kameramann, Regisseur und Filmproduzent (* 1874)
- 03. Januar: Gabriel Anton, österreichischer Neurologe und Psychiater (* 1858)
- 05. Januar: Calvin Coolidge, US-Vizepräsident und 30. Präsident der USA (* 1872)

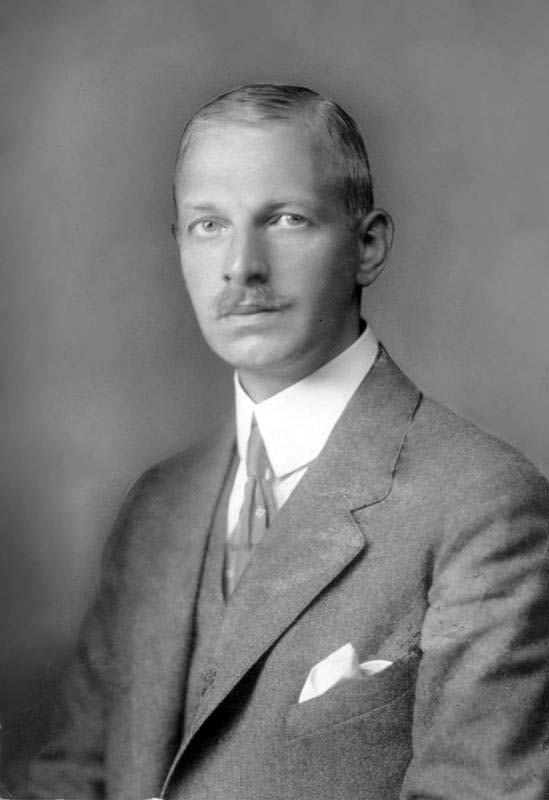
Wilhelm Cuno

- 03. Januar: Wilhelm Cuno, deutscher Reichskanzler (* 1876)
- 05. Januar: Barry Conners, US-amerikanischer Schauspieler, Dramatiker und Drehbuchautor (* 1883)
- 05. Januar: Johannes Poggenburg, deutscher Bischof (* 1862)
- 07. Januar: Guy D. Goff, US-amerikanischer Politiker (* 1866)
- 08. Januar: Benjamin Jan Kouwer, niederländischer Gynäkologe (* 1861)
- 08. Januar: Benton McMillin, US-amerikanischer Politiker (* 1845)
- 09. Januar: Kate Gleason, US-amerikanische Ingenieurin und Erfinderin des Fertighauses (* 1865)
- 09. Januar: Daphne Jessie Akhurst, australische Tennisspielerin (* 1903)
- 09. Januar: Giuseppe Terrabugio, italienischer Organist, Komponist und Kirchenmusiker (* 1842)
- 14. Januar: Aenne Biermann, deutsche Fotografin (* 1898)
- 15. Januar: Eugen Robert Weiss, deutscher Kammersänger & Akademieprofessor (* 1863)
- 16. Januar: Lee Cruce, US-amerikanischer Politiker (* 1863)
- 17. Januar: Louis Comfort Tiffany, Maler und Glaskünstler des Jugendstil (* 1848)
- 22. Januar: Else Sohn-Rethel, deutsche Malerin und Sängerin (* 1853)
- 23. Januar: Apollinari Michailowitsch Wasnezow, russischer Maler (* 1856)
- 25. Januar: Honoré Vaillancourt, kanadischer Sänger (Bariton) (* 1892)
- 29. Januar: Carl von Bergen, deutscher Maler (* 1853)
- 29. Januar: Theodor Engel, Theologe und Geologe und Paläontologe (* 1842)
- 31. Januar: John Galsworthy, britischer Schriftsteller (* 1867)
- 31. Januar: Rodolfo Tartini, Schweizer römisch-katholischer Geistlicher (* 1855)
- 03. Februar: Camille Royer, französischer Automobilrennfahrer (* 1897)
- 07. Februar: Albert Apponyi von Nagy-Apponyi, ungarischer Aristokrat und Politiker (* 1846)
- 10. Februar: Carl Heinrich Becker, deutscher Politiker, preußischer Kultusminister (* 1876)
- 10. Februar: Erastus J. Turner, US-amerikanischer Politiker (* 1846)
- 11. Februar: Jean Paul Ertel, deutscher Komponist (* 1865)
- 12. Februar: William Robertson, Chef des Imperialen Generalstabs und britischer Feldmarschall (* 1860)
- 14. Februar: Joseph Peter Audebert, deutscher Naturforscher und Ethnologe (* 1848)
- 14. Februar: Otto Galama Houtrouw, reformierter Theologe und Heimatforscher (* 1838)
- 15. Februar: José Dolores Alfonseca, dominikanischer Politiker (* 1878)
- 16. Februar: Godfrey G. Goodwin, US-amerikanischer Politiker (* 1873)
- 18. Februar: Franz Amecke, deutscher Pfarrer (* 1861)
- 24. Februar: Johannes Meisenheimer, deutscher Zoologe (* 1873)
- 25. Februar: Jules Andrade, französischer Mathematiker, Physiker und Uhrmacher (* 1857)
- 25. Februar: Jacques Perl, deutscher Chemiker und Unternehmer (* 1861)
- 26. Februar: Frank Spottiswoode Aitken, britisch-amerikanischer Schauspieler (* 1868)
- 26. Februar: Felix Auerbach, deutscher Physiker (* 1856)
- 26. Februar: Thomas Watt Gregory, US-amerikanischer Politiker (* 1861)
- 26. Februar: Traugott Leuckart von Weißdorf, sächsischer General der Kavallerie (* 1857)
- 28. Februar: Lilla Cabot Perry, US-amerikanische Malerin (* 1848)

### März/April
- 01. März: Bruno Arnold, deutscher Fotograf (* 1884)
- 02. März: Francis Alexander Anglin, kanadischer Richter (* 1865)
- 02. März: Thomas J. Walsh, US-amerikanischer Politiker (* 1859)
- 04. März: Juan Francisco González, chilenischer Maler (* 1853)
- 04. März: Blind Willie Walker, US-amerikanischer Blues-Gitarrist und Sänger (* 1896)
- 09. März: Aladár Aujeszky, ungarischer Veterinärpathologe und Mikrobiologe (* 1869)
- 10. März: Cecil Hamilton Armitage, britischer Gouverneur (* 1869)
- 10. März: Manfred Kyber, deutscher Schriftsteller (* 1880)
- 10. März: Sayyid Ahmed asch-Sharif ibn Muhammad asch-Sharif ibn Muhammad ibn Ali as Senussi, Anführer des libyschen Sanussiya-Ordens (* 1873)
- 14. März: Anny Ahlers, deutsche Sängerin und Schauspielerin (* 1902)
- 15. März: John Quincy Adams, österreichischer Maler (* 1873)
- 16. März: Alfréd Haar, ungarischer Mathematiker (* 1885)
- 18. März: Dawid Alexandrowitsch Aitow, russischer Kartograf und Revolutionär (* 1854)
- 20. März: Jefferson De Angelis, US-amerikanischer Schauspieler und Sänger (* 1859)
- 24. März: Erik Jan Hanussen, österreichischer „Hellseher“ (* 1889)
- 30. März: Tito Ricordi, italienischer Musikverleger (* 1865)
- 30. März: Georg Steinhausen, deutscher Bibliothekar und Kulturwissenschaftler (* 1866)
- 31. März: Paul Nikolaus, deutscher Conférencier, Kabarettist, Dichter und Bühnenautor (* 1894)
- 01. April: Charles Philippe Théodore Andler, französischer Germanist und Professor (* 1866)
- 02. April: Gaétan de Knyff, belgischer Automobilrennfahrer (* 1871)
- 04. April: Libero Andreotti, italienischer Bildhauer (* 1875)
- 04. April: Otto Renois, deutscher Kommunist und Widerstandskämpfer (* 1892)
- 05. April: Earl Derr Biggers, US-amerikanischer Schriftsteller (* 1884)
- 05. April: Harald Friedrich, deutscher Maler (* 1858)
- 05. April: Georg Hieronymus Roderich Stintzing, deutscher Mediziner (* 1854)

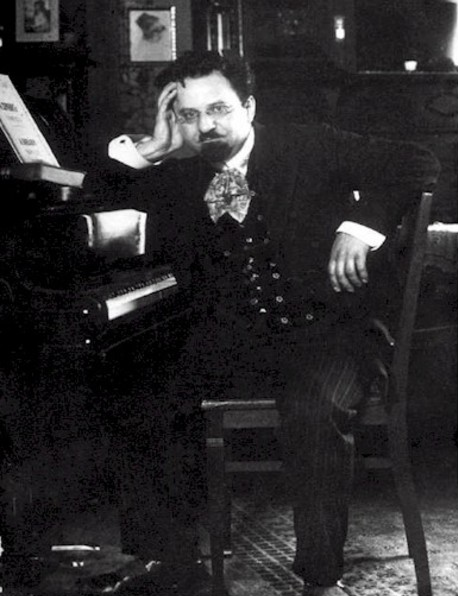
Sigfrid Karg-Elert

- 09. April: Sigfrid Karg-Elert, deutscher Komponist und Musiktheoretiker (* 1877)
- 12. April: Adelbert Ames, US-amerikanischer General (* 1835)
- 12. April: Lola Artot de Padilla, französisch-spanische Sopranistin (* 1876)
- 12. April: Andreas Blunck, deutscher Jurist und Politiker (* 1871)
- 15. April: Guido Adolf Georg Dietlof von Arnim-Boitzenburg, preußischer Politiker (* 1867)
- 17. April: Harriet Brooks, kanadische Atomphysikerin (* 1876)
- 18. April: Albrecht von Graefe, deutscher Politiker (* 1868)
- 19. April: Adolf Stoltze, deutscher Journalist und Lokaldichter (* 1842)
- 20. April: Friedrich Wilhelm zu Ysenburg und Büdingen, deutscher Standesherr (* 1850)
- 22. April: Henry Royce, britischer Industrieller und Techniker (* 1863)
- 24. April: Felix Adler, deutschamerikanischer Philosoph (* 1851)

Anna Blos

- 27. April: Anna Blos, deutsche Politikerin (SPD) und Frauenrechtlerin (* 1866)
- 27. April: Albert Funk, deutscher Politiker (* 1894)
- 28. April: Cornelis van Vollenhoven, niederländischer Rechtswissenschaftler (* 1874)
- 30. April: Abraham Aguilera Bravo, chilenischer Ordenspriester und Bischof (* 1884)

### Mai/Juni
- 01. Mai: Carl Roman Abt, Schweizer Maschineningenieur, Erfinder und freier Unternehmer (* 1850)
- 01. Mai: Thomas Gair Ashton, britischer Politiker, Unternehmer und Peer (* 1855)
- 02. Mai: Léon Saint-Paul, französischer Automobilrennfahrer (* 1892)
- 04. Mai: Alexander Marshall Mackenzie, schottischer Architekt (* 1848)
- 05. Mai: Stephan Kekule von Stradonitz, deutscher Jurist, Privatgelehrter, Genealoge (* 1863)
- 06. Mai: Ernst Kromayer, deutscher Dermatologe und Hochschullehrer (* 1862)
- 13. Mai: Paul Ernst, deutscher Schriftsteller und Dramatiker (* 1866)
- 13. Mai: Adolf Louis Theodor Richard von Schubert, preußischer Offizier (* 1850)
- 15. Mai: Thomas Sambola Jones, US-amerikanischer Diplomat (* 1859)
- 16. Mai: John Henry Mackay, schottisch-deutscher Schriftsteller (* 1864)
- 18. Mai: Porter J. McCumber, US-amerikanischer Politiker (* 1858)
- 18. Mai: Otto Merz, deutscher Automobilrennfahrer (* 1889)
- 19. Mai: Willy Aron, deutscher Gerichtsreferendar (* 1907)
- 19. Mai: Rudolf Tarnow, plattdeutscher Schriftsteller (* 1867)
- 21. Mai: Guy Bouriat, französischer Automobilrennfahrer (* 1902)
- 21. Mai: Blanche Peyron, französische Heilsarmeeoffizierin und Gründerin des ersten Frauenhauses in Paris (* 1867)
- 22. Mai: Ștefan Dimitrescu, rumänischer Maler (* 1886)
- 22. Mai: Emil Oberhoffer, US-amerikanischer Dirigent, Komponist und Musikpädagoge (* 1867)
- 26. Mai: Jimmie Rodgers, Country-Musiker (* 1897)
- 28. Mai: Marga von Etzdorf, deutsche Fliegerin (* 1907)
- 29. Mai: Johann Peisker, tschechischer Soziologe (* 1851)
- 02. Juni: Frank Jarvis, US-amerikanischer Leichtathlet (* 1878)
- 03. Juni: Solomon Comstock, US-amerikanischer Politiker (* 1842)
- 04. Juni: Ahmet Haşim, türkischer Dichter (* zwischen 1883 und 1887)
- 09. Juni: Wilhelm Dieckmann, deutscher Landwirt und Politiker der NSDAP (* 1863)
- 11. Juni: Hildegard Burjan, deutsche Ordensgründerin und Politikerin (* 1883)
- 14. Juni: Frank Longman, britischer Motorradrennfahrer (* 1893 oder 1894)
- 16. Juni: Vitaly Viktor Chaim Arlosoroff, russischer Politiker (* 1899)
- 19. Juni: Walter Friedrich August Arnold, deutscher Politiker (* 1882)
- 20. Juni: Richard Aßmann, deutscher Betriebsratsvorsitzender und Politiker (* 1875)
- 20. Juni: Robert G. Cousins, US-amerikanischer Politiker (* 1859)

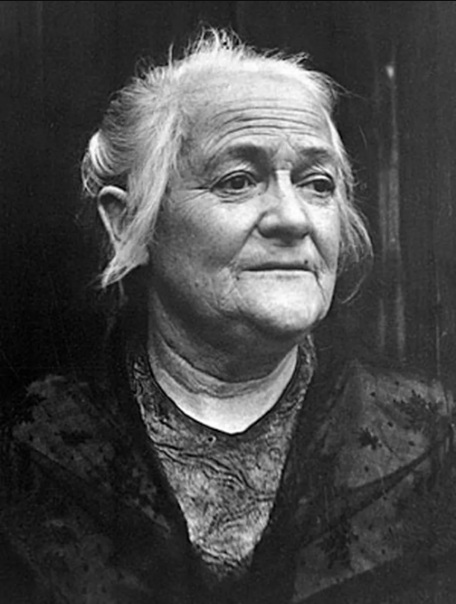
Clara Zetkin, in den 1920er Jahren

- 20. Juni: Clara Zetkin, deutsche Sozialdemokratin, Frauenrechtlerin und Kommunistin (* 1857)
- 22. Juni: Melville Best Anderson, US-amerikanischer Romanist, Italianist und Anglist (* 1851)
- 22. Juni: Edward B. Almon, US-amerikanischer Politiker (* 1860)
- 22. Juni: Tim Birkin, britischer Automobilrennfahrer (* 1896)
- 25. Juni: Giovanni Giacometti, schweizerischer Maler (* 1868)
- 27. Juni: Alexander Hardcastle, Kapitän der britischen Marine und Amateurarchäologe (* 1872)
- 29. Juni: Olaf Bull, norwegischer Dichter (* 1883)

### Juli/August
- 03. Juli: Franz Wilhelm Seiwert, Maler und Bildhauer, Avantgardist (* 1894)

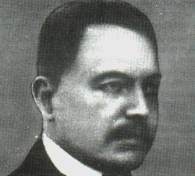
Hipólito Yrigoyen

- 03. Juli: Hipólito Yrigoyen, argentinischer Staatspräsident (* 1852)
- 05. Juli: Charles N. Haskell, US-amerikanischer Politiker (* 1860)
- 10. Juli: Harold DeForest Arnold, US-amerikanischer Elektroingenieur (* 1883)
- 15. Juli: Freddie Keppard, US-amerikanischer Kornettist (* 1890)
- 16. Juli: Jean Blake Coulthard, kanadische Pianistin und Musikpädagogin (* 1882)
- 18. Juli: Gilbert N. Haugen, US-amerikanischer Politiker (* 1859)
- 18. Juli: Franz Sedlacek, österreichischer Fußballspieler und -trainer (* 1892)
- 19. Juli: Edwin S. Johnson, US-amerikanischer Politiker (* 1857)
- 23. Juli: Louis Abbiate, französischer Komponist und Cellist (* 1866)
- 24. Juli: Alfredo Helsby, chilenischer Maler (* 1862)
- 01. August: Sulejman Delvina, albanischer Politiker, 1920 Ministerpräsident (* 1884)
- 07. August: Felix Fechenbach, deutscher Journalist (* 1894)
- 07. August: Hans Fraungruber, österreichischer Schriftsteller (* 1863)
- 12. August: John Calhoun Bell, US-amerikanischer Politiker (* 1851)
- 13. August: Paul Hillemacher, französischer Komponist und Pianist (* 1852)
- 13. August: Hasan Bej Prishtina, albanischer Politiker (* 1873)
- 16. August: Julius Hermann, deutscher Pädagoge und Amateurentomologe (* 1857)
- 18. August: Marie von Miller, deutsche Malerin und die Ehefrau von Oskar von Miller (* 1861)
- 23. August: Adolf Loos, österreichischer Architekt und Architekturtheoretiker (* 1870)
- 26. August: Paul Staudinger, deutscher Forschungsreisender und Privatgelehrter (* 1859)
- 27. August: Horst von Waldthausen, deutsch-schweizerischer Automobilrennfahrer (* 1907)
- 28. August: Georgi Konjus, russischer Komponist (* 1862)
- 29. August: Leopold Koppel, deutscher Bankier, Unternehmer und Förderer von Wissenschaftseinrichtungen (* 1854)
- 31. August: Theodor Lessing, deutscher Philosoph (* 1872)

### September/Oktober
- 01. September: Mathias Adlersflügel, österreichischer Industrieller und Politiker (* 1868)
- 01. September: José Mercedes Ortega, chilenischer Maler (* 1856)

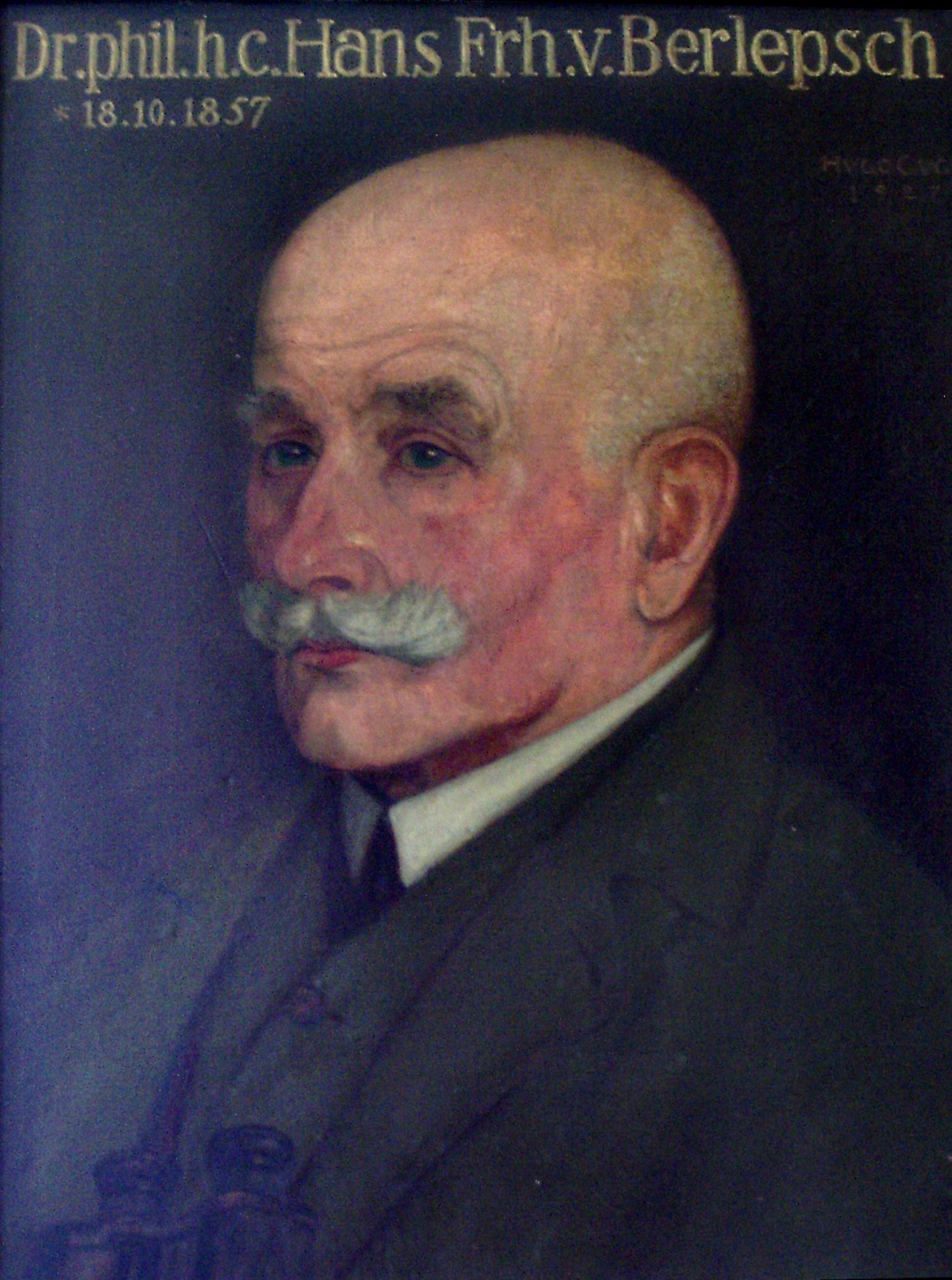
Hans Freiherr von Berlepsch

- 02. September: Hans Freiherr von Berlepsch, deutscher Berufsoffizier und Ornithologe (* 1857)
- 04. September: Otto Baschin, deutscher Geograph und Meteorologe (* 1865)
- 05. September: Clay M. Greene, US-amerikanischer Schriftsteller (* 1850)
- 07. September: Max Adalbert, deutscher Theater- und Filmschauspieler (* 1874)
- 07. September: Edward Grey, britischer Politiker (* 1862)
- 08. September: Theodor Fritsch, deutscher Publizist (* 1852)
- 10. September: Baconin Borzacchini, italienischer Automobilrennfahrer (* 1898)
- 10. September: Giuseppe Campari, italienischer Automobilrennfahrer (* 1892)
- 10. September: Stanisław Czaykowski, polnischer Automobilrennfahrer (* 1899)
- 15. September: Max Hoelz, deutscher Politiker (* 1889)
- 16. September: Sam Aaron Baker, US-amerikanischer Politiker (* 1874)
- 18. September: Armand Weiser, Architekt und Fachschriftsteller (* 1887)
- 20. September: Annie Besant, britische Politikerin und Frauenrechtlerin (* 1847)
- 23. September: Theodor Fuchs, deutscher Verwaltungsjurist und Politiker, Oberbürgermeister von Jena (* 1861)
- 23. September: Lynn Hornor, US-amerikanischer Politiker (* 1874)
- 25. September: Paul Ehrenfest, österreichischer Physiker (* 1880)
- 25. September: Arthur Seligman, US-amerikanischer Politiker (* 1873)
- 26. September: Emerich Ambros, ungarisch-deutscher Antifaschist (* 1896)
- 26. September: Franz Bracht, deutscher Politiker (* 1877)
- 28. September: James William Collier, US-amerikanischer Politiker (* 1872)
- 03. Oktober: Abdolhossein Teymurtash, iranischer Politiker, Hofminister unter Reza Schah Pahlavi (* 1883)
- 05. Oktober: Renée Adorée, französische Schauspielerin (* 1898)
- 05. Oktober: Nikolai Judenitsch, russischer General (* 1862)
- 06. Oktober: Porter H. Dale, US-amerikanischer Politiker (* 1867)
- 06. Oktober: Sachari Paliaschwili, georgischer Komponist (* 1871)
- 08. Oktober: Guido d’Ippolito, italienischer Automobilrennfahrer (* 1894)
- 09. Oktober: Friedrich Lach, österreichischer Maler und Grafiker (* 1868)
- 10. Oktober: Victor Méric, französischer Journalist (* 1876)
- 11. Oktober: Reinhold Tiling, deutscher Ingenieur, Pilot und Raketenpionier (* 1893)
- 15. Oktober: Inazo Nitobe, japanischer Gelehrter (* 1862)
- 16. Oktober: Maurice Renaud, französischer Sänger (* 1861)
- 18. Oktober: Albert von Trentini, österreichischer Schriftsteller (* 1878)
- 21. Oktober: Charles Follot, französischer Unternehmer und Automobilrennfahrer (* 1869)
- 23. Oktober: William N. Doak, US-amerikanischer Politiker (* 1882)
- 24. Oktober: Johannes Methöfer, niederländischer Autor und Anarchist (* 1863)
- 25. Oktober: Carl Blankenstein, deutscher Theaterschauspieler und Hörspielsprecher (* 1864)
- 25. Oktober: William John Bowser, kanadischer Politiker (* 1867)
- 27. Oktober: Julius Klengel, deutscher Cellist (* 1859)
- 29. Oktober: Paul Painlevé, französischer Politiker und Mathematiker (* 1863)

### November/Dezember

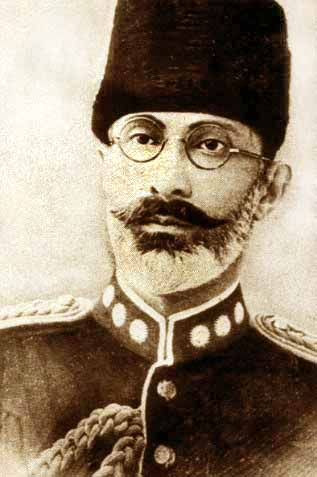
König Mohammed Nadir Schah

- 02. November: Gao Qifeng, chinesischer Maler (* 1889)
- 08. November: Mohammed Nadir Schah, König von Afghanistan (* 1883)
- 09. November: Louis Lépine, französischer Polizist und Politiker (* 1846)
- 11. November: Heino Adolf Achenbach, preußischer Beamter und Landrat (* 1863)
- 12. November: Fred Holland Day, amerikanischer Fotograf und Verleger (* 1864)
- 16. November: Henry C. Hansbrough, US-amerikanischer Politiker (* 1848)
- 16. November: Alexander Schuke, deutscher Orgelbauer (* 1870)
- 17. November: Georg Haberland, deutscher Unternehmer (* 1861)
- 22. November: Mahmud Tarzi, afghanischer Intellektueller (* 1865)
- 27. November: Karl Vesper, deutscher Widerstandskämpfer (* 1883)
- 28. November: Adalbert Wietek, deutscher Architekt (* 1876)
- 30. November: Kamura Isota, japanischer Schriftsteller (* 1897)
- 30. November: Oskar Zoth, österreichischer Physiologe (* 1864)
- 02. Dezember: Erwin Baur, deutscher Arzt, Botaniker, Genetiker und Züchtungsforscher (* 1875)
- 04. Dezember: Stefan George, deutscher Dichter und Schriftsteller (* 1868)
- 06. Dezember: Auguste Chapuis, französischer Komponist, Organist und Musikpädagoge (* 1858)
- 08. Dezember: Karl Jatho, deutscher Flugpionier (* 1873)
- 08. Dezember: Yamamoto Gonnohyōe, japanischer Admiral und der 16. Premierminister Japans (* 1852)
- 09. Dezember: Ellen Andrée, französische Bühnenschauspielerin (* 1856)
- 12. Dezember: Anita Rée, deutsche Malerin (* 1885)
- 13. Dezember: Hendrik Barend Greven, niederländischer Wirtschaftswissenschaftler und Statistiker (* 1850)
- 16. Dezember: Everett Ellsworth Truette, US-amerikanischer Organist, Komponist, Musikverleger und Autor (* 1861)
- 17. Dezember: Richard von Hagn, deutscher Maler (* 1850)
- 17. Dezember: Thubten Gyatsho, Dalai Lama (* 1876)
- 18. Dezember: Frederick D. Gardner, US-amerikanischer Politiker (* 1869)
- 18. Dezember: Harry Puder, deutscher Offizier (* 1862)
- 21. Dezember: Knud Rasmussen, grönländisch-dänischer Polarforscher (* 1879)
- 23. Dezember: Hilde Knoth, deutsche Schauspielerin und Hörspielsprecherin (* 1888)
- 23. Dezember: Franz Siegwart, Schweizer Offizier und Beamter (* 1854)
- 24. Dezember: Aribert Joseph Alexander von Anhalt, Regent des Herzogtums Anhalt (* 1864)
- 24. Dezember: Frédéric de Janzé, französischer Adliger, Großwildjäger, Automobilrennfahrer und Autor (* 1896)
- 26. Dezember: Meinrad Lienert, Schweizer Mundart- und Heimatdichter (* 1865)
- 26. Dezember: Anatoli Lunatscharski, ukrainischer marxistischer Kulturpolitiker (* 1875)
- 28. Dezember: Henry F. Lippitt, US-amerikanischer Politiker (* 1856)
- 30. Dezember: Georg Asmussen, deutscher Ingenieur, Schriftsteller und Guttempler (* 1856)
- 31. Dezember: Perry Doolittle, kanadischer Arzt, Erfinder, Radrennfahrer und Automobilist (* 1861)

### Genaues Todesdatum unbekannt
- Ludwig Außerwinkler, deutscher Chemiker und Fotograf (* 1859)
- William Boosey, englischer Musikveranstalter und -verleger (* 1864)
- August Einwald, deutscher Afrikareisender (* 1846)
- Karl Heyden, deutscher Genre-, Stillleben-, Porträt-, Veduten-, Architektur- und Landschaftsmaler der Düsseldorfer Schule (* 1845)
- Verkine Karakaschian, armenische Schauspielerin (* 1856)